# تاريخ الدولة العثمانية
الدولة العثمانيون قوم من الأتراك، فهم ينتسبون - من وجهة النظر الإثنيّة - إلي العرق الأصفر أو العرق المغولي، وهو العرق الذي يُنتسب إليه المغول والصينيون وغيرهم من شعوب آسيا الشرقية. وكان موطن الأتراك الأوّل في آسيا الوسطى، في البوادي الواقعة بين جبال ألتاي شرقًا وبحر قزوين غرباً. وقد انقسموا إلي عشائر وقبائل عديدة منها قبيلة قايي، والتي نُزحت في عهد زعيمها غندوز ألب إلي المراعي الواقعة شماليّ غربي أرمينيا قرب مدينة أخلاط، وعندما استولي المغول بقيادة جنكيز خان علي خراسان. إن الحياة السياسية المبكرة لهذة العشيرة يكتنفها الغموض، وهي أقرب إلي الأساطير منها إلي الحقائق، وإنما كل ما يُعرف عنها هو استقرارها في تلك المنطقة لفترة من الزمن، ويُستدل علي صحة هذا القول عن طريق عدد من الأحجار والقبور تعود لأجداد بني عثمان. ويُستفاد من المعلومات المتوافرة أن هذة العشيرة تركت منطقة خلاط حوالي سنة 1229م تحت ضغط الأحداث العسكرية التي شهدتها المنطقة، وبفعل الحروب التي أثارها السلطان جلال الدين الخوارزمي، وهبطت إلي حوض نهر دجلة.

## قيام الدولة العثمانية (1299–1453)
توفي غندوز ألب في العام التالي لنزوح عشيرته إلي حوض دجلة، فترأس العشيرة ابنه سليمان شاه، ثم حفيده أرطغرل الذي ارتحل مع عشيرته إلي مدينة أرزنجان، وكانت مسرحًا للقتال بين السلاجقة والخوارزميين، فالتحق بخدمة السلطان علاء الدين سلطان قونية، وهي إحدي الإمارات السلجوقية التي تأسست عقب انحلال دولة السلاجقة العظام، وسانده في حروبه ضد الخوارزميين، فكافأه السلطان السلجوقي علاء الدين كيقباد بأن تقطع عشيرته بعض الأراضي الخصبة قرب مدينة أنقرة. وظل أرطغرل حليفًا للسلاجقة حتي أقطعه السلطان السلجوقي منطقة في أقصى الشمال الغربي من الأناضول علي الحدود البيزنطية، في المنطقة المعروفة باسم سوغوت حول مدينة إسكي شهر، حيث بدأت العشيرة هناك حياة جديدة إلي جانب إمارات تركمانية سبقتها إلي المنطقة. علا شأن أرطغرل لدي السلطان بعد أن أثبت إخلاصه للسلاجقة، وأظهرت عشيرته كفاءة قتالية عالية في كل معركة، وُوجِدت دومًا في مقدمة الجيوش، وتمّ النصر علي يدي أبنائها، فكافأه السلطان بأن لقبه ب«أوج بكي»، أي محافظ الحدود، اعترافًا بعظم أمره. غير أن أرطغرل كان ذا أطماع سياسية بعيدة، فلم يقنع بهذة المنطقة التي أقطعه إياها السلطان السلجوقي، ولا باللقب الذي ظفر به، ولا بمهمة حراسة الحدود والحفاظ عليها، بل شرع يهاجم باسم السلطان ممتلكات البيزنطيين في الأناضول، فاستولي علي مدينة إسكي شهر وضمها إلي أملاكه، واستطاع أن يوسع أراضيه خلال مدة نصف قرن قضاها كأمير علي مقاطعة حدودية، وتوفي في سنة 1281م عن عمر يُناهز التسعين عامًا، بعد أن خُلع عليه لقب كبير آخر هو «غازي»، تقديرًا لفتوحاته وغزواته.

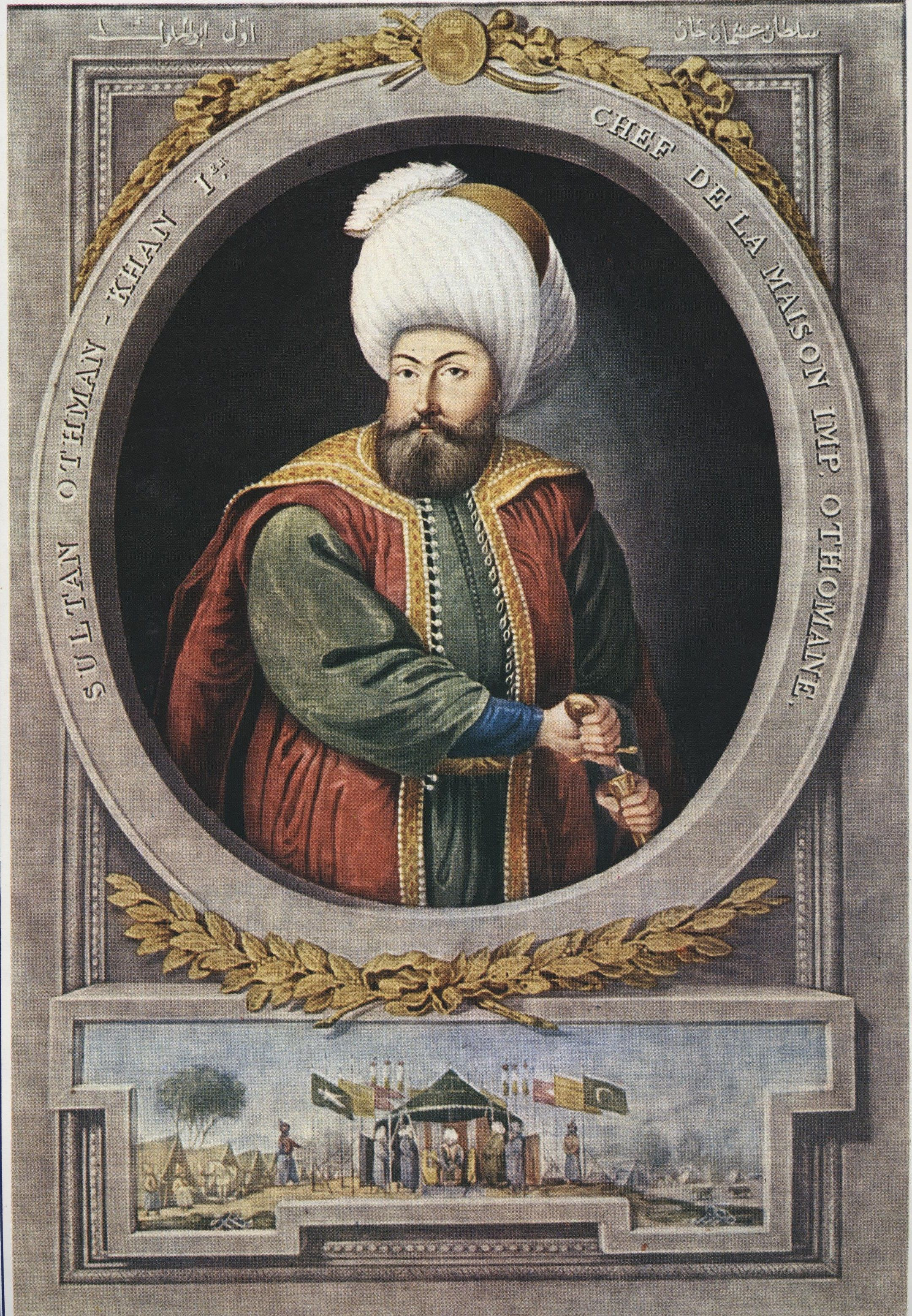
أبو الملوك السلطان الغازي فخر الدين قره عثمان خان الأول بن أرطغرل بن سليمان شاه القايوي التركماني، مؤسس الدولة العثمانية.

بعد أرطغرل تولّي زعامة الإمارة ابنه الأصغر عثمان، فأخلص الولاء للدولة السلجوقية علي الرغم مما كانت تتخبط فيه من اضطراب، وما كان يتهددها من أخطار. أظهر عثمان في بداية عهده براعة سياسية في علاقاته مع جيرانه، فعقد تحالفات مع الإمارات التركمانية المجاورة، ووجه نشاطه العسكري نحو الأراضي البيزنطية لاستكمال رسالة دولة سلاجقة الروم بفتح الأراضي البيزنطية كافة، وإدخالها ضمن الأراضي الإسلامية، وشجعه علي ذلك حالة الضعف التي دبت في جسم الإمبراطورية البيزنطية وأجهزتها، وانهماكها بالحروب في أوروبا، فأتاح له ذلك سهولة التوسع باتجاه غربي الأناضول، وفي عبور الدردنيل إلي أوروبا الشرقية الجنوبية. ومن الناحية الإدارية، فقد أظهر عثمان مقدرة فائقة في وضع النظم الإدارية لإمارته، بحيث قطع العثمانيون في عهده شوطًا كبيرًا عن طريق التحول من نظام القبيلة المتنقلة إلي نظام الإدارة المستقرة، ما ساعدها علي توطيد مركزها وتطورها سريعًا إلي دولة كبري. وقد أبدى السلطان السلجوقي علاء الدين كيقباد الثالث تقديره العميق لخدمات عثمان، فمنحه لقب «عثمان غازي حارس الحدود العالي الجاه، عثمان باشا».
أقدم عثمان بعد أن ثبّت أقدامه في إمارته علي توسيع حدودها علي حساب البيزنطيين، ففي عام 1291م، فتح مدينة قره جه حصار الواقعة إلي الجنوب من سوغوت، وجعلها قاعدة له، وأمر بإقامة الخطبة باسمه، وهو أول مظهر من مظاهر السيادة والسلطة، ومنها قاد عشيرته إلي بحر مرمرة والبحر الأسود. وحين تغلب المغول علي دولة قونية السلجوقية، سارع عثمان إلي إعلان استقلاله عن السلاجقة، ولقّب نفسه «پاديشاه آل عثمان» أي «عاهل آل عثمان»، فكان بذلك المؤسس الحقيقي لهذة الدولة التركية الكبري التي نُسبت إليه لاحقًا. وظلّ عثمان يحكم الدولة الجديدة بصفته سلطانًا مستقلاً حتي تاريخ 6 أبريل 1326م، الموافق فيه 2 جمادى الأولى 726 هـ، عندما أحتل ابنه أورخان مدينة بورصة الواقعة علي مقربة من بحر مرمرة، وفي هذة السنة توفي عثمان عن عمر يناهز السبعين عامًا، بعد أن وضع أسس الدولة، ومهد لها درب النمو والازدهار، وخُلع عليه لقب آخر هو «قره عثمان»، وهو يعني «عثمان الأسود» باللغة التركية الحديثة، ولكن يُقصد به «الشجاع» أو «الكبير» أو «العظيم» في التركية العثمانية.

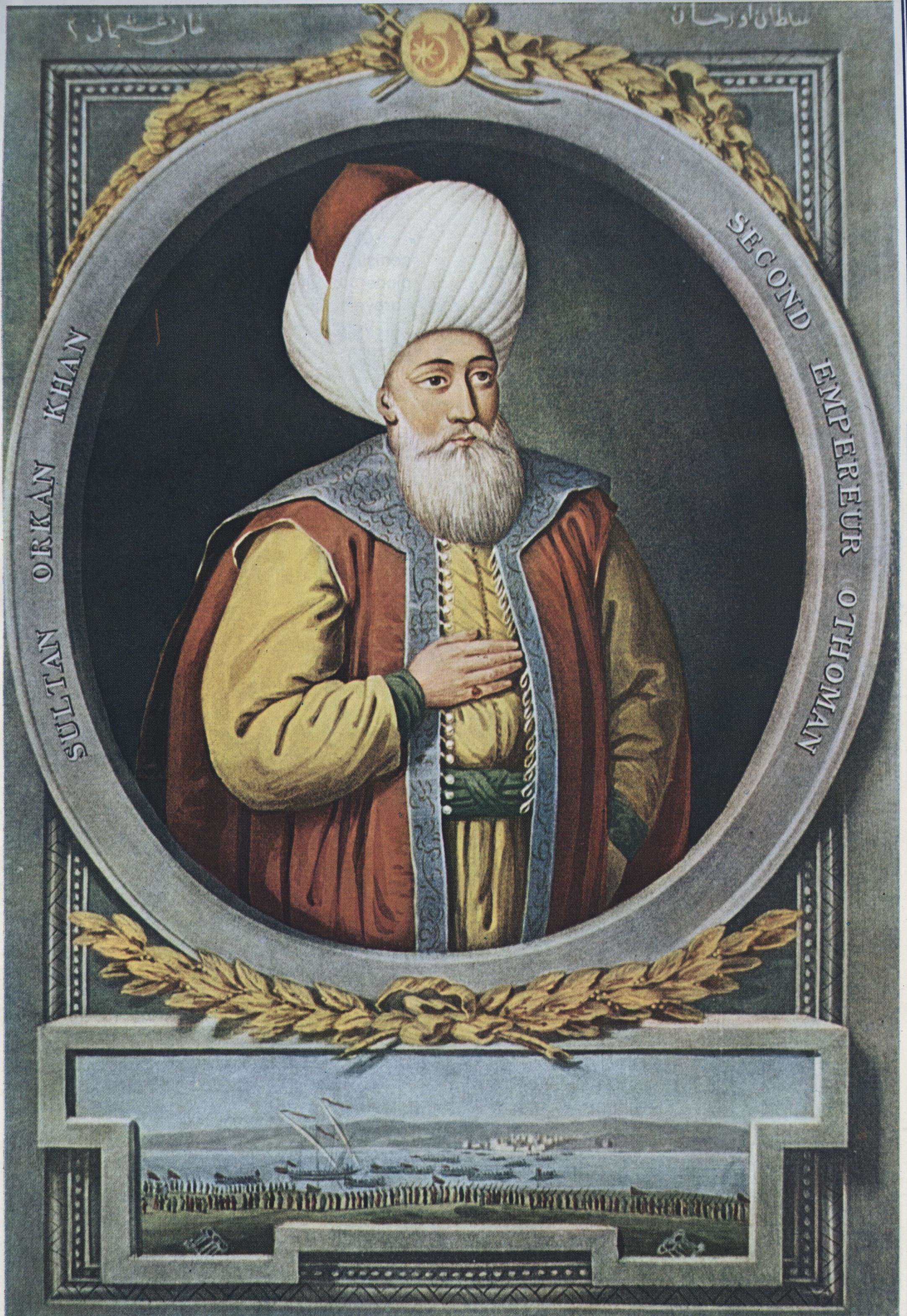
الملك المجاهد والسلطان الغازي شجاع الدين والدنيا أورخان خان بن عثمان بن أرطغرل القايوي التركماني.

عُني أورخان بتنظيم مملكته تنظيمًا محكمًا، فقسمها إلي سناجق أو ولايات، وجعل من بورصة عاصمةً لها، وضرب النقود باسمه، ونظّم الجيش، فألّف فرقًا من الفرسان النظاميين، وأنشأ من الفتيان المسيحيين الروم والأوروبيين الذين جمعهم من مختلف الأنحاء جيشًا قويًا عُرف بجيش الإنكشارية. وقد درّب أورخان هؤلاء الفتيان تدريبًا صارمًا، وخصّهم بامتيارات كبيرة، فتعلقوا بشخصه وأظهروا له الولاء. وعمل أورخان علي توسيع الدولة، فكان طبيعيًا أن ينشأ بينه وبين البيزنطيين صراعٌ عنيف كان من نتيجته استيلاؤه علي مدينتيّ إزميد ونيقية. وفي عام 1337م، شنّ هجومًا علي القسطنطينية عاصمة البيزنطيين نفسها، ولكنه أخفق في احتلالها. ومع ذلك فقد أوقعت هذة الغزوة الرعب في قلب إمبراطور الروم أندرونيكوس الثالث، فسعى إلي التحالف معه، وزوجه ابنته. ولكن هذا الزواج لم يحل بين العثمانيين وبين الاندفاع إلي الأمام، وتثبيت أقدامهم سنة 1357م في شبه جزيرة غاليبولي، وهكذا اشتد الخطر العثماني علي القسطنطينية من جديد. شهد المسلمون في عهد أورخان أوّل استقرار للعثمانيين في أوروبا، وأصبحت الدولة العثمانية تمتد من أسوار أنقرة في آسيا الصغرى إلي تراقيا في البلقان، وشرع المبشرون يدعون السكان إلي اعتناق الإسلام. توفي أورخان الأول في سنة 1360م بعد أن أيّد الدولة الفتيّة بفتوحاته الجديدة وتنظيماته العديدة، وتولّي بعده ابنه «مراد الله»، والملقب بمراد الأول.

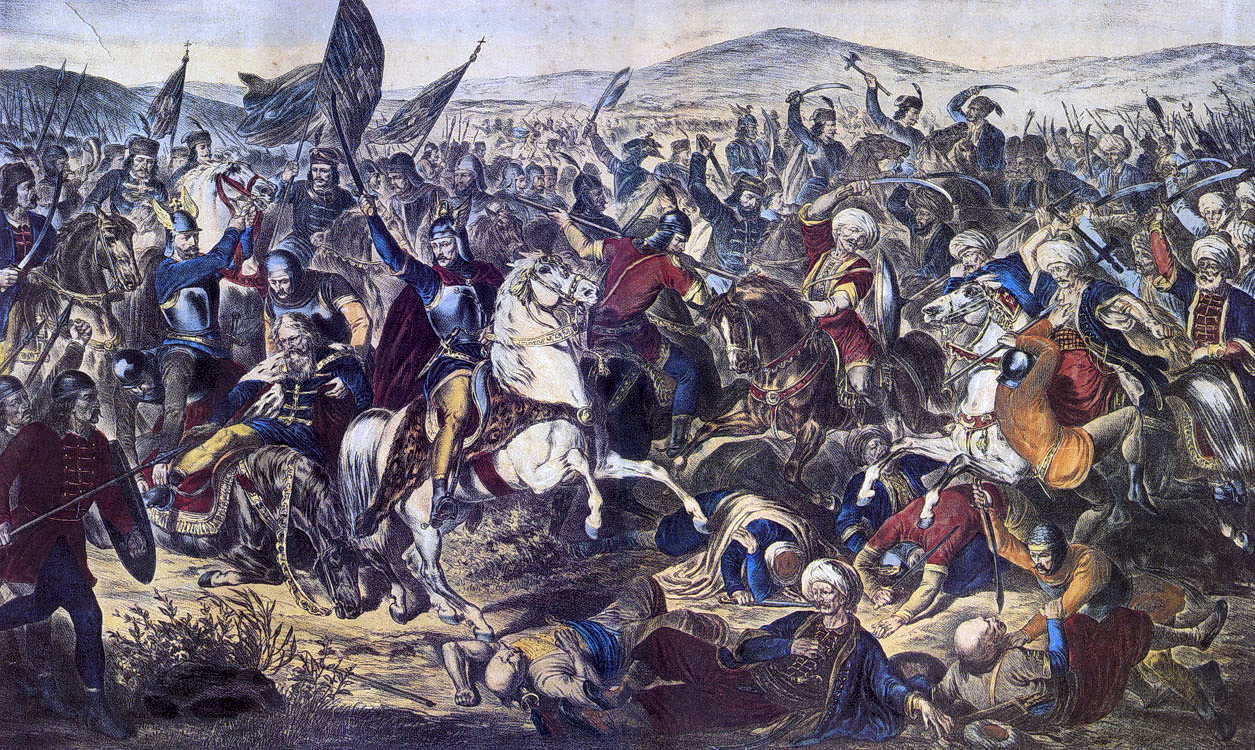
معركة قوصوة، بريشة آدم ستيفانوڤيتش، (1870).

كانت فاتحة أعمال مراد الأول احتلال مدينة أنقرة مقر إمارة القرمان، وذلك أن أميرها واسمه علاء الدين، أراد انتهاز فرصة انتقال المُلك من السلطان أورخان إلى ابنه مراد لإثارة حمية الأمراء المجاورين وتحريضهم على قتال العثمانيين ليقوضوا أركان ملكهم الآخذ في الامتداد يومًا فيومًا، فكانت عاقبة دسائسه أن فقد أهم مدنه. وتحالف مراد مع بعض أمراء الأناضول مقابل بعض التنازلات لصالح العثمانيين، وأجبر آخرين على التنازل له عن ممتلكاتهم، وبذلك ضمّ جزء من الممتلكات التركمانية إلى الدولة العثمانية. ثم وجّه اهتمامه نحو شبه جزيرة البلقان التي كانت في ذلك الحين مسرحًا لتناحر دائم بين مجموعة من الأمراء الثانويين، ففتح مدينة أدرنة سنة 1362م ونقل مركز العاصمة إليها لتكون نقطة التحرك والجهاد في أوروبا، وقد ظلت عاصمة للعثمانيين حتى فتحوا القسطنطينية في وقت لاحق، كما تم فتح عدّة مدن أخرى مثل صوفيا وسالونيك، وبذلك صارت القسطنطينية محاطة بالعثمانيين من كل جهة في أوروبا. وفي 12 يونيو سنة 1385م، الموافق فيه 19 جمادى الآخرة سنة 791هـ، التقت الجيوش العثمانية بالقوى الصربية - تساندها قوىً من المجر والبلغار والألبانيين - في إقليم «قوصوة»، المعروف حاليًا باسم «كوسوڤو»، فدارت بين الطرفين معركة عنيفة انتصر فيها العثمانيون، إلا أن السلطان قتل في نهايتها على يد أحد الجنود الذي تظاهر بالموت.

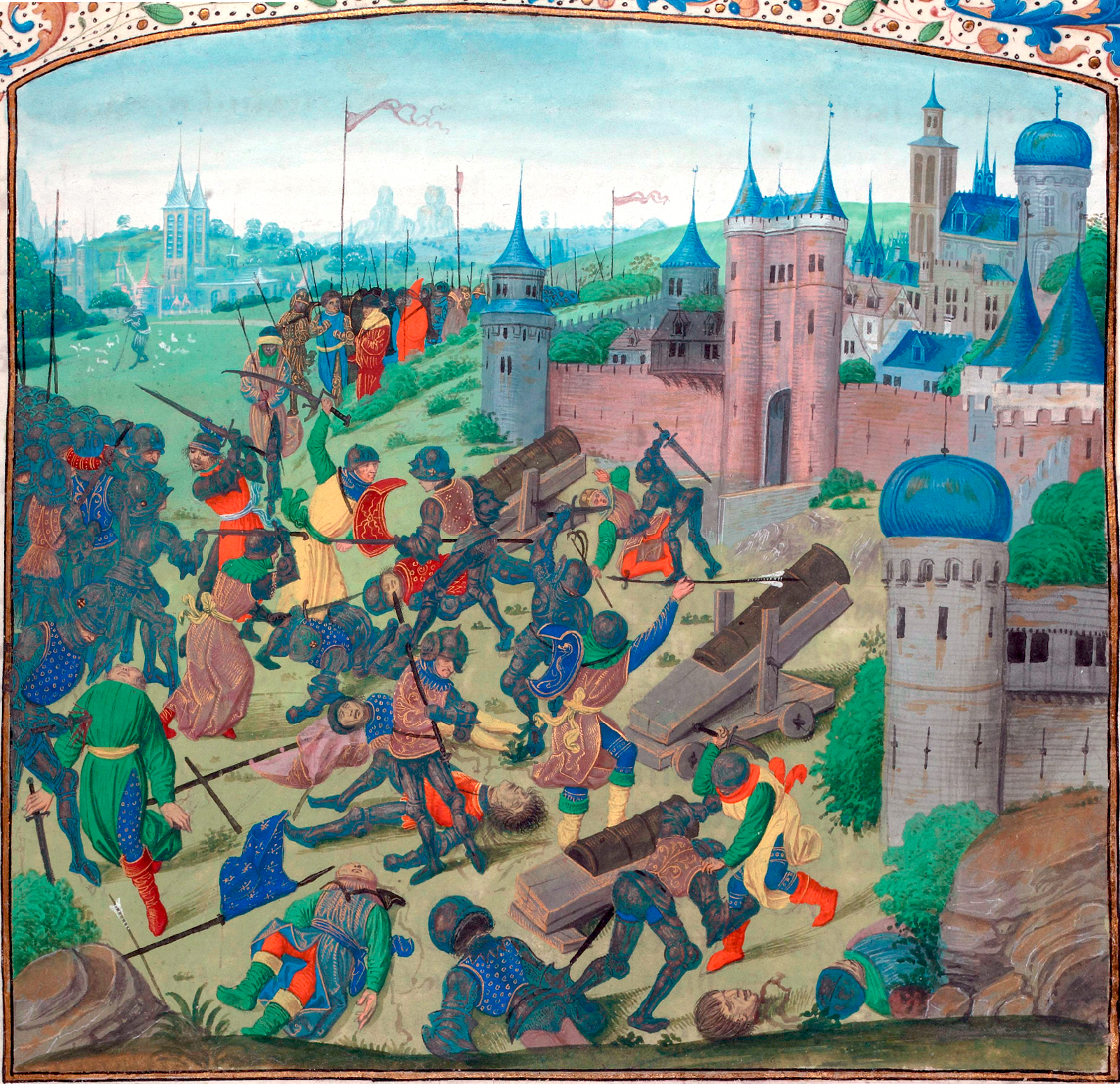
معركة نيقوبولس بين العثمانيين والأوروبيين. يعتبر العديد من المؤرخين هذه المعركة آخر حملة صليبية كبرى نُظمت في القرون الوسطى.

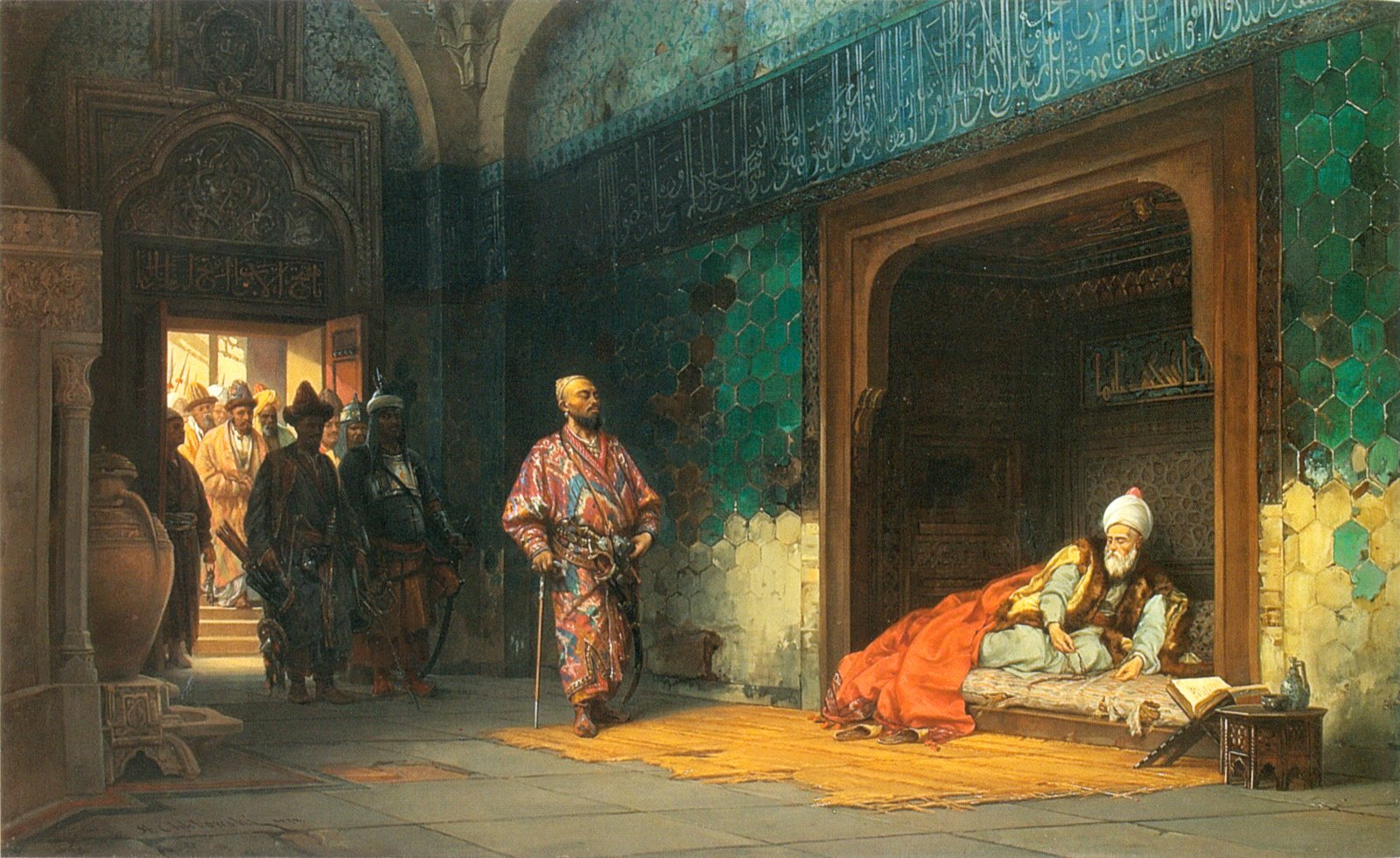
السلطان بايزيد الأول أسيرًا لدى تيمورلنك، بريشة ستانيسلو تشلبوسكي، 1878.

تولّى عرش آل عثمان بعد مراد الأول ابنه بايزيد، وعند ذلك كانت الدولة قد اتسعت حدودها بشكل كبير، فانصرف إلى تدعيمها بكل ما يملك من وسائل، وانتزع من البيزنطينيين مدينة آلاشهر، وكانت آخر ممتلكاتهم في آسيا الصغرى، وأخضع البلغار عام 1393م إخضاعًا تامًا. فجزع «سيگسموند» ملك المجر من هذا التوسع العثماني، خصوصًا بعد أن تاخمت حدود بلاده مناطق السيطرة العثمانية، فاستنجد بأوروبا الغربية، فدعا البابا «بونيفاس التاسع» إلى حملة صليبية جديدة ضد العثمانيين لمنعهم من التوغل في قلب أوروبا، فلبّى الدعوة ملك المجر سالف الذكر، وعدد من أمراء فرنسا وباڤاريا والنمسا وفرسان القديس يوحنا في رودس وجمهورية البندقية، وقدمت إنگلترا مساعدات عسكرية. تقابل الجيشين العثماني والأوروبي في 25 سبتمبر سنة 1396م، الموافق فيه 21 ذي الحجة سنة 798هـ، ودارت بينهما رحى معركة ضارية هُزم فيها الأوروبيون وردوا على أعقابهم. حاصر بايزيد القسطنطينية مرتين متواليتين، ولكن حصونها المنيعة صمدت في وجه هجماته العنيفة، فارتد عنها خائبًا. ولم ينس بايزيد وهو يوجه ضرباته الجديدة نحو الغرب، أن المغول يستعدون للانقضاض عليه من جهة الشرق، وخاصةً بعد أن ظهر فيهم رجلٌ عسكري جبّار هو تيمورلنك الشهير المتحدّر من سلالة جنكيز خان. لذلك عمل بايزيد على تعزيز مركزه في آسيا الصغرى استعدادًا للموقعة الفاصلة بينه وبين تيمورلنك. وهكذا خف الضغط العثماني على البيزنطيين، وتأخر سقوط القسطنطينية في أيدي العثمانيين خمسين سنة ونيفًا. وفي ربيع سنة 1402م، تقدّم تيمورلنك نحو سهل أنقرة لقتال بايزيد، فالتقى الجمعان عند «جُبق آباد» ودارت معركة طاحنة انهزم فيها العثمانيون وأُسر السلطان بايزيد وحمله المغول معهم عائدين إلى سمرقند عاصمة الدولة التيمورية، حيث عاش بقية أيامه ومات في سنة 1403م.
وبعد موت السلطان بايزيد تجزأت الدولة إلى عدّة إمارت صغيرة كما حصل بعد سقوط الدولة السلجوقية، لأن تيمورلنك أعاد إلى أمراء قسطموني وصاروخان وكرميان وآيدين ومنتشا وقرمان ما فقدوه من البلاد. واستقل في هذه الفترة كل من البلغار والصرب والفلاخ، ولم يبق تابعًا للراية العثمانية إلا قليل من البلدان. ومما زاد الخطر على الدولة عدم اتفاق أولاد بايزيد على تنصيب أحدهم، بل كان كل منهم يدعي الأحقية لنفسه، فنشبت بينهم حروب ضارية، ولكن النصر كان آخر الأمر من نصيب محمد بن بايزيد، المُلقب بمحمد الأول أو «محمد چلبي»، الذي استطاع أن يعيد للدولة بعض ما فقدته من أملاكها في الأناضول. وبعد محمد الأول تولّى عرش السلطنة العثمانية مراد الثاني، فاستمر بإخضاع المدن والإمارات التي استقلت عن الدولة العثمانية، وحاصر القسطنطينية، ولكنه لم يُوفق إلى احتلالها. ثم حاول أن يعيد إخضاع البلقان لسيطرته، ففتح عدّة مدائن وقلاع وحاول أن يضم إليها مدينة بلغراد لكنه فشل في اقتحامها، فكان هذا الهجوم إنذارًا جديدًا لأوروبا بالخطر العثماني، فقامت قوات مجرية - وعلى رأسها يوحنا هونياد - بالالتحام مع العثمانيين وهزمتهم هزيمة قاسية كان من نتائجها بعث الروح الصليبية في أوروبا، وإعلان النضال الديني ضد العثمانيين.

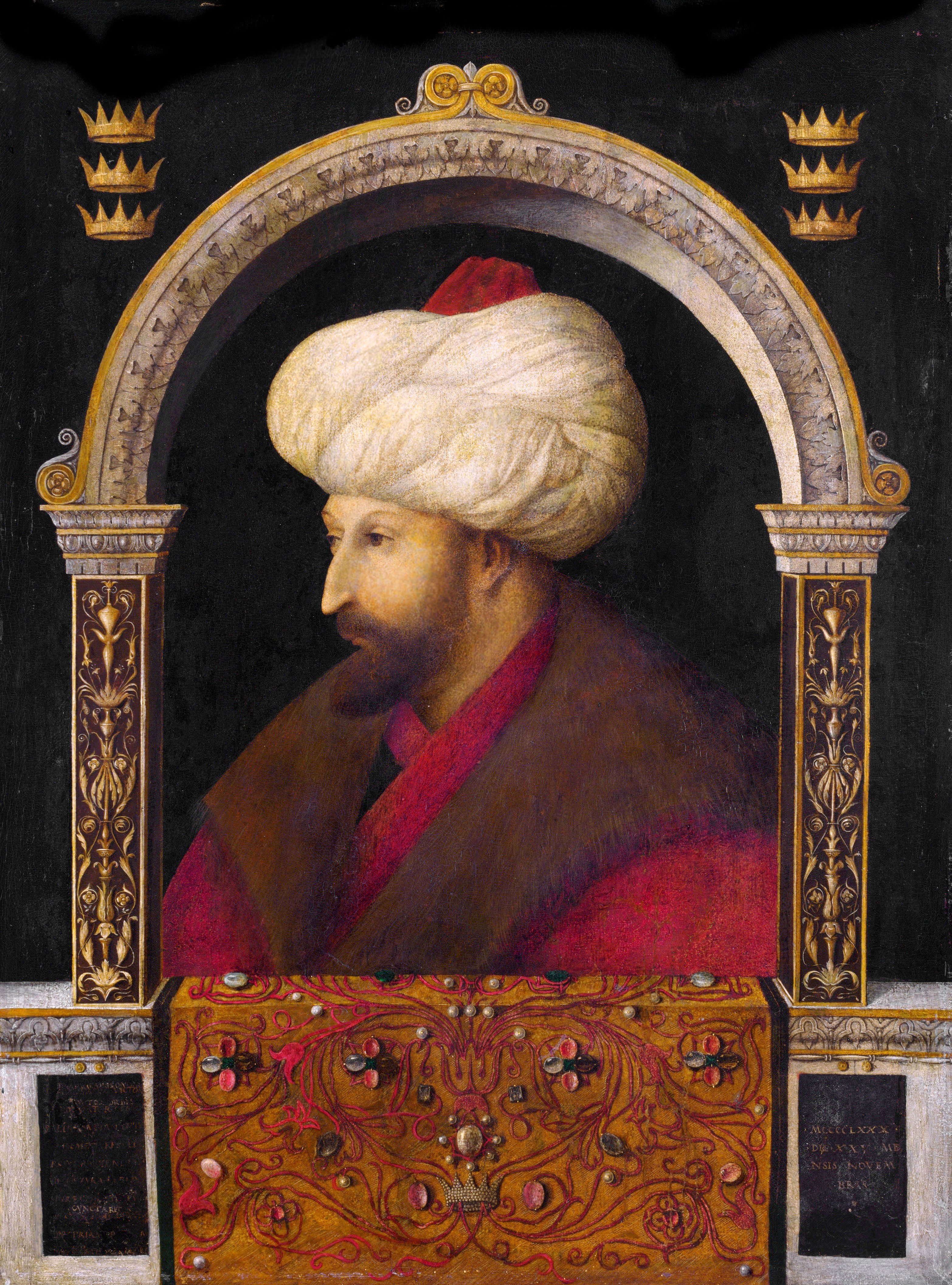
السلطان الغازي محمد الثاني الفاتح.

ولمّا توفي السلطان مراد الثاني ارتقى عرش العثمانيين ابنه محمد، فكان عليه بادئ الأمر أن يُخضع ثورة نشبت ضده في إمارة قرمان بآسيا الصغرى، فاستغل الإمبراطور البيزنطي قسطنطين الحادي عشر هذا الأمر، وطلب من السلطان مضاعفة الجزية التي كان والده يدفعها إلى البيزنطيين لقاء أسرهم الأمير أورخان حفيد سليمان بن بايزيد المطالب بالعرش العثماني. فاستاء السلطان محمد من هذا الطلب لما كان ينطوي عليه من تهديد بتحريض أورخان هذا على العصيان، فأمر بإلغاء الراتب المخصص له، وراح يتجهّز لحصار القسطنطينية والقضاء على هذه المدينة في أقرب فرصة ممكنة. وكان أوّل ما قام به في هذا السبيل تشييده عند أضيق نقطة من مضيق البوسفور قلعة «روملي حصار» القائمة على بعد سبعة كيلومترات من أبواب القسطنطينية. وعندئذ أرسل الإمبراطور قسطنطين بعثة من السفراء إلى السلطان محمد لتحتجّ لديه على ذلك، فلم يلقوا منه جوابًا شافيًا، بل أصرّ على البناء لما في القلعة من أهمية إستراتيجية. واستنجد الإمبراطور قسطنطين بالدول الأوروبية فلم تنجده إلا بعض المدن الإيطالية، أما البابا فقد أبدى استعداده لمساعدة الإمبراطور شرط أن تتحد الكنيستان الشرقية والغربية، ووافق قسطنطين على المشروع، ولكنّ تعصّب الشعب حال دون تحقيق ذلك.

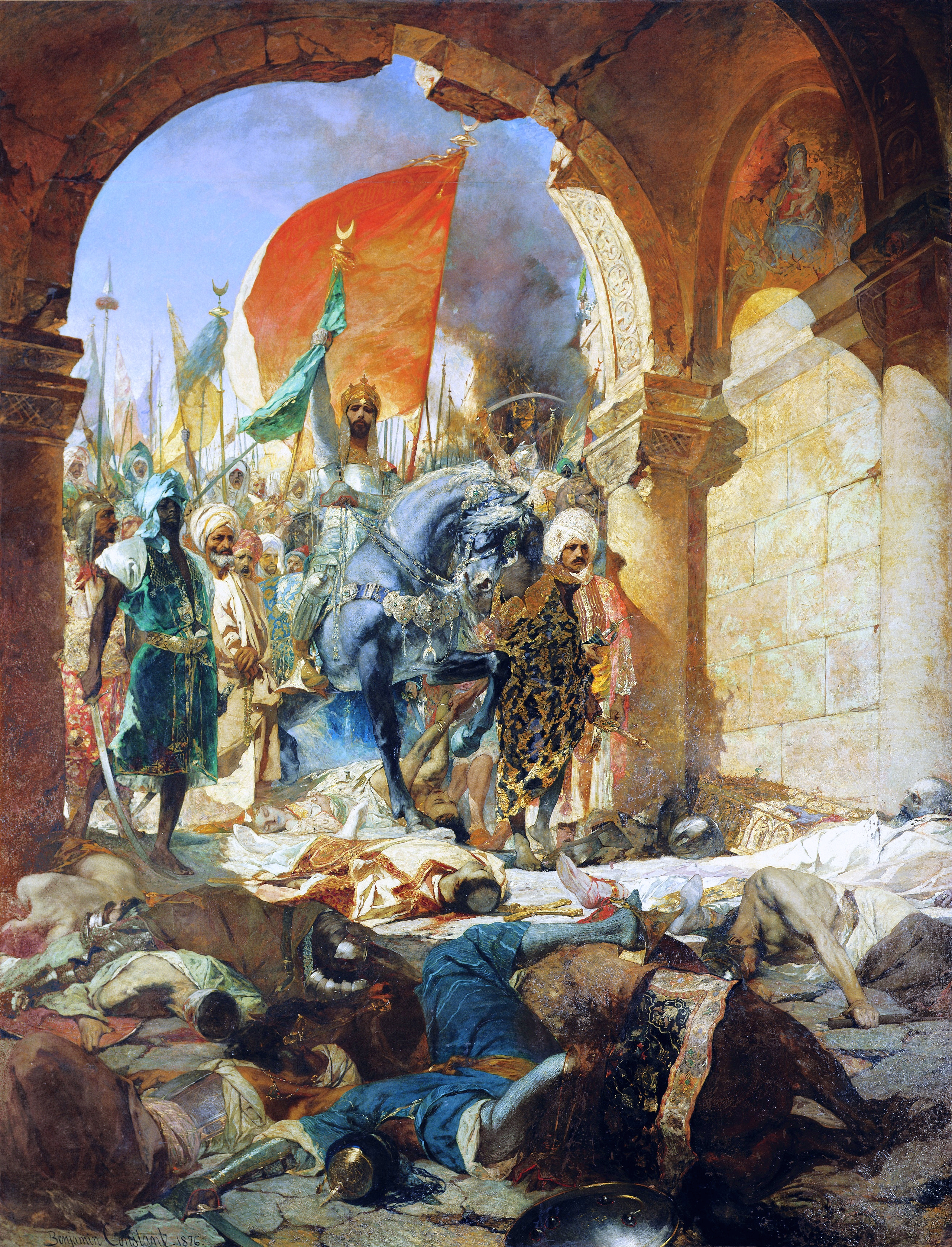
محمد الثاني يدخل القسطنطينية، بريشة جوزيف بنيامين.

وكان السلطان قد حشد لقتال البيزنطيين جيشًا عظيمًا مزودًا بالمدافع الكبيرة وأسطولاً ضخمًا، وبذلك حاصرهم من ناحيتيّ البر والبحر معًا. والواقع أن البيزنطيين استماتوا في الدفاع عن عاصمتهم، لكن ما أن مضى 53 يومًا على الحصار حتى كان العثمانيون قد دخلوا المدينة بعد أن هُدمت أجزاء كبيرة من أسوارها بفعل القصف المدفعي المتكرر، واشتبكوا مع البيزنطيين في قتال عنيف جدًا دارت رحاه في الشوارع، وذهب ضحيته الإمبراطور نفسه وكثير من جنوده. حتى إذا انتصف النهار دخل محمد المدينة وأصدر أمره إلى جنوده بالكف عن القتال، بعد أن قضى على المقاومة البيزنطية ونشر راية السلام. اتخذ السلطان محمد لقب «الفاتح» بعد فتح المدينة، وأضاف إليه لقب «قيصر الروم»، على الرغم من عدم اعتراف بطريركية القسطنطينية ولا أوروبا الغربية بهذا الأمر، ونقل مركز العاصمة من أدرنة إلى القسطنطينية التي غيّر اسمها إلى «إسلامبول»، أي مدينة الإسلام أو تخت الإسلام، وأعطى للمسيحين الآمان وحرية إقامة شعائرهم الدينية، ودعا من هاجر منهم خوفًا إلى العودة إلى بيوتهم. سقطت الإمبراطورية البيزنطية عند فتح المدينة بعد أن استمرت أحد عشر قرنًا ونيفًا، وتابع السلطان محمد فتوحاته في أوروبا خلال السنوات اللاحقة التي أعقبت سقوط القسطنطينية، فأخضع بلاد الصرب وقضى على استقلالها، وفتح بلاد المورة في جنوب اليونان، وإقليم الأفلاق وبلاد البشناق وألبانيا، وهزم البندقية ووحد الأناضول عبر قضائه على إمبراطورية طرابزون الرومية وإمارة قرمان. وقد حاول السلطان محمد أيضًا فتح إيطاليا لكن وافته المنية سنة 1481م، فانصرف العثمانيون عن هذه الجهة.

## دور التوسع والقوة (1453–1683)
يُمكن تقسيم هذه الفترة في التاريخ العثماني إلى حقبتين مميزتين: حقبة النمو والازدهار العسكري والثقافي والحضاري والاقتصادي، وهي تمتد حتى سنة 1566م، وحقبة شهدت بأغلبها ركودًا سياسيًا وعسكريًا، وتخللتها فترات إصلاح وانتعاش، وقد دامت حتى سنة 1683م.

### حقبة النمو والازدهار (1453–1566)

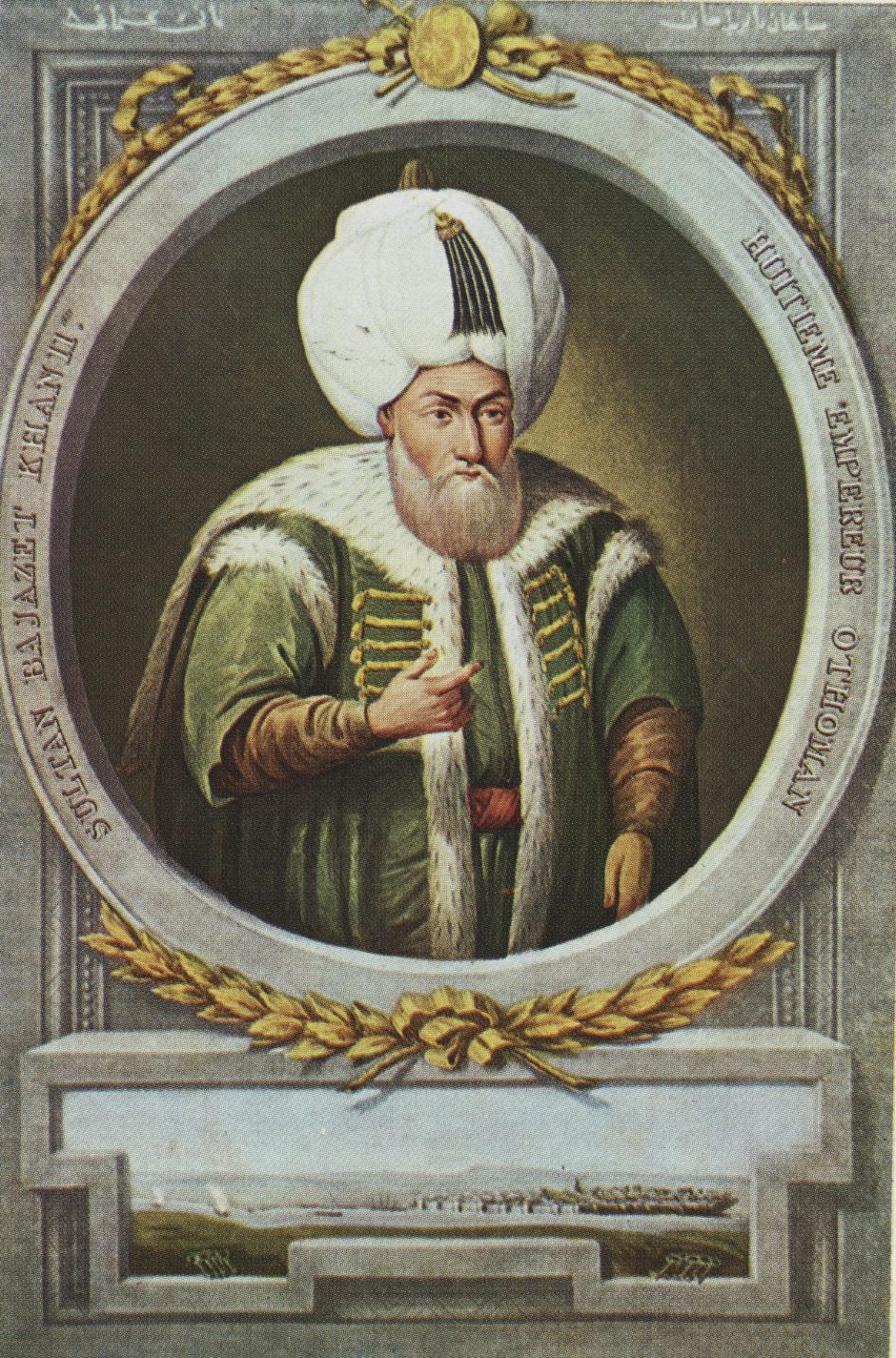
السلطان الغازي بايزيد خان الثاني المُلقب «بالصوفي»، لجنوحه إلى السلم وابتعاده عن الحرب.

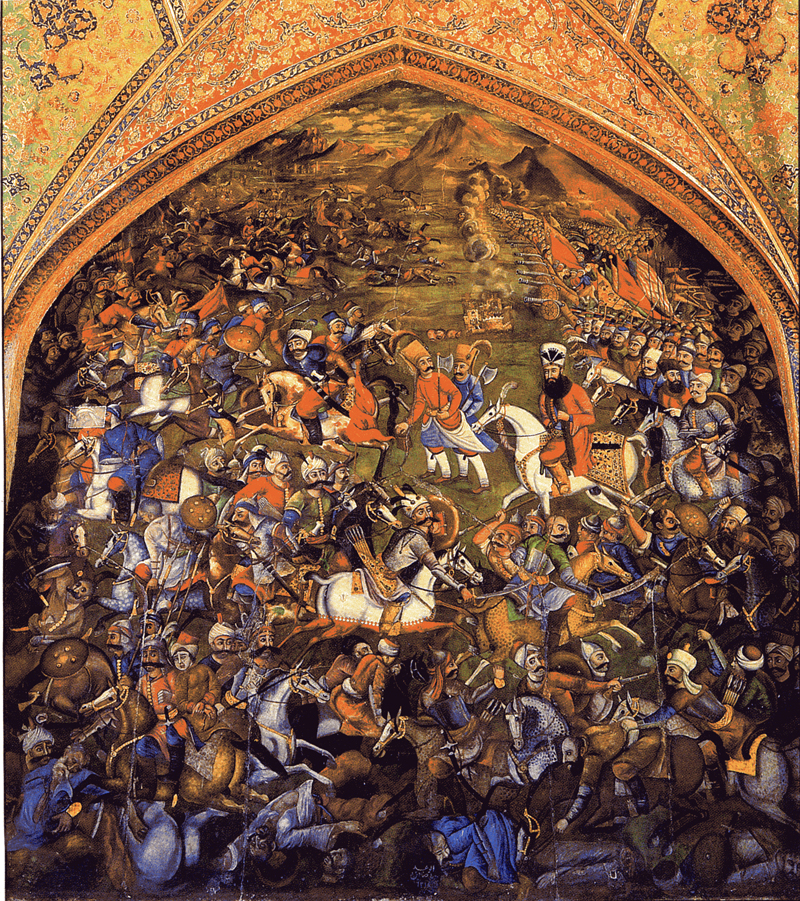
معركة چالديران بين العثمانيين والصفويين، جدارية من إحدى القصور في أصفهان.

بعد موت السلطان محمد الفاتح تنازع ابناه «جم» و«بايزيد» على العرش. ولكن الغلبة كانت من نصيب بايزيد، ففر جم إلى مصر حيث احتمى بسلطان المماليك «قايتباي»، ثم إلى رودس حيث حاول أن يتعاون مع فرسان القديس يوحنا والدول الغربية على أخيه، لكن بايزيد استطاع إقناع دولة الفرسان بإبقاء الأمير جم على الجزيرة مقابل مبلغ من المال، وتعهد بأن لا يمس جزيرتهم طيلة فترة حكمه، فوافقوا على ذلك، لكنهم عادوا وسلموا الأمير إلى البابا «إنوسنت الثامن» كحل وسط، وعند وفاة الأخير قام خليفته بدس السم للأمير بعد أن أجبره الفرنسيون على تسليمهم إياه، فتوفي في مدينة ناپولي، ونقل جثمانه فيما بعد إلى بورصة ودُفن فيها. اتصف السلطان بايزيد بأنه سلطان مسالم لا يدخل الحروب إلا مدافعًا، فقاتل جمهورية البندقية بسبب الهجمات التي قام بها أسطولها على بلاد المورة، وحارب المماليك حين قرر السلطان قايتباي السيطرة على إمارة ذي القدر ومدينة ألبستان التابعتين للدولة العثمانية، وعدا ذلك فكان يفضل مجالسة العلماء والأدباء. وفي عهده سقطت غرناطة آخر معاقل المسلمين في الأندلس؛ فبعث بعدّة سفن لتحمل الأندلسيين المسلمين واليهود إلى القسطنطينية وغيرها من مدن الدولة، وفي عهده أيضًا ظهرت سلالة وطنية شيعية في بلاد فارس، هي السلالة الصفوية، التي استطاعت بزعامة الشاه إسماعيل بن حيدر، أن تهدد بالخطر إمبراطورية العثمانيين في الشرق.

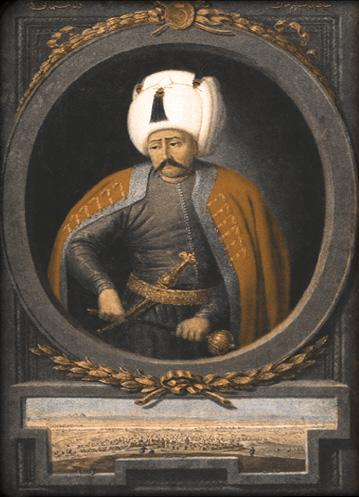
السلطان الغازي سليم الأول "القاطع"، أول خليفة للمسلمين من آل عثمان.

وفي أواخر عهد بايزيد دبّ النزاع بين أولاده بسبب من ولاية العهد. ذلك أن بايزيد اختار ابنه أحمد لخلافته، فغضب ابنه الآخر سليم، وأعلن الثورة على والده، وكان لثورة سليم أسباب سياسية ومذهبية وتجارية وعرقية، ذلك أن الصفويين كانوا يعملون على نشر المذهب الشيعي في الأناضول على حساب المذهب السني، وقطعوا طريق التجارة مع الهند والشرق الأقصى، ومنعوا نزوح المزيد من قبائل التركمان من آسيا الوسطى إلى الأناضول وأوروبا الشرقية، وكان الشاه إسماعيل يدعم الأمير أحمد للوصول إلى سدة الحكم ولم يحرك الأخير ساكنًا لمنع التدخل الصفوي في الشؤون العثمانية. نتيجة لكل ما سلف، ثار سليم على والده وشقيقه ثم استولى على أدرنة، فما كان من بايزيد إلا أن انبرى لقتال ابنه سليم، فهزمه وقرر نفيه، لكن الجنود الإنكشارية قاموا بالضغط على السلطان وأرغموه بالتنازل عن العرش لصالح ابنه سليم. وقد مات بايزيد يوم 26 مايو سنة 1512م، الموافق فيه 10 ربيع الأول سنة 918هـ، واختلف المؤرخون على سبب الوفاة. كان على سليم، بعد اعتلائه العرش، تثبيت أقدامه في الحكم والتفاهم مع الدول الأوروبية الفاعلة ليتفرغ لأخطر أزمة واجهتها الدولة منذ أعقاب معركة أنقرة، ألا وهي القضية الصفوية، فأقدم على قتل إخوته وأولادهم حتى لا يبقى له منازع في الحكم، ثم أبرم هدنة طويلة مع الدول الأوروبية المجاورة، وحوّل انتباهه إلى الجبهة الشرقية لمواجهة الصفويين والمماليك.
وكان السلطان سليم يهدف إلى السيطرة على طرق التجارة بين الشرق والغرب، والتوسع على حساب القوى في المشرق، والقضاء على المد الشيعي، وتوحيد الأمصار الإسلامية الأخرى حتى تكون يدًا واحدة في مواجهة أوروبا، وخاصة بعد سقوط الأندلس وقيام البرتغاليين بالتحالف مع الصفويين وإنشائهم لمستعمرات في بعض المواقع في جنوب العالم الإسلامي. وكان الشيعة المقيمون في آسيا الصغرى قد ثاروا على الدولة العثمانية اعتمادًا على تأييد الصفويين، فأخضع سليم هذه الثورة وعمد إلى اضطهاد الشيعة، فذهب ضحية هذه السياسة أربعون ألفًا منهم، ثم انبرى لقتال الشاه، فالتقى الفريقان في سهل چالديران والتحما في معركة كبيرة كان النصر فيها لصالح السلطان سليم عام 1514 مخضعا شمال العراق، وفرّ الشاه ناجيًا بحياته، أما سليم فتقدم إلى تبريز عاصمة خصمه الصفوي، فاستولى عليها ورجع عائدًا إلى بلاده.

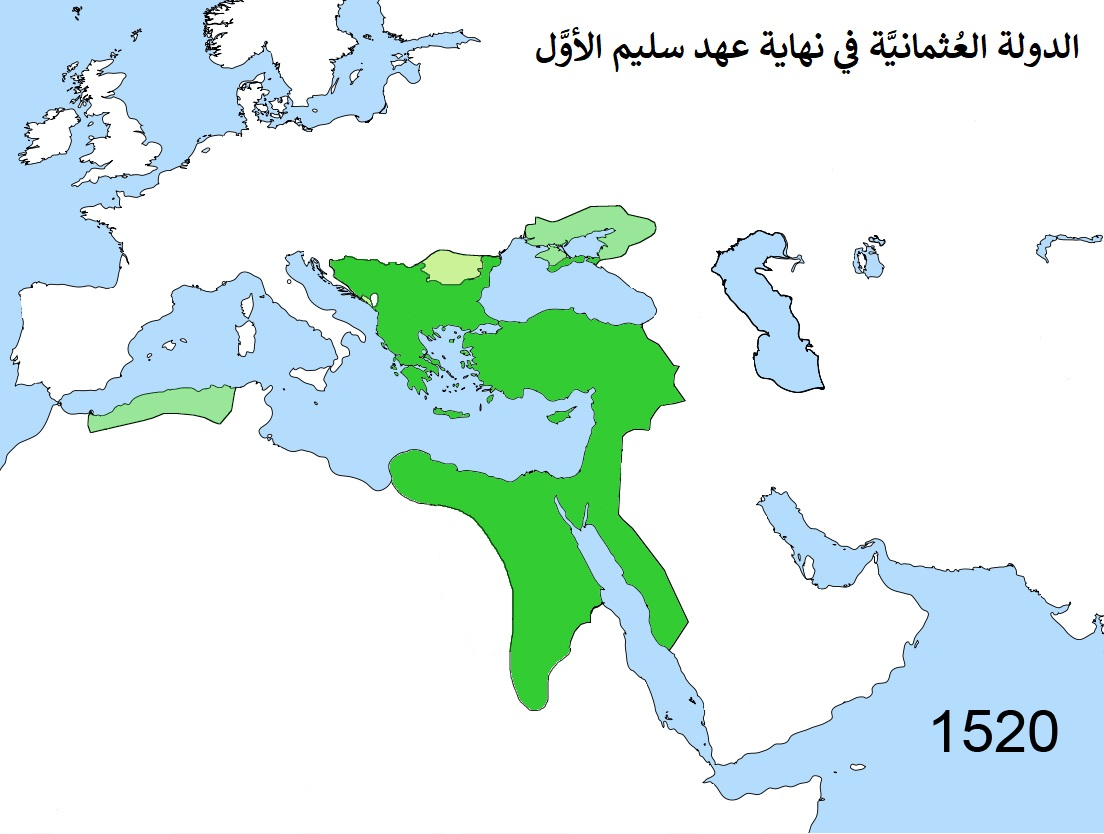
الدولة العثمانية عند نهاية عهد السلطان سليم الأوّل سنة 1520.

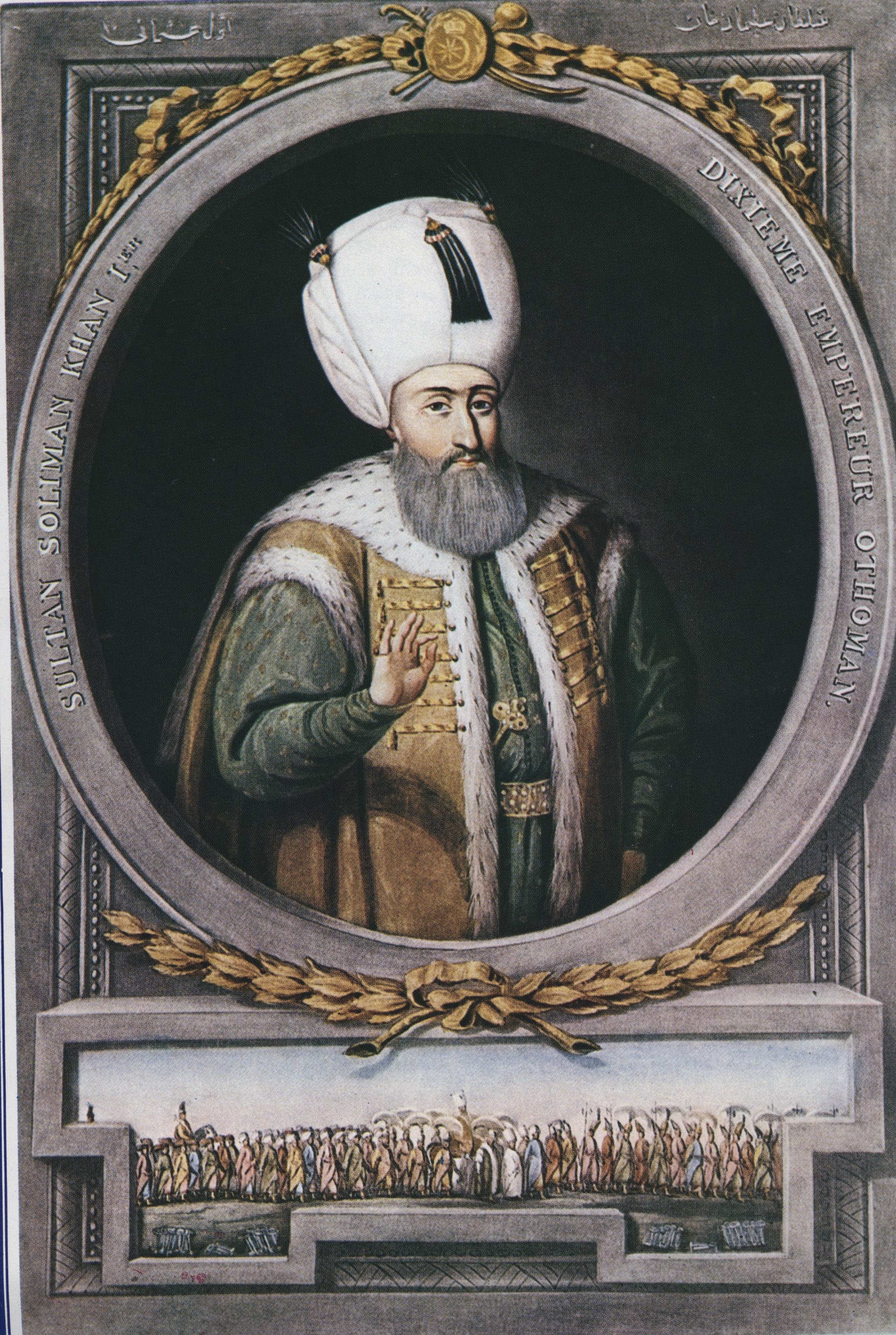
السلطان الغازي سليمان خان الأول "القانوني".

تقدم العثمانيون، بعد انتصارهم على الصفويين، بإتجاه بلاد الشام الخاضعة للسلطنة المملوكية، فنشبت بينهم وبين المماليك معركة على الحدود الشاميّة التركية تُعرف بمعركة مرج دابق عام 1516، انتصر فيها العثمانيون وقُتل سلطان المماليك «قنصوه الغوري» وسيطرو على سوريا وفلسطين، ثم تابعوا زحفهم نحو مصر والتحموا بالمماليك من جديد في معركة الريدانية التي قررت مصير مصر كلها، وانتصروا عليهم مجددًا ودخلوا القاهرة فاتحين عام 1517.فقدّم شريف مكة مفاتيح الحرمين الشريفين إلى السلطان سليم اعترافًا بخضوع الأراضي المقدسة الإسلامية للعثمانيين، وتنازل آخر الخلفاء العباسيين محمد الثالث المتوكل على الله في القاهرة لسلطان آل عثمان عن لقب «الخليفة» الصوري، إذ أنه ومنذ سقوط عاصمة العباسيين بغداد إنتقل الخليفة إلى القاهرة وإنتقلت السلطة الحقيقة للمماليك. وبعد ذلك التنازل أصبح كل سلطان عثماني يُلقب بخليفة للمسلمين، «أمير المؤمنين» و«خليفة رسول رب العالمين». وعند نهاية حملته الشرقية، كان السلطان سليم قد جعل من الدولة العثمانية قوة إقليمية كبرى ومنافسًا كبيرًا للإمبراطورية البرتغالية على زعامة المنافذ المائية العربية. توفي السلطان سليم في 22 سبتمبر سنة 1520م، الموافق فيه 9 شوّال سنة 926هـ، وهو على أهبة الاستعداد لقتال فرسان القديس يوحنا في رودس. فارتقى العرش من بعده ابنه سليمان، الذي يُعرف في الشرق باسم «القانوني»، ويُعرف في الغرب باسم «العظيم». والواقع أن الفتوح في الشرق شغلت السلطان سليم طوال أيام حكمه، فكان طبيعيًا أن ينصرف السلطان سليمان إلى ناحية الغرب ليُتم الفتوح التي كان أسلافه قد بدأوها من قبله. واحتل سليمان مدينة بلغراد في سهولة، عام 1521م، وعقد العزم على ما كان أبوه السلطان سليم قد شرع يستعد له قبل وفاته، أي الاستيلاء على جزيرة رودس، فتمكن من ذلك في سنة 1523م، ثمّ ضمّ إلى الأملاك العثمانية القسم الجنوبي والأوسط من مملكة المجر، بعد أن استغل الأوضاع الداخلية المضطربة للمملكة، والأوضاع الخارجية الملائمة.

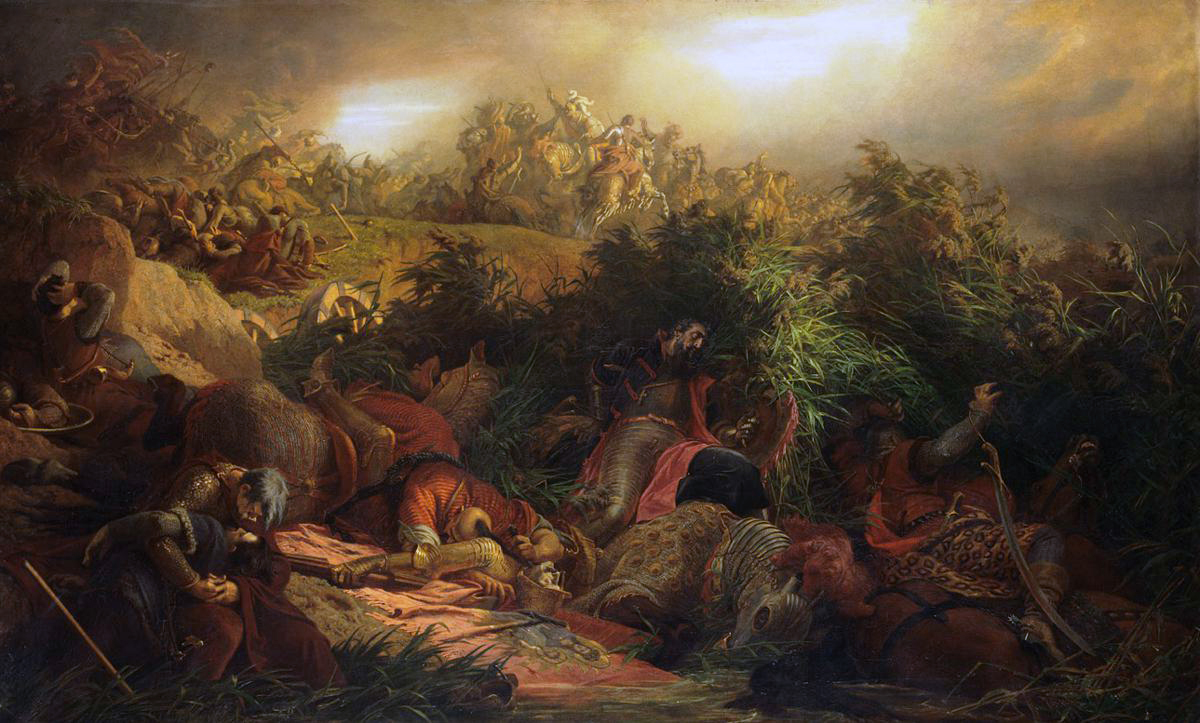
معركة موهاج والغزو العثماني للمجر، بريشة بيرطلان سيزيكيلي.

اشتبكت الجيوش العثمانية مع نظيرتها المجرية في وادي موهاج بالمجر بتاريخ 26 أغسطس سنة 1526م، في معركة دامت حوالي الساعتين، وانتصر فيها العثمانيون نصرًا كبيرًا وثبتوا أقدامهم في البلاد لفترة طويلة من الزمن، وعين السلطان «جان زابوليا» ملك ترانسلڤانيا حاكمًا عليها، عندئذ أرسل فرديناند ملك النمسا، وفدًا إلى السلطان يلتمس منه الاعتراف به ملكًا على المجر، فسخر سليمان من الوفد وزجّ أعضاءه في السجن فترة من الزمن، ولمّا أفرج عنهم حمّلهم رسالة إلى الملك ليستعد لملاقاته. وقاتل سليمان فرديناد بجيش عظيم، فلم يصمد في وجهه، فراح سليمان يتعقبه حتى ڤيينا العاصمة، وهنا ضرب سليمان الحصار على هذه المدينة القائمة في قلب أوروبا، وأحدثت الجنود العثمانية ثغرًا في أسوارها إلا أن الذخيرة والمؤن نفدت منهم، وأقبل فصل الشتاء فقفل السلطان ورجع إلى بلاده. وفي عام 1532م، عاود سليمان الكرّة، فحاصر ڤيينا من جديد، ولكن التوفيق خانه في حملته الثانية هذه أيضًا، فعقد مع فرديناند صلحًا احتفظ بموجبه بجميع ما استولى عليه من الأراضي المجرية. وكان مما رغّب سليمان في عقد الصلح اضطراره إلى الالتفات صوب الشرق بعد أن توترت العلاقات بينه وبين «طهماسب بن إسماعيل الصفوي» شاه فارس، وتفصيل ذلك أن عامل بغداد من قبل طهماسب خان مولاه الصفوي وانحاز إلى العثمانيين بناءً على إلحاح الشعب بسبب سياسة التطرف المذهبي التي انتهجها الصفويون، فسار إليه طهماسب يريد تأديبه، فلم يكن من السلطان سليمان إلا أن اغتنم هذه الفرصة للانقضاض على بلاد فارس، وهكذا احتل تبريز عاصمة الفرس، ثم استولى على بغداد ودخلها في أبّهة بالغة.

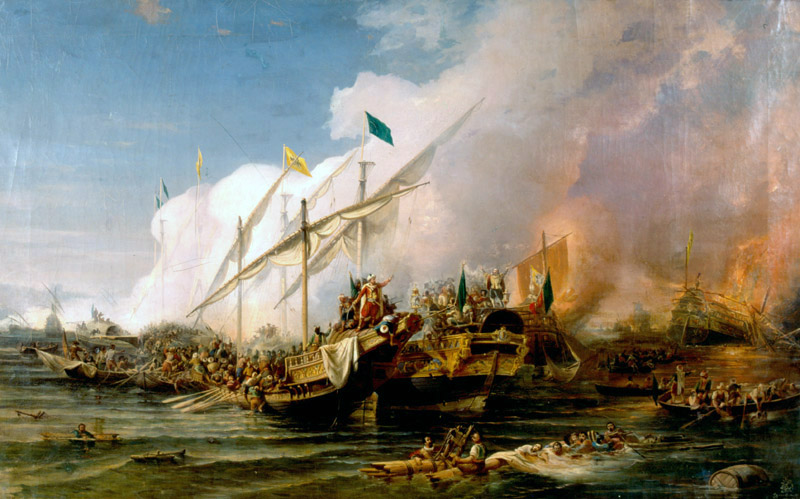
خير الدين بربروس باشا يهزم الأساطيل الحليفة في معركة بروزة سنة 1538م.

حقق العثمانيون أيام السلطان سليمان عدّة فتوحات بحرية مهمة، وذلك بفضل البحّار يوناني الأصل، خير الدين بربروس، الذي كان سبق وضمّ الجزائر للدولة العثمانية أيام السلطان سليم. عيّن السلطان سليمان خير الدين هذا أميرًا للبحر عام 1533م، فنهض بالأسطول العثماني نهضة جبارة مكنته من انتزاع تونس من أيدي الإسبان وإخضاعها للسلطة العثمانية ولو لفترة قصيرة من الزمن. وفي سنة 1538م حقق خير الدين للدولة العثمانية نصرًا بحريًا كبيرًا، فقد وفّق إلى إنزال هزيمة قاسية بأندريا دوريا الذي كان يقود أساطيل كارلوس الخامس ملك إسبانيا والبابا بولس الثالث والبندقية مجتمعة، وذلك قرب بروزة، الواقعة على خليج آرتا في الشمال الغربي من اليونان. ومن الفتوح الهامة التي حققها الأسطول العثماني في عهد السلطان سليمان، فتح طرابلس الغرب وتحريرها من الإسبان وفرسان القديس يوحنا على يد القبطان «طورغول بك». توفي السلطان سليمان في 5 سبتمبر سنة 1566م، الموافق فيه 20 صفر سنة 974هـ، وكانت الدولة العثمانية آنذاك قد بلغت أعلى درجات الكمال وأصبح وجودها ضروريًا لحفظ التوازن السياسي في الشرق الأوسط وأوروبا، ووصل عدد سكانها إلى 15,000,000 نسمة بحسب بعض المصادر.

### حقبة الركود والانتعاشات (1566–1683)

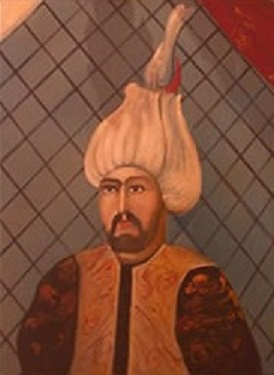
الصدر الأعظم محمد باشا صقللي، ربّان السفينة العثمانية خلال عهد السلطان سليم الثاني.

يُعتبر عصر سليمان القانوني عصر الدولة العثمانية الذهبي، وما أن انقضى هذا العصر حتى أصاب الدولة الضعف والتفسخ. فقد كان سليم الثاني، خليفة سليمان، سلطانًا ضعيفًا لا يتصف بما يؤهله للقيام بحفظ فتوحات أبيه فضلاً عن إضافة شيء إليها، بالإضافة إلى أنه كان حاكمًا منحلاً خاملاً، وكان ماجنًا سكّيرًا. وما يميّز عهد هذا السلطان هو أن وظيفة الصدر الأعظم أصبحت تجعل من يتقلدها الحاكم الفعلي وقائد الجيوش، فلولا وجود الصدر الأعظم محمد باشا صقللي المخضرم في الأعمال السياسية والحربية للحق الدولة الفشل، لكن حسن سياسة هذا الرجل وعظم اسم الدولة ومهابتها في قلوب أعدائها حفظها من السقوط مرة واحدة. ومن أعمال محمد باشا صقللي أن أرسل جيشًا كبيرًا إلى اليمن سنة 1569م بقيادة عثمان باشا يسانده سنان باشا والي مصر، لقمع ثورة الزيود، وتمكن الجيش من إخماد الثورة، ودخل مدينة صنعاء بعد أن فتح جميع القلاع. ومن أعمال الصدر الأعظم أيضًا فتح جزيرة قبرص وانتزاعها من أيدي البنادقة. شنّت الدولة العثمانية في عام 1569م أيضًا حملة على مدينة أسترخان، الواقعة على مصب نهر الڤولغا في بحر قزوين، بهدف استرداد الإمارة ووضع حد لامتداد روسيا من ناحية الجنوب، خشية أن يؤدي توسعها إلى استيلائها على الطرق التجارية والأسواق الكبرى وإلى هيمنتها على تجارة البلدان الإسلامية، إلا أن هذه الحملة كان مصيرها الفشل، بسبب امتناع خاقان القرم، «دولت گراي الأول»، عن التعاون مع الجيش العثماني وسعيه شخصيًا لأن يقوم بالاستيلاء على أستراخان وقازان، كما تعذر ضرب الحصار على المدينة لأن الروس بنوا قلعة قوية إلى الجنوب منها، على الطريق المؤدية إليها حالت دون تقدم الجيش العثماني.

معركة ليبانتو بين الأسطول العثماني والأوروبي.

وفي عهد السلطان سليم الثاني جرت موقعة ليبانتو البحرية التي هزّت صورة البحرية العثمانية والجيش العثماني الذي اعتبره كثيرون لا يُقهر. وتفصيل ذلك أنه بعد ازدياد الخطر العثماني في البحر المتوسط على أوروبا، وخاصة بعد فتح جزيرة قبرص، وبعض المواقع على البحر الأدرياتيكي، تحالف فيليب الثاني ملك إسبانيا مع البابا بيوس الخامس وجمهورية البندقية لوقف التقدم العثماني باتجاه إيطاليا من جهة، واسترداد جميع المواقع التي فتحوها على حساب أوروبا وبخاصة في شمال أفريقيا، من جهة أخرى. فجمعوا مائتين وثلاثين سفينة وثلاثين ألف جندي، وسلموا لواء القيادة إلى الدون يوحنا النمساوي، الذي أبحر إلى خليج پاتراس، أحد فروع البحر الأيوني، وهناك اشتبك الأسطولان العثماني والأوروبي في معركة بحرية طاحنة هي إحدى أكبر المعارك في التاريخ الحديث، أسفرت عن انتصار الأوروبيين وانهزام العثمانيين هزيمة منكرة. ولم تُقعد هذه الحادثة همّة الصدر الأعظم محمد باشا صقللي، بل انتهز فرصة الشتاء وعدم إمكانية استمرار الحرب لتجهيز أسطول جديد، وبذل النفس والنفيس في تجهيزه وتسليحه حتى إذا أقبل صيف سنة 1572م كان قد تمّ بناء 250 سفينة بما فيها 8 غلايين حديثة، وأعلم الصدر الأعظم البنادقة باستعداده للجولة الثانية، ففضلت البندقية أن تجنح للسلام ووقعت مع الدولة العثمانية معاهدة بذلك سنة 1573م، فتفرغ العثمانيون لمحاربة إسبانيا التي عادت لاحتلال تونس، وكذلك هزموا أمير البغدان الذي تمرّد على الدولة طلبًا للاستقلال.

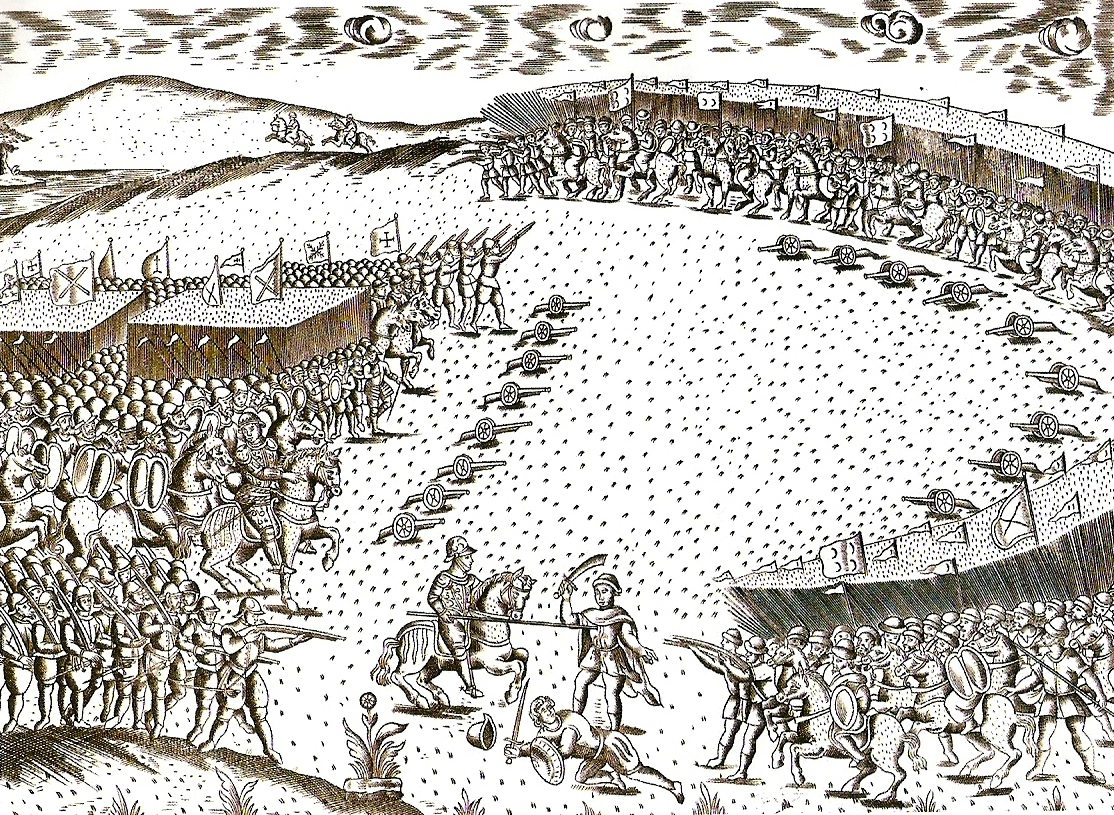
معركة وادي المخازن عام 1578 بين الدولة المغربية في يمين الصورة، بمشاركة 15 ألف إنكشاري أرسلتهم الدولة العثمانية كمساعدة عسكرية، والإمبراطورية البرتغالية في يسار الصورة، بمشاركة متطوعين من قشتالة وإيطاليا، ومرتزقة من الإقليم الفلامندي وألمانيا وحلفاء مغاربة.

توفي السلطان سليم الثاني يوم 12 ديسمبر سنة 1574م، الموافق فيه 27 شعبان سنة 982هـ، وتولّى بعده ابنه مراد الثالث. وفي عهد هذا السلطان تدخلت الدولة العثمانية في انتخاب حليفها «أتيين باتوري»، أمير ترانسلڤانيا، ملكًا على بولندا بعد شغور العرش، وبذا تحولت الحماية العثمانية على بولندا من حماية اسمية إلى حماية فعلية. وساعد العثمانيون سلطان مراكش لإخماد ثورة اندلعت في بلاده، فاصطدموا مع الثوّار والبرتغاليين الذين ساندوهم في موقعة القصر الكبير وانتصروا عليهم وأعادوا السلطان إلى الحكم. أما أهم ما حصل في عهد السلطان مراد الثالث هو التوسع العثماني في الشرق، على حساب الدولة الصفوية، فبعد وفاة الشاه طهماسب الأول من غير أن يسمي من سيخلفه، تنازع أبناؤه على السلطة، فأرسل الصدر الأعظم محمد باشا صقللي حملة عسكرية إلى بلاد فارس لفتح ما تيسر من مدنها، فضموا إليهم من أملاكها بلاد الكرج، ثم أذربيجان الشمالية، ثم بلاد داغستان.
تعرضت الدولة العثمانية بعد هذه الغزوات لخضّة سياسية عنيفة، عندما تقلّص نفوذ الصدر الأعظم محمد باشا صقللي، ومن ثم قُتل في سنة 1579م، فعمّت الفوضى بعد موته بفعل ضعف حلفائه وتمرّد الإنكشارية، وراح الولاة يتنافسون فيما بينهم على منصب الصدارة العظمى. وفي عام 1590م أبرم العثمانيون صلحًا مع الصفويين، اعترفوا فيه بما تم ضمه إلى الدولة العثمانية، إضافةً إلى جنوب أذربيجان بما فيها العاصمة تبريز. وبعد إبرام الصلح استتب الأمن على حدود الدولة، إن في الشرق أو في الغرب، فثار الإنكشارية في القسطنطينية وفي الولايات نظرًا لهبوط قيمة أجورهم، الأمر الذي دفع الصدر الأعظم الجديد، سنان باشا، أن يشغلهم بالحروب مع النمسا في المجر، ونظرًا لما وصل إليه الإنكشارية من فوضى توالت عليهم الهزائم، وفقدوا بعض القلاع، وعلى الرغم من أن سنان باشا استطاع أن يستردها لاحقًا، إلا أن أمراء الأفلاق والبغدان وترانسلڤانيا استغلوا الموقف وانتصروا على الجيوش العثمانية في بضعة معارك واستردوا منهم بعض المدن. وتوفي السلطان مراد الثالث مساء 19 يناير سنة 1595م، الموافق فيه 8 جمادى الأولى سنة 1003هـ، بعد أن أصيب بداء عياء.

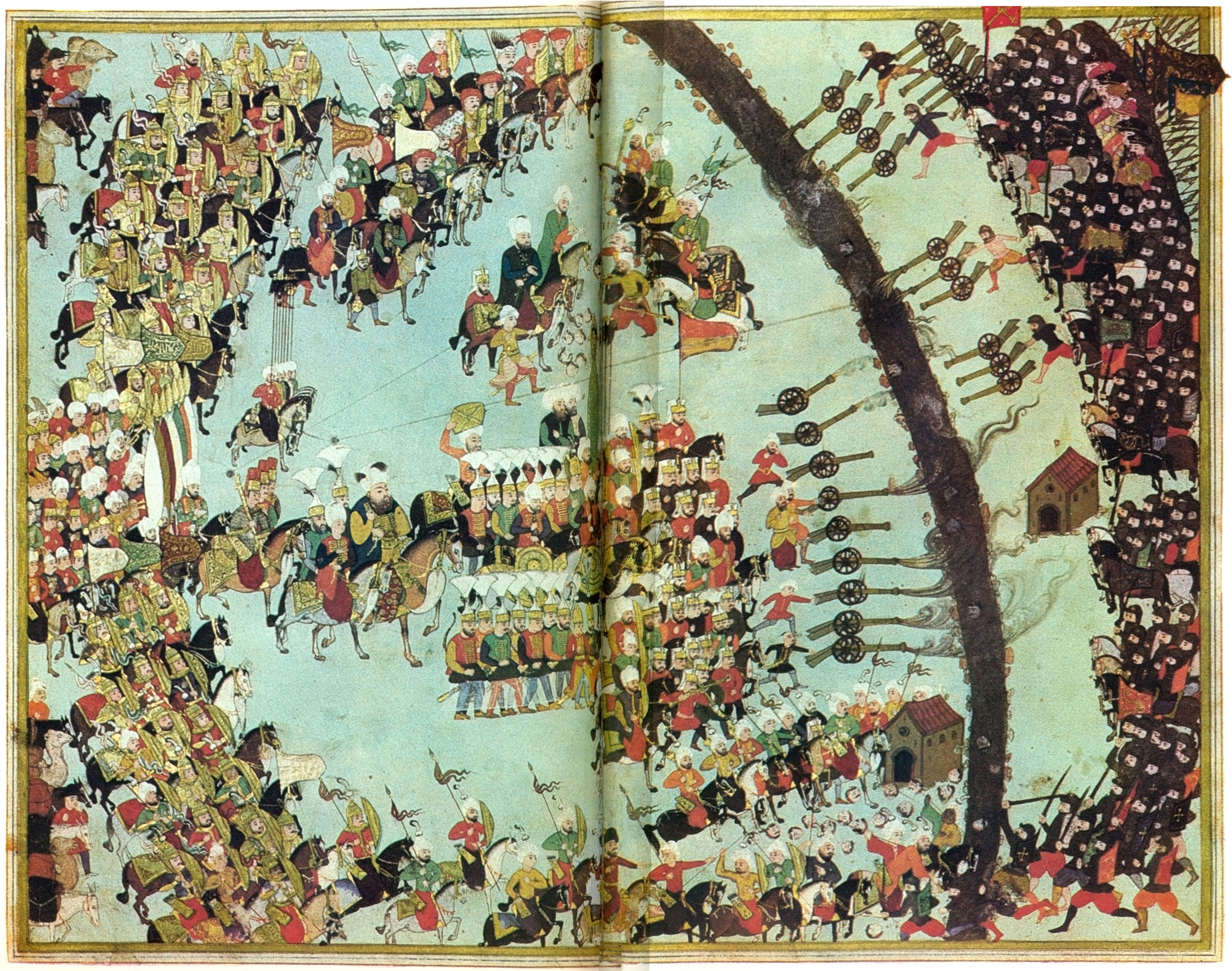
موقعة كرزت بين الدولة العثمانية والحلف النمساوي المجري.

تولّى عرش آل عثمان بعد مراد الثالث ابنه محمد، الذي خرج عن القاعدة التي استفحلت منذ أيام جده سليم الثاني، وهي تولي الصدر الأعظم قيادة الجيش، فقاد الجيوش بنفسه وخرج لقتال المجر والنمسا، وانتصر عليهم في موقعة كرزت سنة 1596م. وفي بداية القرن السابع عشر حصلت في الأناضول ثورة داخلية كادت أن تكون عاقبتها وخيمة على الدولة، خصوصًا وأن نار الحروب كانت مشتعلة على حدود المجر والنمسا، وخلاصتها أن قائد إحدى فرق الإنكشارية التي نفيت إلى الأناضول عقابًا لها لعدم ثباتها في موقعة كرزت، ادعى أنه رأى النبي محمد في منامه يبشره بالنصر على العثمانيين، فأعلن العصيان وثار على الدولة وقام بعدد من الفتن إلى جانب شقيقه، ثم مات بعد أن أصيب بجراح في إحدى المعارك، لكن شقيقه استمر يعصي الدولة إلى أن أعطته ولاية البوسنة ليحارب الأوروبيين حتى هلكت جيوشه عن آخرها في المناوشات المستمرة بينها وبين النمسا والمجر. وأعقبت هذه الثورة الكبيرة ثورة أخرى في إسطنبول هي ثورة الخيالة، الذين طالبوا بتعويضهم عما لحق بهم من أضرار جرّاء الثورة السابقة، فاستعانت الدولة عليهم بجنود الإنكشارية وأدخلتهم في طاعتها مجددًا.

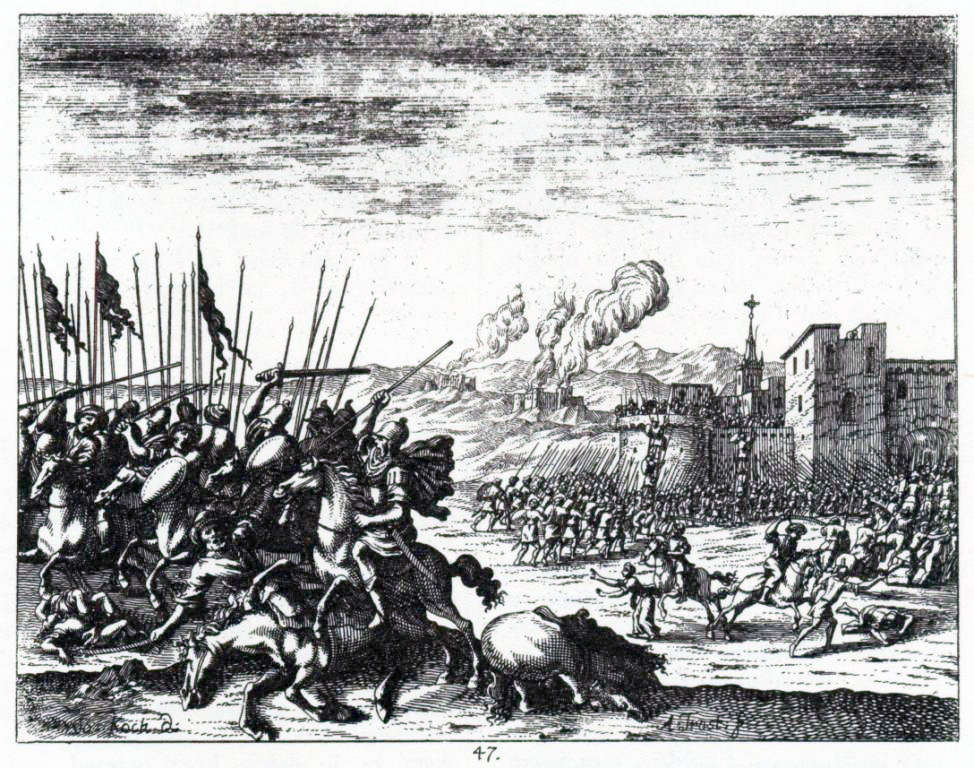
الجيش العثماني يقاتل الجيش النمساوي المجري في سلوڤينيا خلال عهد آل كوبرولي.

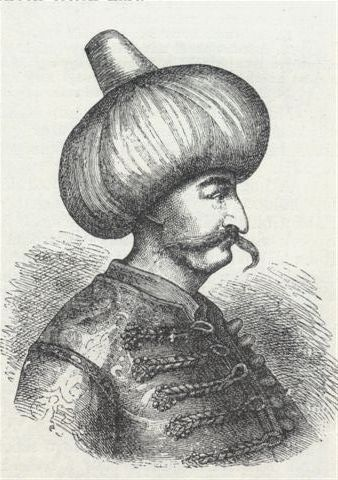
المُصلح الكبير فاضل أحمد كوبرولي باشا.

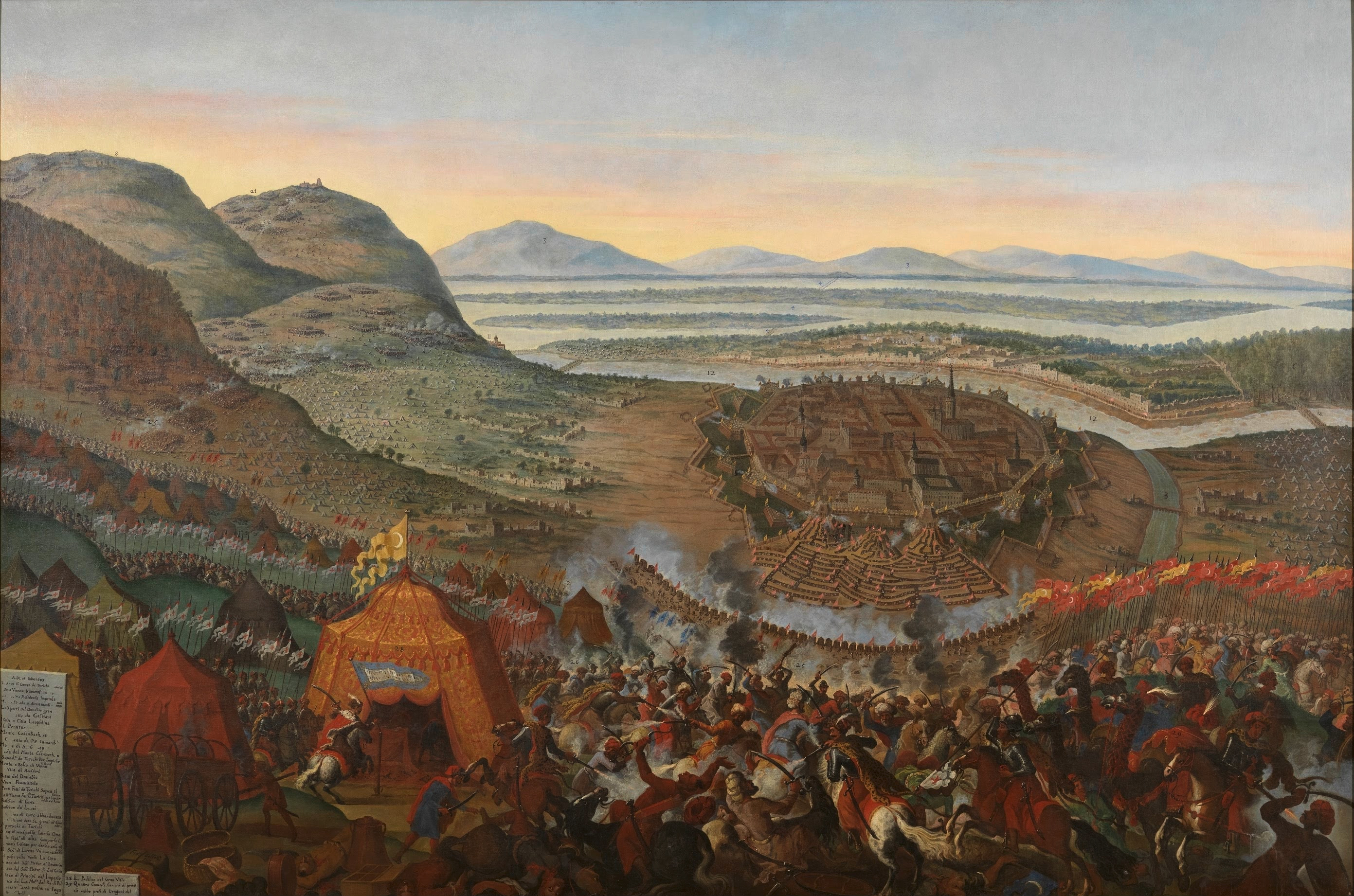
حصار ڤيينا من قبل الجيش العثماني للمرة الأخيرة سنة 1683.

تميزت المدة الممتدة على مدار القرن السابع عشر بمظهر أقل روعة من مظهر مدة القرن السادس عشر بالنسبة للدولة العثمانية، فبعد وفاة السلطان محمد الثالث ظهر سلاطين أكثر ضعفًا وانغماسًا في الملذات، على الرغم من بروز بعض الشخصيات القوية منهم، مثل السلطان عثمان الثاني ومراد الرابع، وبعض الوزراء الذين عملوا على صون هيبة وسلطان الدولة، ومن هؤلاء مراد باشا القبوجي، الذي كان عونًا وعضدًا للسلطان أحمد الأول الذي تولّى وهو لم يتجاوز الرابعة عشر إلا بقليل. وفي تلك الفترة تنازلت الدولة العثمانية عن عراق العجم للدولة الصفوية، فكانت تلك أول معاهدة تركت فيها الدولة فتوحاتها، وكانت بمثابة فاتحة الانحطاط. وبعد أحمد الأول تولّى أخيه مصطفى العرش لثلاثة أشهر فقط، قبل أن يُعيّن عثمان الثاني بدلاً منه، الذي حدثت في عهده سابقة كانت الأولى من نوعها، وتدل على مدى الانحطاط الذي وصلت إليه الدولة آنذاك، إذ تخاذل الإنكشارية في القتال، فأراد أن يؤدبهم ويستبدل بهم جنودًا جددًا مدربين، فثاروا عليه وقتلوه وأعادوا عمه مصطفى إلى الحكم، وما إن انتشر خبر قتل الخليفة حتى عمت الفوضى والثورات أرجاء الدولة العثمانية، وقام الولاة يعلنون الاستقلال عن الدولة، فأشار الصدر الأعظم المعين بواسطة الإنكشارية بعزل مصطفى الأول وتعيين ابن أخيه مراد الرابع. استطاع مراد الرابع أن يُطهّر الدولة من بعض الثورات مثل ثورة أباظة باشا والي أرضروم، وثورة قام بها الإنكشارية، وحركة أمير لبنان فخر الدين المعني الثاني الاستقلالية، كما استرجع بغداد وهمدان وتبريز ويريڤان وكامل أذربيجان من الصفويين. وفي عهد خليفته إبراهيم الأول، انتعشت الدولة بعض الانتعاش، فدخل الأسطول العثماني جزيرة كريت من غير أن يلقى مقاومة تذكر، وبعد هذا العهد عرف العثمانيون فترةً من الضعف والعجز لم ينتشلهم منها إلا المصلح الكبير «محمد الكوبريللي» الذي تولّى منصب الصدارة العظمى عام 1656م في عهد السلطان محمد الرابع، فنهض بالدولة نهضة جديدة وطهرها من آفاتها الفتاكة، وهكذا اشتد ساعدها من جديد. وبعد محمد كوبرولي تولّى ابنه «فاضل أحمد» ذات المنصب وسار على نهج أبيه، فقامت القوات العثمانية سنة 1663م بهجوم على بلاد المجر وهددت ڤيينا نفسها بالسقوط. وفي سنة 1672م استولى العثمانيون على أوكرانيا وكانت تابعة لملك بولندا. وفي 17 يوليو سنة 1683م، حاصرت جيوش السلطان محمد الرابع ڤيينا للمرة الأخيرة، ولكنها صُدّت عنها.

## دور الركود (1683–1827)

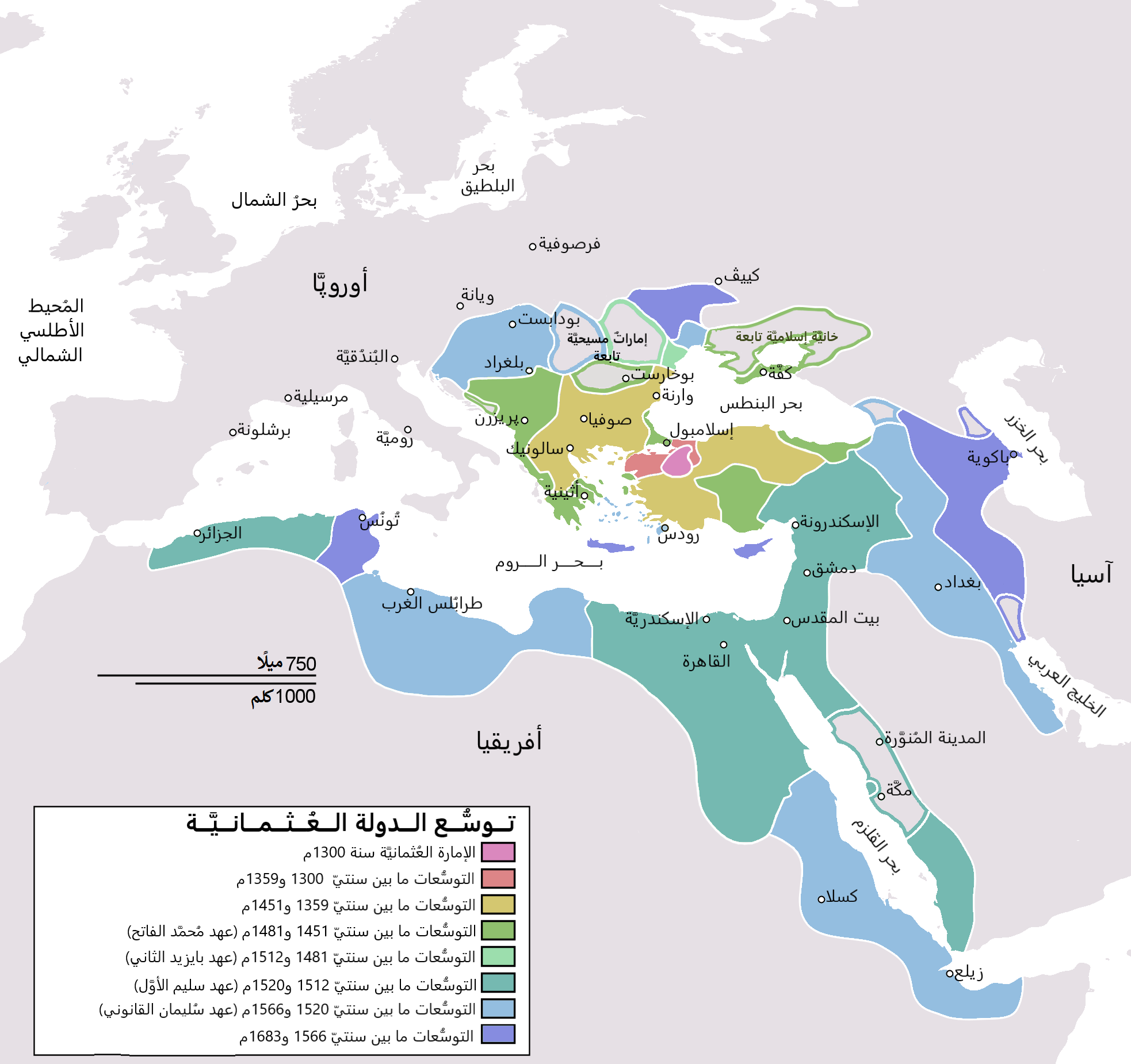
توسّع الدولة العثمانية منذ قيامها حتى بداية دور الركود في سنة 1683.

عُزل السلطان محمد الرابع بتاريخ 8 نوفمبر سنة 1687م، الموافق فيه 2 محرم سنة 1099هـ، فعمّت الفوضى بعد عزله، وتوالت الهزائم على الدولة العثمانية، فاحتلت النمسا بلغراد وأجزاء من بلاد الصرب، واحتلت البندقية أجزاء كثيرة من كرواتيا ودلماسيا وأكثر أجزاء المورة. ولم يُنقذ الدولة من تلك المشاكل إلا «مصطفى كوبرولي باشا»، الابن الآخر للمصلح الكبير محمد كوبرولي، فبذل جهده في بث روح النظام في الجنود، وأحسن للنصارى بشكل كبير حتى استمال جميع مسيحيي الدولة، واستطاع استرجاع بلغراد وإقليم ترانسلڤانيا. لكن على الرغم من ذلك، فإن الدولة العثمانية لم تحقق أي فتوحات جديدة وراء الحدود التي رسمها السلطان سليمان القانوني، فكانت حروبها وفتوحاتها خلال هذه الحقبة لاسترداد ما سُلب منها إجمالاً، ففي عهد السلطان مصطفى الثاني، انتصر العثمانيون على بولندا وأجبروا قيصر الروس بطرس الأكبر على فك الحصار عن مدينة آزوف، واستعادوا البوسنة وبعض الجزر في بحر إيجة، لكن الروس ما لبثوا أن عادوا لفتح آزوف، وانتصر النمساويون مرة أخرى على العثمانيين في معركة زانطة، وتحالفوا مع بضعة دول أوروبية ضد الدولة العثمانية وأجبروها على توقيع معاهدة «كارلوڤتش»، التي فقدت فيها مدينة آزوف لصالح روسيا، وما بقي لها من بلاد المجر للنمسا، وأوكرانيا وبودوليا لبولندا، وساحل دلماسيا وبعض جزر بحر إيجة للبندقية.

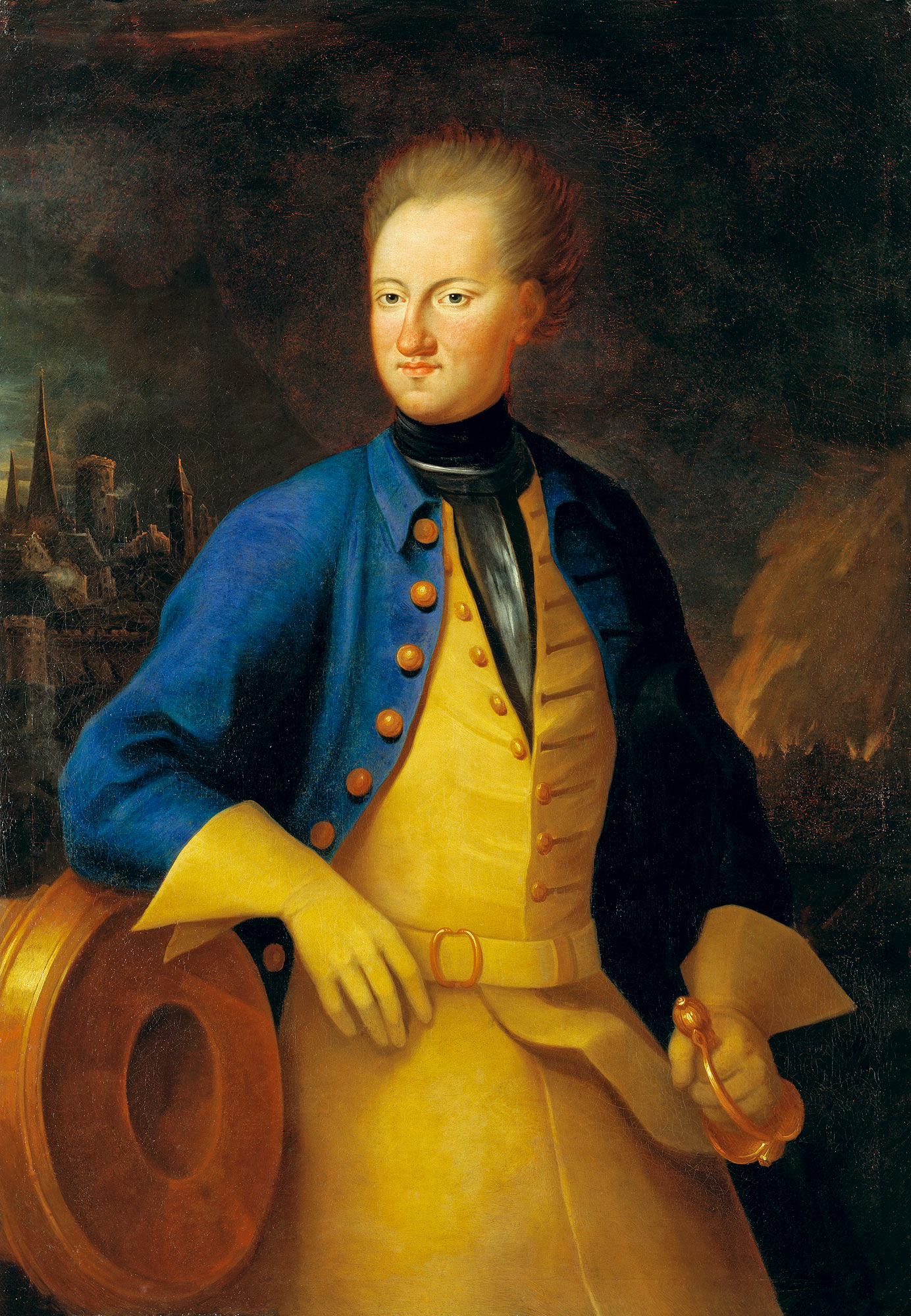
ملك السويد كارل الثاني عشر، المعروف أيضًا باسم "شارل الثاني عشر". لجأ إلى الدولة العثمانية بعد هزيمته على يد الروس في سنة 1709، في عهد السلطان أحمد الثالث.

إزداد وضع الدولة العثمانية سوءًا خلال السنوات القليلة اللاحقة، ففي أوائل القرن الثامن عشر، وفي عهد السلطان أحمد الثالث تحديدًا، طلبت السويد دعم العثمانيين في حربها ضد الروس، لكن الأخيرة رفضت في بداية الأمر، فمالت كفة الميزان لصالح الروس الذين هزموا السويد وأرغموا ملكها على الفرار ملتجئً إلى بلاد الترك، وعندما قررت الدولة العثمانية خوض الحرب أخيرًا، سنحت لها الفرصة أن تقضي على القيصر بطرس الأكبر، لكن الصدر الأعظم رفع الحصار عنه بعد تلقيه رشوة من خليلة القيصر كاترين. كذلك أجبر العثمانيون على توقيع معاهدة جديدة هي معاهدة «بيساروفتش»، وذلك بعد أن استنجدت البندقية بالنمسا لتجبر الأخيرة العثمانيين على إعادة جزيرة كريت إلى البندقية، واضطرت الدولة في هذه المعاهدة أن تستغني عن بلغراد، ومعظم بلاد الصرب وجزءًا من الأفلاق للنمسا، وأن تظل البندقية مسيطرة على سواحل دلماسيا، مقابل عودة بلاد مورة للعثمانيين. استرجعت الدولة العثمانية أيضًا بعض المدن التي فقدتها سابقًا لصالح الصفويين، مثل همدان وتبريز وإقليم لورستان، لكنهم عادوا وهزموا وتنازلوا عن كل ما أخذوه من الصفويين.
سجّلت هذه المرحلة بداية اليقظة العثمانية بالانفتاح على الغرب، وبدأت ترجمة بعض المؤلفات الغربية، وسُمح بإنشاء مكتب للطباعة في العاصمة، وجرت الاستعانة بمجريّ اعتنق الإسلام، لبناء المطبعة وتشغيلها. وأخذت وجهة الإصلاح تتجه نحو الاقتباس من الغرب الأوروبي مع المحافظة على الأصول العثمانية الإسلامية، إذ كانت الحضارة الغربية تتسرب، بشكل أو بآخر، إلى الدولة ولكن ببطء، وظهر عدد من المثقفين العلمانيين، كما وفد إلى البلاد عدد من الخبراء الأجانب الذين وضعوا خبراتهم في خدمة الدولة.
قامت الحرب مجددًا بين روسيا والدولة العثمانية خلال عقد الثلاينيات من القرن الثامن عشر بسبب احتلال الأخيرة لبولندا بدعم من النمسا، فاتحدت الدولة العثمانية مع الفرس واستطاعت دحر الجيش الروسي والنمساوي وثأرت لنفسها من النمسا بعد أن أرغمتها على توقيع معاهدة بلغراد التي نصت على عودة بلغراد وما استحوذت عليه النمسا من أراضي الصرب والأفلاق إلى الدولة العثمانية، وأن تلتزم روسيا بهدم قلاع مدينة آزوف، وألا تبحر أي سفينة حربية أو تجارية تابعة لها في البحر الأسود. لكن نيران الحرب عادت لتستعر مجددًا بين الروس والعثمانيين خلال عقد السبعينيات من القرن الثامن عشر، عندما فقد العثمانيون عدة مدن لصالح الإمبراطورية الروسية، إلى جانب إقليمي الأفلاق والبغدان. وحاول الروس احتلال طرابزون ولكنهم لم يستطيعوا، ولكنهم استطاعوا لاحقًا فصل القرم عن الدولة العثمانية، وقاومت الدولة العثمانية بكل ما أتيح لها من وسائل حتى أجلت الروس عن كثير من المناطق التي احتلوها. وعند هذه النقطة لجأت الإمبراطورية الروسية إلى أسلوب آخر لزعزعة كيان الدولة العثمانية، هو أسلوب الفتنة الداخلية، فقامت بإثارة مسيحيي المورة على العثمانيين، واتجه الأسطول الروسي إلى المورة لدعم الثورة، ولكنه مُني بالهزيمة، ولكن بعض السفن التي أفلتت تمكنت من إحراق جزء كبير من الأسطول العثماني، ثم اتجهت لاحتلال جزيرة «لمنوس»، فأجبرتها البحرية العثمانية على التقهقر، وأخمدت الثورة في المورة. وفي 10 يونيو سنة 1772م، الموافق فيه 9 ربيع الأول سنة 1186هـ، تهادن الفريقان مقابل بعض الامتيازات لصالح روسيا لعلّ أهمها هو حقها في حماية جميع المسيحيين الأرثوذكس في الدولة العثمانية. وفي غضون الحرب العثمانية الروسية، ظهرت حركتان استقلاليتان عن الدولة العثمانية هي: حركة علي بك الكبير في مصر وحركة الشيخ ظاهر العمر في فلسطين، وقد تمكن العثمانيون من القضاء عليها.

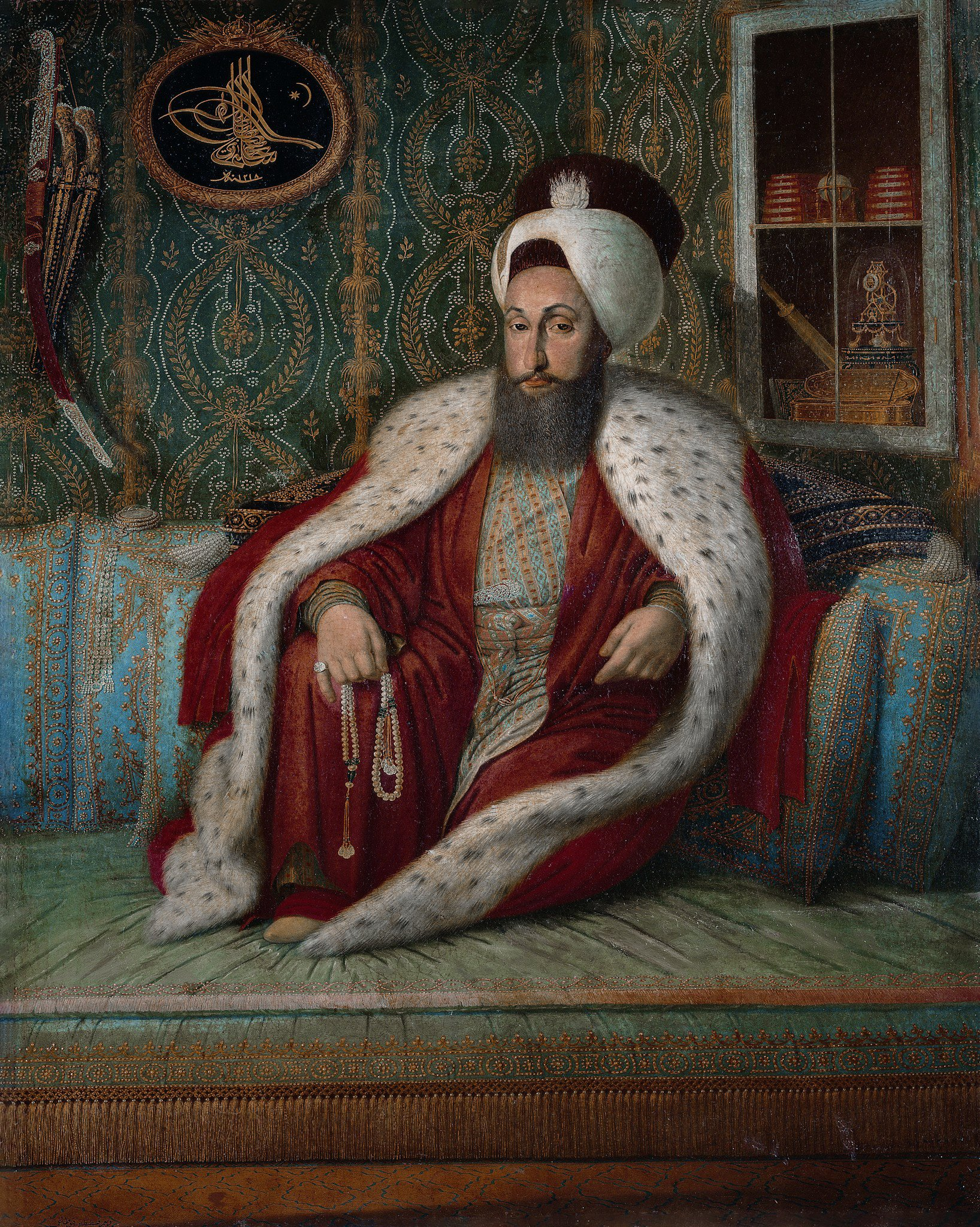
السلطان الغازي سليم خان الثالث، رائد الحركة الإصلاحية في الدولة العثمانية.

ابتدأت محاولات الإصلاح الجدية في عهد السلطان سليم الثالث، الذي يُعد من أوائل المصلحين والروّاد الحقيقيين في التاريخ العثماني كله، وقد قلّده من جاء بعده، واستهدفت إصلاحاته نواحي الحياة كافة، إدارية وثقافية واقتصادية واجتماعية وعسكرية. كانت ثقافة هذا السلطان أكثر اكتمالاً من ثقافة من سبقه من السلاطين، إذ تلقّى بعض التدريب على الأفكار الغربية، كما تلقى تعليمًا خاصًا بالطرق الأوروبية، واطّلع على كتابات المؤلفين الأوروبيين، ويبدو أنه استوعب الحالة المتدنية للدولة بشكل أفضل من أسلافه. وعندما اعتلى هذا السلطان العرش كانت ثروات البلاد قد وصلت إلى حالة متدنية، وكان العثمانيون قد عادوا للحرب مع روسيا والنمسا، ولم يكن باستطاعة أي سلطان أن يقوم بحملة إصلاحات ورحى الحرب دائرة، لكن جاءت عناية القدر، عندما ظهرت الثورة الفرنسية وانشغل الإمبراطور النمساوي بها، وخاف أن تمتد إلى بلاده، فعقد صلحًا مع العثمانيين أعاد إليهم بموجبه بلاد الصرب وبلغراد. واجهت السلطان سليم الثالث في بداية حياته السياسية، المشكلات التقليدية القديمة: تفوّق الغرب، والاتجاه المحافظ لشعبه، وكان بطبعه ميالاً للإصلاح بحيث لم يتردد في الأخذ ببعض الأنماط الغربية، بعد أن حصل على معلومات عن المؤسسات المدنية والعسكرية لدول أوروبا الغربية وأسباب تفوقها على العثمانيين. فجاء بفكرة الجنود النظامية ليتخلص من الإنكشارية الذين أصبحوا منبعًا للفتن والهزائم، وأصلح الثغور وبنى القلاع الحصينة لحمايتها وجعل إنشاء السفن على الطريقة الفرنسية، واستعان بالسويد في وضع المدافع، وترجم المراجع العلمية في الرياضيات والفن العسكري، كما وضع نظامًا هرميًا للقيادة العسكرية، وأخضع التجنيد لقواعد أكثر صرامة، ووضع نظامًا للجنود المشاة تضمن تعليمات لمساعدة الجنود على التصرف كوحدة، ودُعي هذا النظام «بالنظام الجديد». كان من الطبيعي أن تبرز المعارضة لإصلاحات السلطان سليم الثالث العسكرية من جانب المحافظين عند إدراكهم لنتائجها، فنظر الإنكشارية إلى هذه الإصلاحات نظرة ارتياب خاصة بعد فصل السلطان الأسطول والمدفعية عن فرقتهم، فثاروا ومعهم الجنود غير النظاميين وأجبروا الخليفة على إلغاء النظام العسكري الجديد، ولم يكتفوا بذلك بل عزلوا السلطان وقاموا بقتله لاحقًا بناءً على أمر خليفته، ويُعتبر سليم الثالث السلطان العثماني الوحيد الذي قُتل بسلاح أبيض.

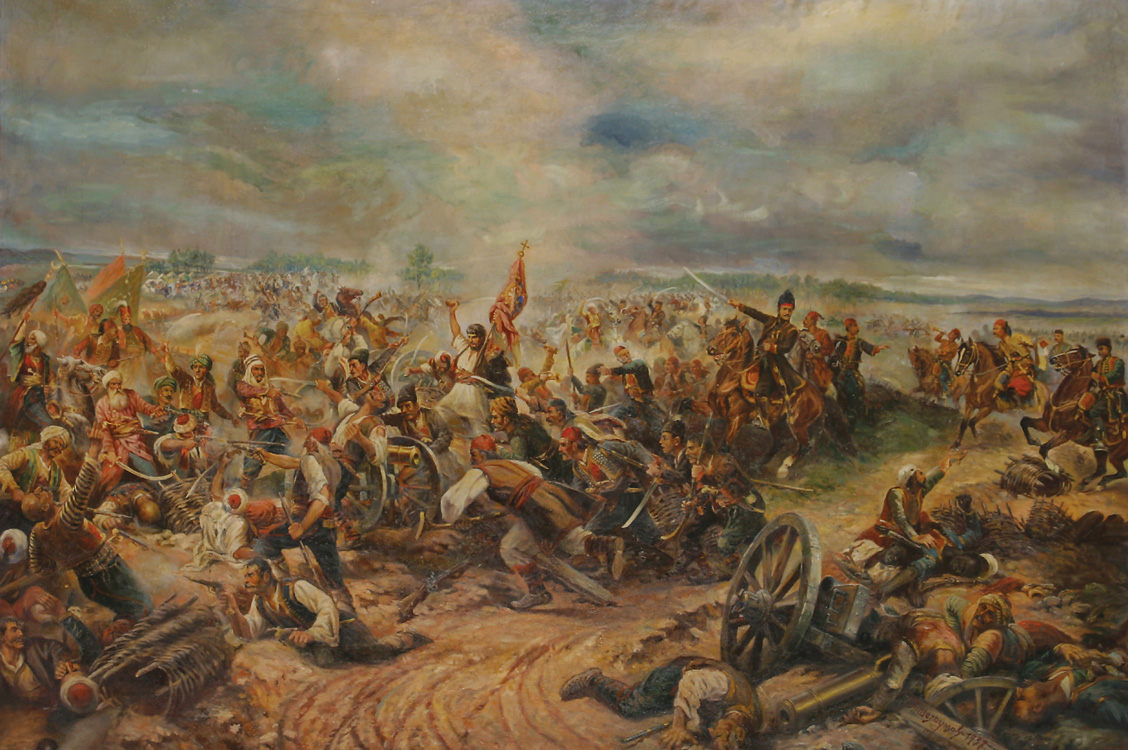
معركة "ميشار" (1806) بين الثوّار الصربيين تساندهم النمسا وروسيا، والدولة العثمانية، بريشة «أفاناسيج شيلوموڤ».

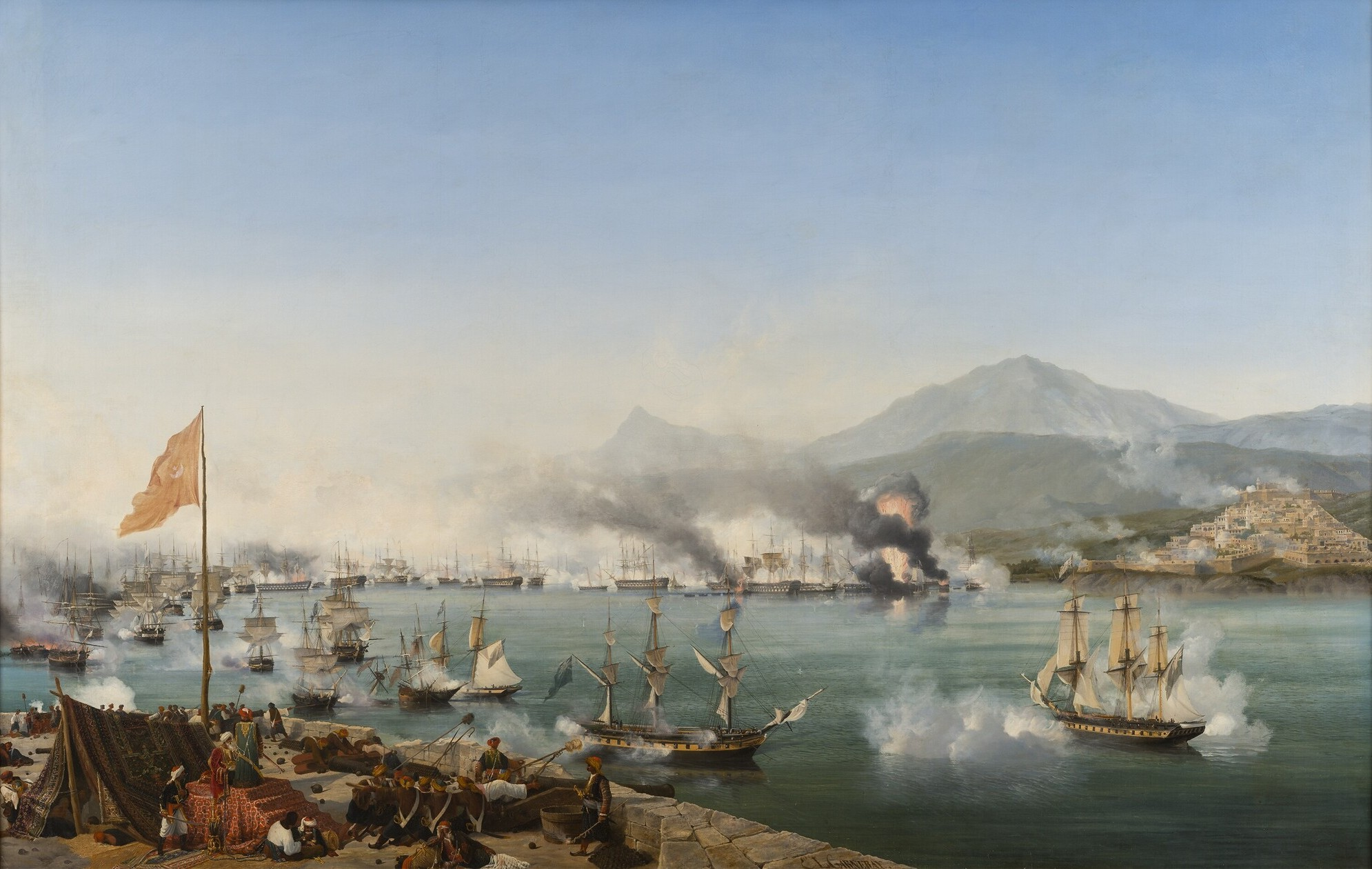
معركة ناڤارين (1827) بين الأسطول العثماني والأوروبي، بريشة لويس أمبرواز گرناري.

وكان من أبرز الأحداث التي حصلت في عهد سليم الثالث قيام الحملة الفرنسية على مصر بقيادة نابليون بونابرت الأول، فتحول أعداء الأمس إلى حلفاء والعكس صحيح، حيث انهارت الصداقة العثمانية الفرنسية التي قامت منذ عهد السلطان سليمان القانوني، وتحالفت روسيا وبريطانيا مع الدولة العثمانية لإخراج الفرنسيين من مصر، وفي عهده أيضًا تكونت جمهورية مستقلة في اليونان تحت حماية الدولة العثمانية. وبعد سليم الثالث تولّى مصطفى الرابع عرش آل عثمان، ولم يدم ملكه طويلاً قبل أن تثور الإنكشارية عليه ويقوموا بعزله وتنصيب أخاه محمود بدلاً منه. امتلأ عهد محمود الثاني بأحداث مهمة، سواء على الصعيد الداخلي أو الخارجي، فنتيجة للضعف الشديد الذي دب في أوصال الدولة العثمانية ظهر فيها اتجاهان: الاتجاه الأول الذي أرجع ما وصلت إليه الدولة العثمانية من ضعف إلى الابتعاد عن الإسلام، والذي ما كان للمسلمين أن تقوم لهم قائمة في الأرض إلا بالتمسك به؛ والاتجاه الثاني الذي يقوم على ضرورة تقليد أوروبا تقليدًا أعمى، لكي يصل العثمانيون إلى ما وصلت إليه من تقدم وازدهار. وكان من نتيجة الإيمان بالاتجاه الأول أن قامت الحركة الوهابية في شبه الجزيرة العربية، واجتذبت إليها الكثير من أهلها، ودعت إلى تطهير الإسلام من كامل الشوائب التي تعلقت به عبر القرون. ولما رأى السلطان محمود أنه من الضروري قمع هذه الفئة التي يخشى من امتدادها على تفريق كلمة الإسلام، كلّف محمد علي باشا، والي مصر ومؤسس أسرتها الخديوية العلوية، بمحاربتها والقضاء عليها، ففعل ما طُلب منه وأباد الحركة الوهابية، ثمّ شرع في إصلاح مصر وتنظيمها وفق النظام الأوروبي. وفي بداية عهد محمود الثاني استقلّت عدّة دول أوروبية عن الدولة العثمانية، وكانت بداية انشقاق أوروبا الشرقية عن الدولة العثمانية عندما ثار الصربيون وطالبوا باستقلالهم، فقمعتهم الدولة العثمانية مرتين، وتعهدت ألا تتدخل في شؤون الصرب الداخلية، وأن تكون السيطرة للعثمانيين في الصرب على القلاع فقط. سرعان ما أعقب هذه الثورة عصيان «علي باشا» والي مدينة يانية الألبانية، حيث امتنع عن دفع الخراج واحترام الأوامر التي تُرسل إليه من الآستانة، فأرسل إليه السلطان جيشًا تمكن قائده من القبض عليه وإعدامه. وما فتئت المشاكل تنهال على الدولة العثمانية، فقد ثار اليونانيون طلبًا للاستقلال وهزموا فرقة عسكرية عثمانية أرسلت لقمعهم، فلم يجد السلطان لإخماد الثورة في اليونان غير محمد علي باشا والي مصر، فاستجاب الأخير لطلبه وأرسل سفنًا حربية محملة بالجنود إلى اليونان، استطاعت أن تحقق انتصارات كاسحة على الثوّار. غير أن ثورة اليونانيين نجحت، واستطاع الثائرون أن يستقلوا ببلدهم عن الدولة العثمانية بعد المساعدات التي تلقوها من الدول الأوروبية. كذلك كان الأسطول العثماني قد تحطم في معركة ناڤارين عام 1827م، على يد السفن البريطانية والروسية.

## دور الأفول والتنظيمات (1828–1908)

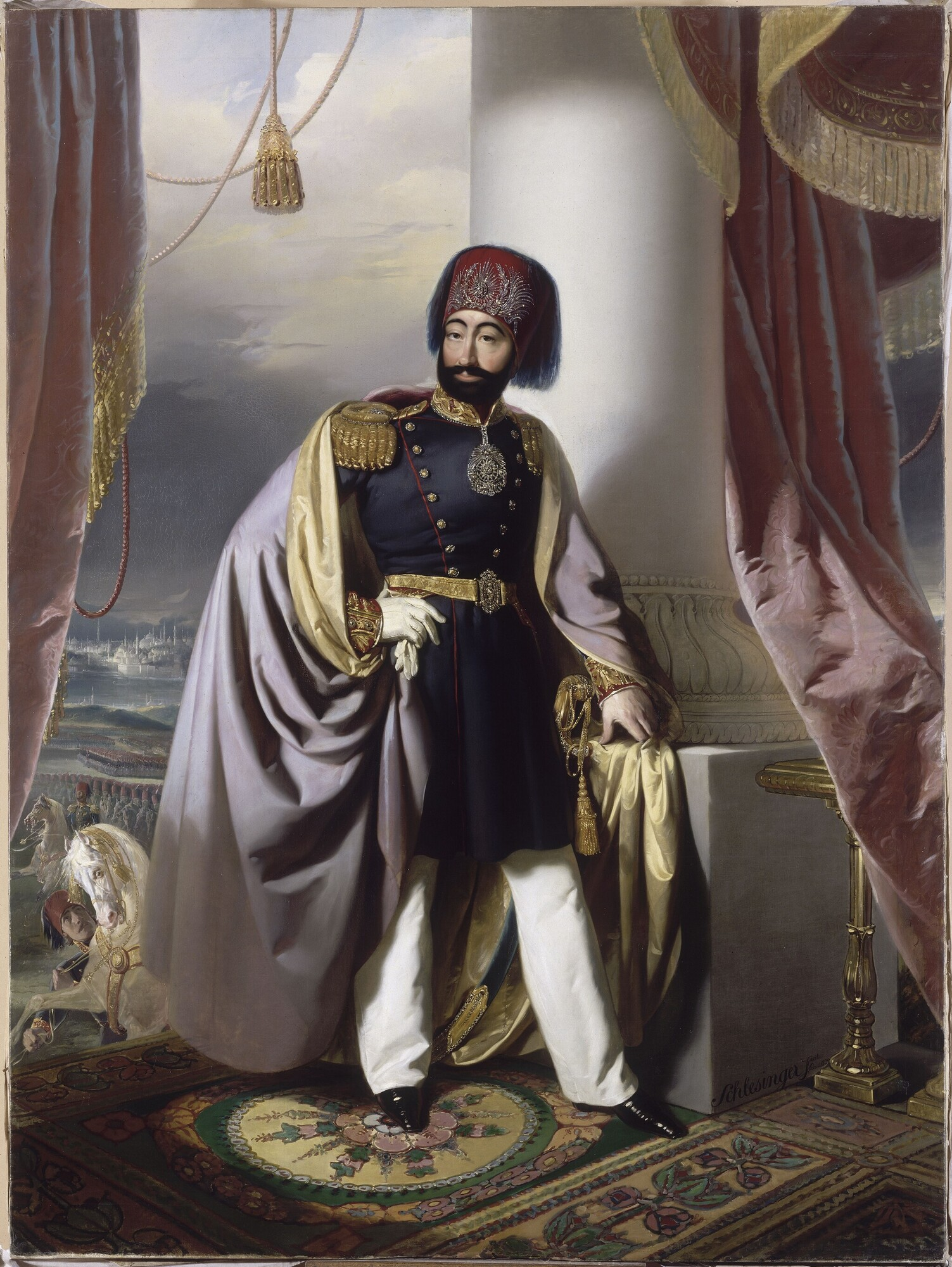
السلطان الغازي محمود خان الثاني "أبو الإصلاح"، بعد إقراره اعتماد اللباس الأوروبي لباسًا رسميًا.

تتميز هذه المرحلة بانحدار الدولة العثمانية سريعًا وفقدانها لمعظم ممتلكاتها الباقية في أوروبا، وقيام السلطان محمود الثاني بعدد من الإصلاحات الكبيرة الهادفة لجعل الدولة تواكب أوروبا الغربية في التطور والازدهار. وأوّل ما قام به السلطان محمود الثاني في هذا المجال كان إلغائه لطائفة الإنكشارية بعد أن أصبحت إحدى عوامل تخلّف وتراجع الدولة يقينًا، فاعترض الإنكشارية على ذلك وحاولوا التمرد وتجمعوا في أحد ميادين الآستانة، فحصدتهم المدفعية العثمانية حصدًا. أعلن السلطان بعد قضائه على الإنكشارية نظامًا جديدًا للجند قلّد فيه الأوروبيين، كذلك قام بعدد من الإصلاحات المدنية مثل إقامة المدارس الحديثة ورفع يد الهيئة الإسلامية عن الإشراف على التعليم، وإرسال بعثات طلابية إلى الخارج، واتجه بالبلاد إلى تقليد أوروبا حتى إنه تزيا بزيهم، واستبدل بالعمامة الطربوش، والعباءة والجلباب بالبذلة الغربية.
أعلنت روسيا الحرب على العثمانيين بعد أن رفضت الدولة العثمانية الاعتراف بقرارات مؤتمر لندن الذي نص على استقلال اليونان، وتمكنت من احتلال البغدان والأفلاق، بل وصلت إلى مدينة أدرنة وهددت الآستانة بالسقوط، فتدخلت بريطانيا وفرنسا لوقف تقدم روسيا خوفًا على مصالحها في الشرق، فعُقدت بين الروس والعثمانيين معاهدة أدرنه التي نصت على عودة المناطق التي احتلها الروس إلى الدولة العثمانية مقابل تمتع روسيا ببعض الامتيازات وتعويضها عن الخسائر التي تكبدتها في الحرب، واستقلال بلاد الصرب وتسليم ما تحتفظ به الدولة من قلاعها. وفي أواسط سنة 1830م، ساءت العلاقات بين الدولة العثمانية وفرنسا مجددًا، بعد أن نفذت الأخيرة ما كانت تنويه من مدّة، ألا وهو الاستيلاء على ولاية الجزائر بدعوى منع تعدي القراصنة المسلمين على مراكبها التجارية، وبذلك فقدت الدولة العثمانية الجزائر إلى الأبد، على الرغم من استبسال المقاومة بقيادة الأمير عبد القادر الجزائري، الذي اضطر للاستسلام بعد أن دافع عن بلاده مدة سبع عشرة سنة.

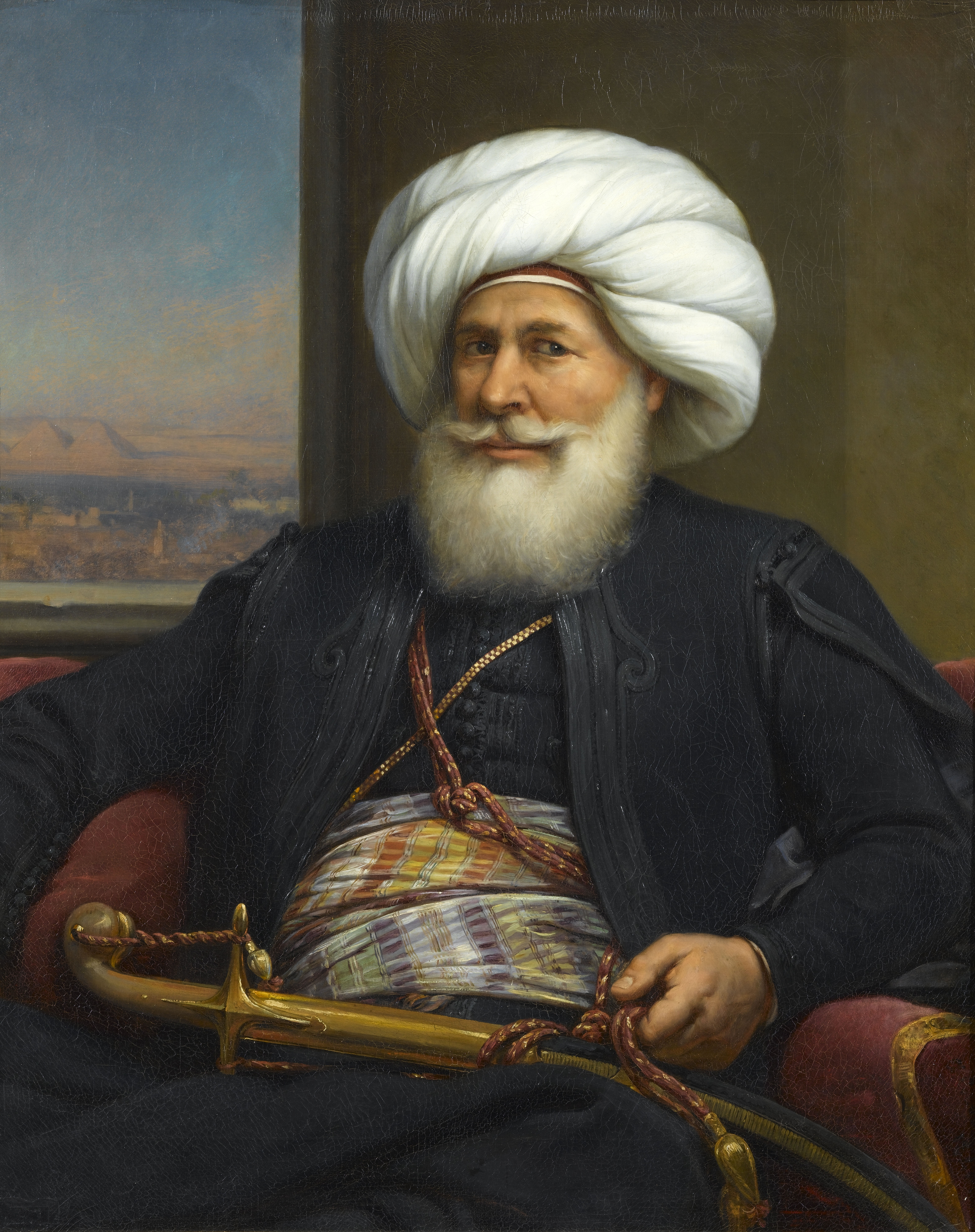
محمد علي باشا، أبرز ولاة الشرق العربي العثماني في أواسط القرن التاسع عشر، وأشهر من أعلن العصيان على الدولة العثمانية في ذلك الوقت.

استمرت المشاكل تنهال على الدولة العثمانية بعد سقوط الجزائر، وذلك أن والي مصر محمد علي باشا طمع في توسيع رقعة نفوذه بعد أن غدا أقوى ولاة السلطان العثماني في الشرق العربي، وكان السلطان محمود الثاني قد وعد محمد علي بأن يوليه على بلاد الشام لقاء خدماته الجليلة التي قدمها للدولة، لكنه عاد وأخلف وعده، إذ شعر أن وجود محمد علي في الشام خطرٌ على كيان السلطنة نفسها. فقرر محمد علي أن يجتاح بلاد الشام بالقوة، فوجه جيشه إلى فلسطين وأخضعها، ثم زحف على مدن الساحل اللبناني وفتحها الواحدة تلو الأخرى، وسرعان ما لحقت بها سوريا الوسطى والشمالية، وامتد زحف الجيش المصري إلى الأناضول حيث هزم الجيش العثماني حديث النشأة في قونية، وأصبح قاب قوسين أو أدنى من الآستانة، حتى خُيل للعالم في ذلك الوقت أن نهاية الدولة العثمانية أصبحت قريبة. عقب هزيمة قونية، استنجد السلطان محمود الثاني بالدول الأوروبية للوقوف في وجه الخطر المداهم، فلم ينجده إلا روسيا، التي أرسلت 15 ألف جندي إلى الآستانة للدفاع عنها، فخشيت بريطانيا وفرنسا من امتداد النفوذ الروسي وتوسطت للصلح مع محمد علي، حيث أقر له السلطان بولاية مصر وجزيرة كريت وفلسطين ولبنان وأضنة، لقاء نفس الأموال التي كان يؤديها عن الشام الولاة العثمانيون من قبل. وفي غضون ذلك توسّع النفوذ الروسي في الدولة خصوصًا بعد أن أبرم السلطان معاهدة مع روسيا تعهدت فيها الأخيرة بالدفاع عن الدولة العثمانية لو هاجمها المصريون أو غيرهم. عمل السلطان محمود الثاني في أواخر أيامه على استعادة الشام ومصر، فجمع جيشًا جديدًا، ونشط عملاؤه في الشام يحرضون الشعب للثورة على المصريين، ثم سار الجيش وقام بهجوم عبر الفرات أسفر عن كارثة نزلت به، إذ بدده الجيش المصري في معركة نصيبين عام 1839م. ولم تصل أنباء هذه الهزيمة إلى السلطان محمود الثاني، إذ توفي قبل ذلك بأيام.

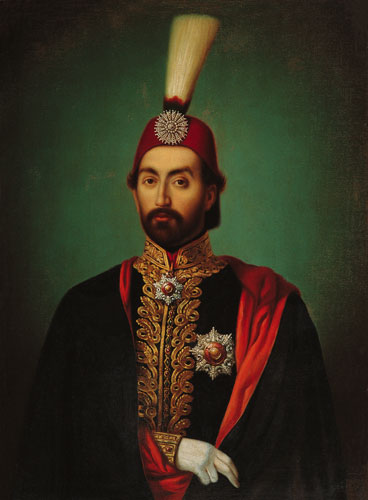
السلطان الغازي عبد المجيد خان الأول.

خلف السلطان عبد المجيد الأول أباه السلطان محمود الثاني، وهو صبيّ لم يبلغ الثامنة عشرة من عمره، وكانت الدولة العثمانية على شفير الانهيار، إذ أصبحت بلا جيش، بفعل خسارة الجيوش العثمانية أمام المصريين، وتشتيت القوى المسلحة، وبلا أسطول، بفعل انضمام الأسطول العثماني طواعية إلى الأسطول المصري في الإسكندرية، فسارع السلطان الفتى إلى إجراء مفاوضات مع محمد علي، فاشترط الأخير، لعقد الصلح، أن يكون الحكم في الشام ومصر حقًا وراثيًا في أسرته. وكاد السلطان عبد المجيد يقبل شروط محمد علي لو لم تصله مذكرة مشتركة من الدول الأوروبية الكبرى، عدا فرنسا، تطلب إليه بألا يتخذ قرارًا يتعلق بمحمد علي إلا بمشورتهم، ووعدوه بالتوسط بينه وبين محمد علي، فوافق على ذلك. ثم اجتمعت كل من بريطانيا وروسيا وبروسيا والنمسا وعقدوا اتفاقية صدق عليها العثمانيون، وعرضوها على محمد علي، وهي تنص على بقاء ولاية مصر وراثية في عائلته، وولاية عكا مدى حياته، فرفض محمد علي ذلك وطرد المندوبين الأوروبيين والمندوب العثماني من مصر، وبناءً على ذلك هاجمت البوارج الحربية البريطانية والنمساوية والعثمانية مدن الساحل الشامي واستطاعت أن تحرز انتصارًا كبيرًا على جيوش محمد علي بقيادة ابنه إبراهيم باشا، وأجبرته على العودة إلى مصر والانكماش فيها، وبذلك عادت الشام إلى ربوع الدولة العثمانية، وأصبحت سيادة الدولة على مصر سيادةً اسميّة. توصلت الدول الأوروبية الكبرى، بعد انتهاء الأزمة العثمانية - المصرية، إلى عقد اتفاقية جماعية مع الدولة العثمانية، أُطلق عليها تسمية «معاهدة المضائق» أو «اتفاقية لندن للمضائق»، وقد أرست هذه الاتفاقية نظامًا للمضائق العثمانية ظل مطبقًا بدون إدخال تعديلات جوهرية عليه حتى قيام الحرب العالمية الأولى. حدث في عهد السلطان عبد المجيد عدد من الفتن الداخلية في الولايات العثمانية، وازدادت الدولة ضعفًا على ضعف، مما زاد من أطماع الدول الأوروبية فيها، فدُعيت باسم «الرجل المريض»، وأخذ الأوروبيون يخططون لاقتسام تركتها مستقبلاً.

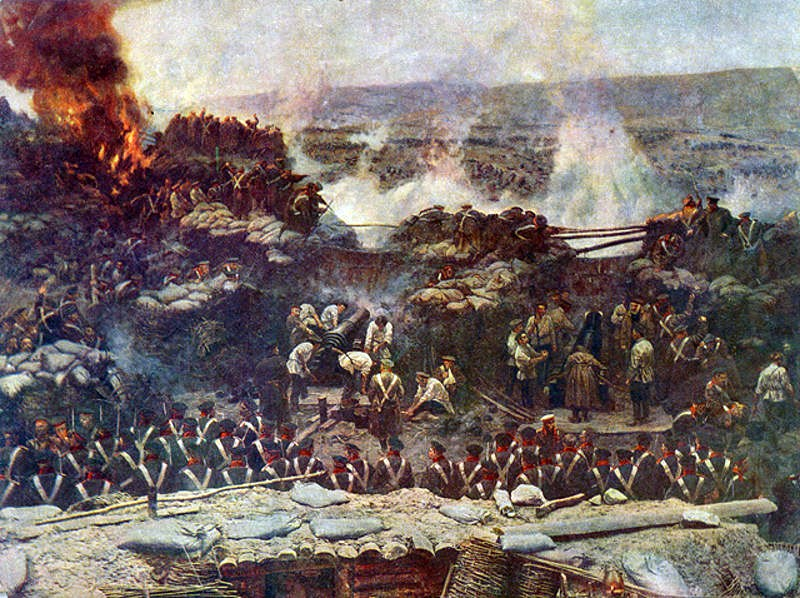
حصار سيڤاستوبول من قبل الجيوش العثمانية والأوروبية خلال حرب القرم، بريشة فرانز روبو.

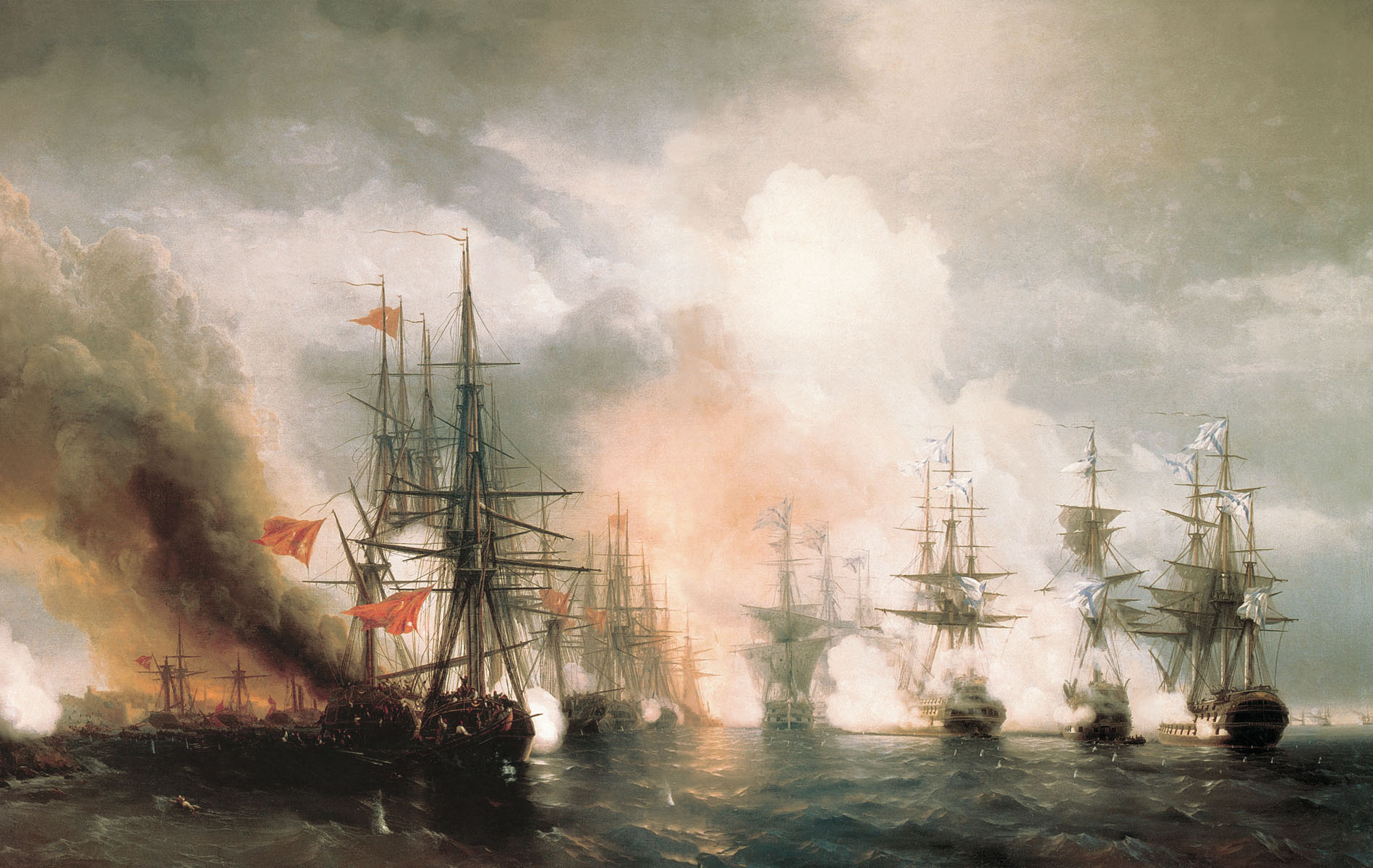
واقعة سينوب البحرية أثناء حرب القرم، التي نجم عنها انتصار الروس وانهزام العثمانيين، بريشة إيڤان آيڤازوڤسكي.

اتخذت المسألة الشرقية في أواخر القرن الثامن عشر، شكلها الحديث، وبرزت مع بداية انحسار المد التوسعي العثماني عن أوروبا، ومع اتجاه العثمانيين المتزايد نحو فقدانهم تفوقهم العسكري أمام الدول الأوروبية، وبخاصة روسيا والنمسا، وقد تحكمت بها ثلاثة عوامل هي: ضعف الدولة العثمانية المتزايد وظهور عدد من القوميات المسيحية الصغيرة في شبه جزيرة البلقان والفتن الداخلية المستمرة في بعض الولايات، وقد سمحت جميع هذه العوامل للدول الأوروبية أن تتدخل في الشؤون الداخلية للدولة وتسيرها حسب مصالحها. ومن أبرز الأحداث التي استغلتها أوروبا للتدخل في الشؤون العثمانية كانت الفتن الطائفية التي وقعت في بلاد الشام خلال عقد الأربعينيات من القرن التاسع عشر، وبلغت ذروتها في جبل لبنان، فتدخلت فرنسا بحجة حماية الكاثوليك وبشكل رئيسي الموارنة، وتدخلت بريطانيا لدعم الدروز، وروسيا لدعم الأرثوذكس، فوقعت في البلاد مذابح عظيمة تخللتها سنوات قليلة من السلام.
كما اتجهت الدولة نحو سياسة نقل أمور الولايات إلى سلطة داخلية فأنهوا حكم مماليك العراق في بغداد والبصرة وآل جليلي في الموصل في ثلاثينيات القرن التاسع عشر، كما قضوا على الإمارات الكردية شبه المستقلة في حكاري وسوران وبادينان إثر ضغط دولي عقب مجازر بدر خان في الأربعينيات من نفس القرن.
تُعدّ حرب القرم التي ابتدأت عام 1854م بين روسيا والدولة العثمانية، من أهم مراحل المسألة الشرقية، فقد دفعت هذه الحرب بالعلاقات الدولية نحو التأزم، وغيّرت التحالفات السياسية، فوقفت بريطانيا وفرنسا إلى جانب الدولة العثمانية للدفاع عن سلامة أراضيها ضد الروس. وتتخلص هذه الحرب في أن القيصر الروسي نيقولا الأول اعتقد أن بإمكانه أن يطرح قضية إنهاء المسألة الشرقية بشكل جذري، وأبدى نيته في اقتسام أملاك الدولة العثمانية، فعرض على بريطانيا تقسيم الدولة العثمانية بينهما، فرفضت، فحاول إغراء فرنسا بنفس الإغراء، فرفضت أيضًا، فهددت روسيا باحتلال الأفلاق والبغدان إن لم تعد الدولة العثمانية للإمبراطورية الروسية حق حماية المسيحيين الأرثوذكس الذي فقدته وفق نص معاهدة المضائق، فلم يعرها السلطان أي اهتمام بعد أن وعدته بريطانيا وفرنسا بالدفاع عن الدولة ضد أي هجوم محتمل، فأقدمت روسيا على تنفيذ تهديدها، فتحالف العثمانيون مع بريطانيا وفرنسا والنمسا ومملكة البيمونت بإيطاليا والسويد، وقصفت أساطيلهم ميناء سيڤاستوبول في شبه جزيرة القرم، وضربت الكثير من قلاعه بالإضافة للإغارة على الكثير من موانئ روسيا على البحر الأسود، وتوغلت القوات المتحالفة في أراضي روسيا حتى طلبت الصلح، فعُقدت معاهدة سلام في باريس أنهت الحرب وأنقذت الدولة العثمانية من الخطر الروسي الذي كان يتهددها، وبات من المنتظر أن تغدوا بلدًا متحدًا يأخذ بركب الحياة الدستورية كما عرفها الغرب، وتنضم إلى سائر أعضاء المنظمة الدولة على قدم المساواة.
وفي أواخر عهد السلطان عبد المجيد الأول، نشبت فتنة طائفية كبرى في الشام، وتحديدًا في دمشق وسهل البقاع وجبل لبنان بين المسلمين والمسيحيين عمومًا، والدروز والموارنة خصوصًا، فوقعت مذابح مؤلمة وبلغ عدد القتلى اثني عشر ألفًا، وكان ممثلو بريطانيا وفرنسا يشجعون الفريقين على الانتقام ويساعدونهم على الثأر، فخشي السلطان أن تؤدي هذه الفتنة إلى تدخل الدول الأجنبية العسكري، فأوعز إلى المسؤولين العثمانيين في بيروت ودمشق بوجوب إخمادها حالاً، وأوفد في الوقت ذاته وزير الخارجية فؤاد باشا الذي عُرف بالدهاء والحزم، وخوله سلطات مطلقة لمعالجة الموقف، فقام بمهمته خير قيام وأعدم معظم الذين تسببوا بالمذابح وسجن الباقين ونفى بعضهم وأعاد بعض المسلوبات إلى أصحابها من المنكوبين المسيحيين، وجمع تبرعات كثيرة أنفقها على ترميم القرى. وكانت الدول الأوروبية قد ضغطت على السلطان وحملته على القبول بتشكيل لجنة دولية يوكل إليها أمر إعادة الهدوء إلى جبل لبنان ودمشق، وتصفية ذيول الفتنة. توفي السلطان عبد المجيد يوم 6 يونيو سنة 1861م، الموافق فيه 17 ذي الحجة سنة 1277هـ، عن أربعين سنة، بعد أن قام ببعض الإصلاحات الكبيرة في الدولة، أبرزها فرمانه الشهير الصادر سنة 1856م، الذي ساوى فيه بين جميع رعايا الدولة مهما اختلفت عقيدتهم الدينية، فتحسن وضع المسيحيين بشكل أكبر، وازدادت نسبة المتعلمين منهم، الأمر الذي ساهم في إنعاش اقتصاد الدولة لاحقًا.

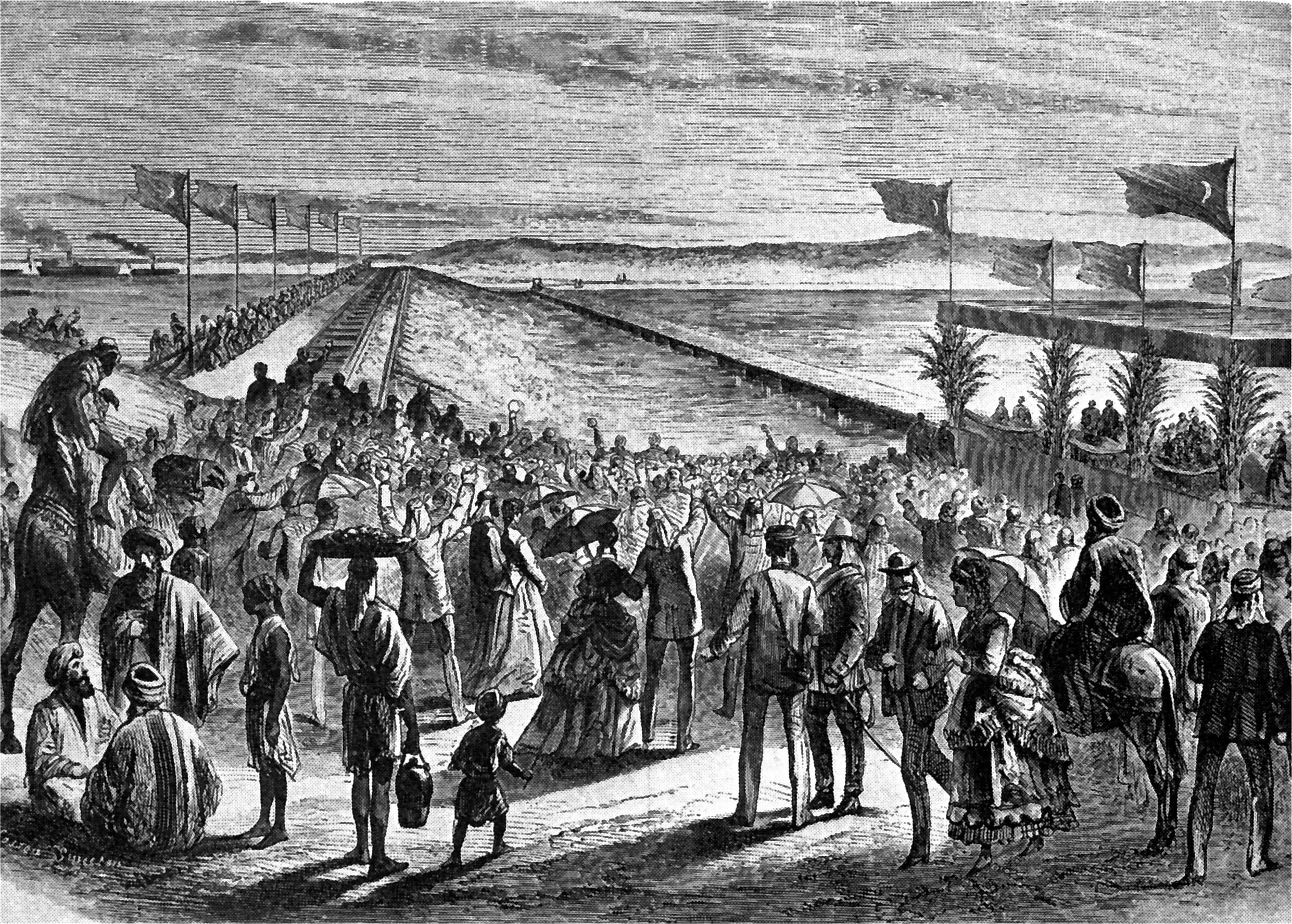
حفل افتتاح قناة السويس في مدينة بور سعيد سنة 1869، خلال عهد السلطان عبد العزيز الأول.

بويع السلطان عبد العزيز الأول بالخلافة وعرش آل عثمان بعد وفاة أخيه عبد المجيد، ومما يذكر في عهده: افتتاح قناة السويس وقيام ثورة في جزيرة كريت تم إخمادها. وكان هذا السلطان كثير التجوال في البلاد الخارجية، فزار مصر وزار فرنسا، وحاول تقريب روسيا إليه حتى تخافه دول أوروبا، لكنه عُزل بناءً على فتوى شرعية بسبب تبذيره أموال الدولة، كما تنص بعض المصادر، وعُثر عليه ميتًا في غرفته فقيل أنه انتحر وقيل أنه قُتل، وتولّى بعده ابن شقيقه عبد المجيد الأول مراد، ولم يستمر عهده أكثر من 3 أشهر، وتم عزله بسبب اختلال عقله.

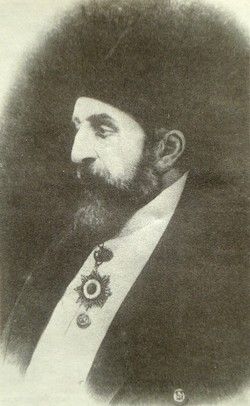
السلطان الغازي عبد الحميد خان الثاني "الكبير"، آخر سلطان فعليّ للدولة العثمانية.

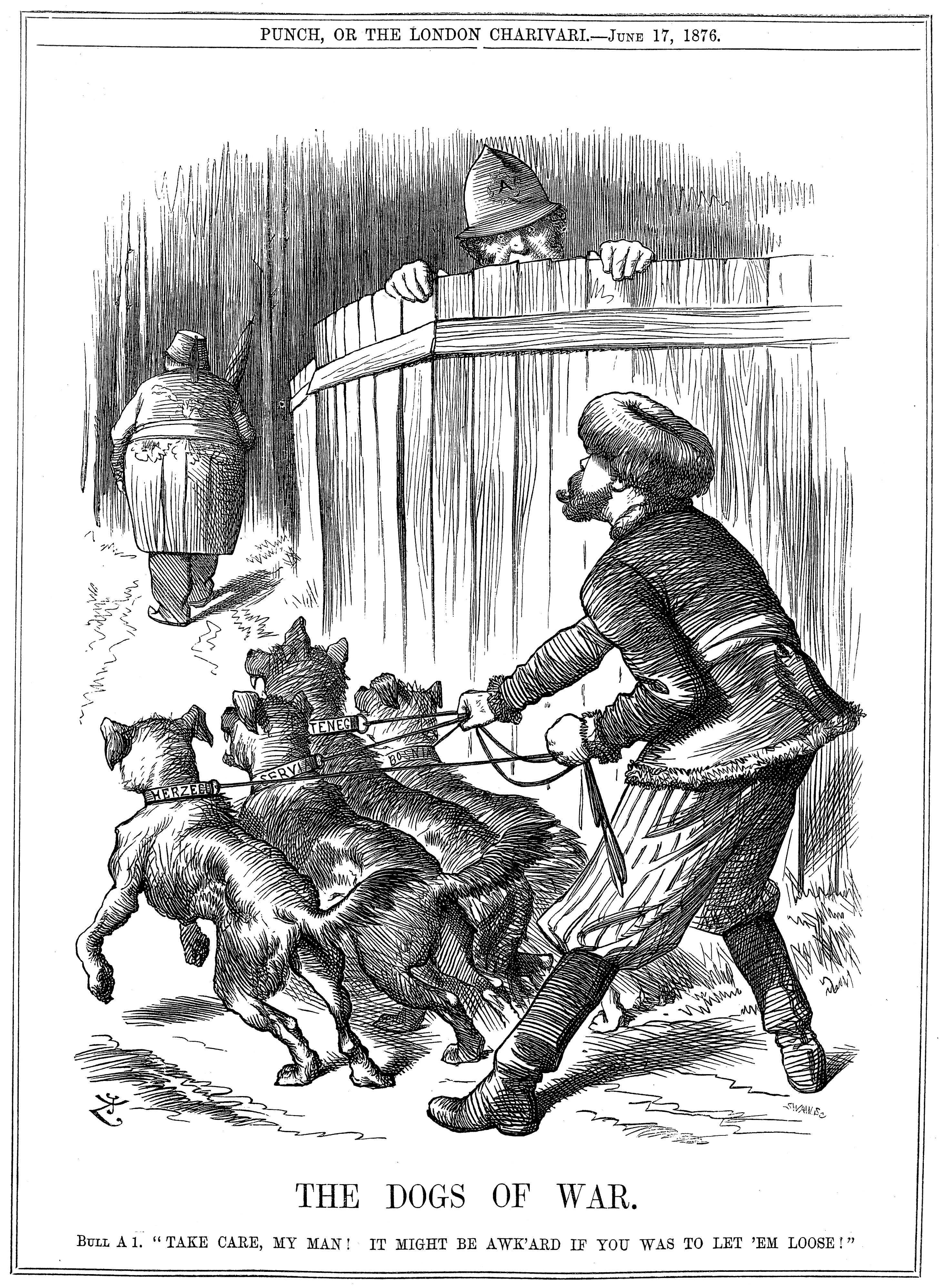
رسم هزلي من مجلة اللكمة البريطانية يعود لتاريخ 17 يونيو سنة 1876، يصوّر الإمبراطورية الروسية بهيئة رجل، على وشك أن تُطلق «كلاب الحرب» البلقانية على الدولة العثمانية، بينما بريطانيا، ممثلة بهيئة شرطي، تحذرها من مغبة عملها. أعلنت الصرب والجبل الأسود الحرب على الدولة العثمانية في اليوم التالي لنشر هذا العدد من المجلة.

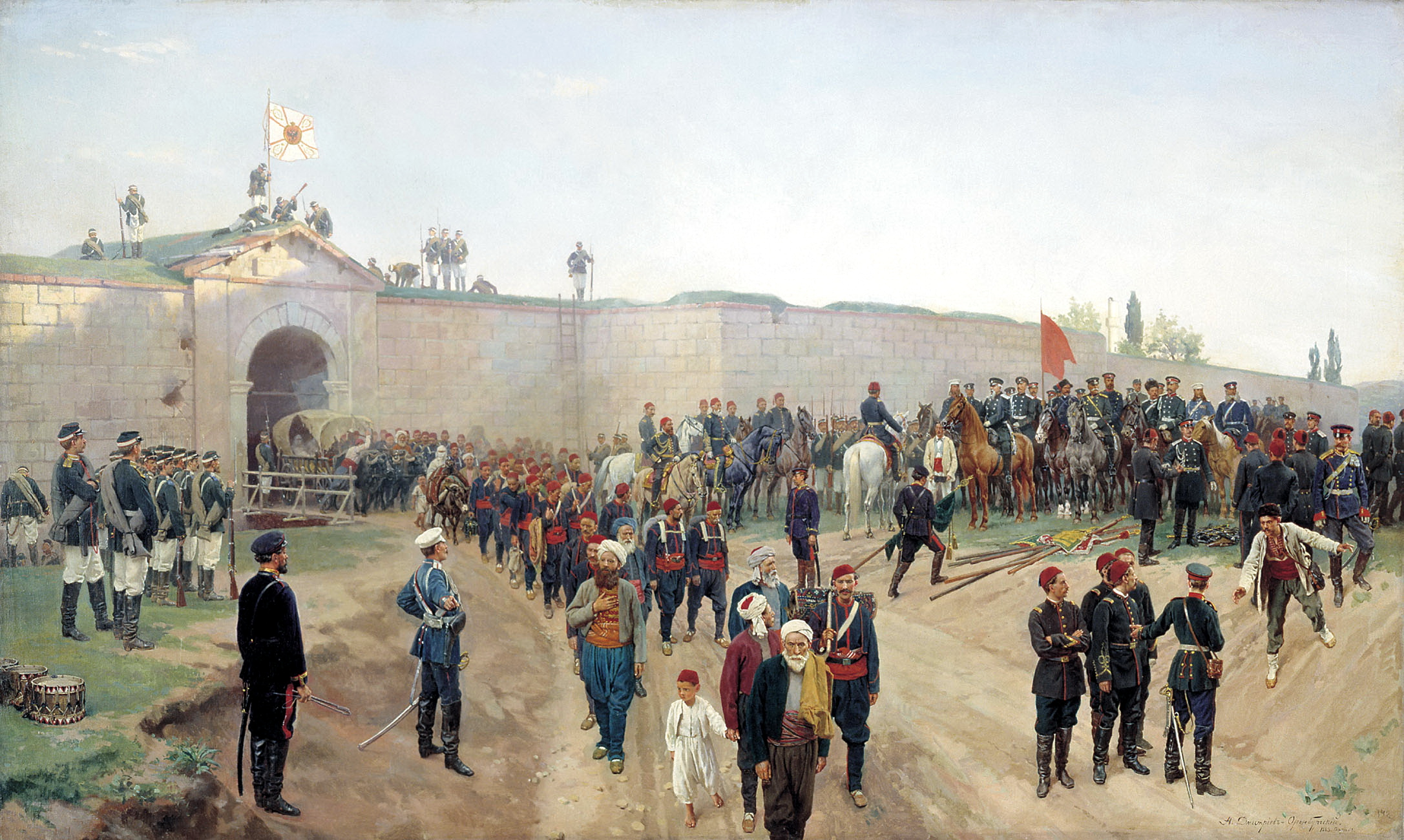
إخلاء المسلمين لمدينة نيكوبول البلغارية بعد سقوطها بيد روسيا، وفق ما نصت عليه معاهدة سان ستيفانو.

وبعد مراد الخامس بويع عبد الحميد الثاني بالخلافة وعرش السلطنة، وفي ذلك الحين كانت البلاد تمر في أزمات حادة ومصاعب مالية كبيرة، وتشهد ثورات عاتية في البلقان تقوم بها عناصر قومية تتوثبّ لتحقيق انفصالها، وتتعرض لمؤامرات سياسية بهدف اقتسام تركة «الرجل المريض». ومنذ اليوم الأول لارتقائه العرش، واجه السلطان عبد الحميد موقفًا دقيقًا وعصيبًا، فقد كانت الأزمات تهدد كيان الدولة، وازدادت سرعة انتشار الأفكار الانفصالية، وأصبح للوطنية معنى جديد أخذت فكرته تنمو وتترعرع في الولايات العثمانية، ووجد السلطان نفسه مشبع بالثورة والاضطراب. فقد تجددت الثورة في إقليميّ البوسنة والهرسك، واستمرت في بلغاريا، وكان الصرب والجبل الأسود في حالة حرب مع الدولة. ولهذه الأسباب تدخلت الدول الأوروبية لاستغلال الموقف بغية تحقيق مصالحها بحجة إحلال السلام. فشجعت روسيا والنمسا الصرب والجبل الأسود على حرب العثمانيين، حيث رغبت النمسا بضم البوسنة والهرسك، بينما رغبت روسيا بضم الأفلاق والبغدان وبلغاريا، ووعدت روسيا النمسا والصرب والجبل الأسود بالوقوف بجانبهم إذا قامت حرب بينهم وبين العثمانيين. وبالفعل قامت الحرب بين الدولة العثمانية وتلك الدول، إلا أن الجيوش العثمانية استطاعت الانتصار ووصلت إلى مشارف بلغراد، غير أن تدخل أوروبا أوقف الحرب. قدّمت الدول الأوروبية الكبرى لائحة للدولة العثمانية تقضي بتحسين الأحوال المعيشية لرعاياها المسيحيين، ومراقبة الدول الأوروبية لتنفيذ إجراءات التحسين، فرفضت الدولة اللائحة؛ لأن هذا يعتبر تدخلاً صريحًا في شؤونها، فاستغلت روسيا الرفض واعتبرته سببًا كافيًا للحرب، وفي هذه المرة أطلقت أوروبا العنان لروسيا لتتصرف كيفما تشاء مع العثمانيين، فاحتلت الأفلاق والبغدان وبلغاريا ووصلت أدرنة وأصبحت على بعد 50 كيلومترًا فقط من الآستانة، كذلك دخلت جيوشها الأناضول، وعادت الصرب والجبل الأسود لتعلن الحرب على الدولة العثمانية، فاضطرت الأخيرة إلى طلب الصلح، وأبرمت معاهدة سان ستيفانو مع روسيا، التي اعترفت فيها باستقلال الصرب والجبل الأسود والأفلاق والبغدان وبلغاريا، ثمّ تمّ تعديل هذه المعاهدة في مؤتمر عُقد في برلين تمّ بموجبه سلخ المزيد من الأراضي عن الدولة العثمانية. كشفت قرارات مؤتمر برلين عن ضعف الدولة العثمانية، فاستغلت الكيانات السياسية والقومية هذا الضعف، وقامت بانتفاضات على الحكم المركزي بهدف الحصول على الاستقلال الكامل، ودعمتها أوروبا في سبيل تحقيق ذلك، وهكذا توالت الأزمات السياسية في وجه السلطان عبد الحميد الثاني بعد الحرب العثمانية الروسية ومؤتمر برلين. إنضمت تونس إلى قائمة الأقاليم التي فقدتها الدولة العثمانية لصالح أوروبا في عهد عبد الحميد الثاني عندما احتلتها فرنسا، ثم لحقتها قبرص التي احتلتها بريطانيا، وأتبعتها بمصر والسودان، بحجة حماية الدولة العثمانية من أي اعتداء.
لعلّ أهم الأحداث التي جرت في عهد عبد الحميد هي الأزمة الأرمنية وقيام الحركة الصهيونية، ويتفق المؤرخون، المسلمون منهم خاصةً، أن هذين الحدثين هما ما ساهم في تشويه صورة الدولة العثمانية والسلطان عبد الحميد الثاني. وتفصيل الأزمة الأرمنية أن الأرمن طالبوا بعد مؤتمر برلين باستقلالهم، خاصة أن السلطان لم يقم بتطوير يُذكر لأوضاعهم، وعملت البعثات التبشيرية الأوروبية والأمريكية على إذكاء الشعور القومي الأرمني، وفي الوقت نفسه اعتقدت الدوائر الحاكمة في الآستانة أن بعض الأرمن يعملون كعملاء لروسيا وبريطانيا، وساورها الشكوك حول ولائهم، ومن ثم نظرت إليهم على أنهم خطر يهدد كيان الدولة ومستقبلها وأمنها. وتصاعد التوتر في بلاد الأرمن، ولم تلبث أن عمّت الاضطرابات، فخرج حوالي 4000 ارمني عن طاعة السلطان في بدليس بعد تأخر الإصلاحات الموعودة، فقام العثمانيون بالرد على ثورة الأرمن بأن أرسلوا جيشًا مؤلفًا بمعظمه من الأكراد إلى مناطق الثورة حيث دمّروا العديد من القرى الأرمنية وقتلوا كثيرًا من الثوّار ومن ساندهم، فيما أصبح يُعرف باسم «المجازر الحميدية»، وتطور العنف ليشمل المسيحيين بشكل عام كالسريان كما في مجازر ديار بكر. أما الحركة الصهيونية، فنشأت بقيادة ثيودور هرتزل، ودعت إلى إنشاء وطن قومي ليهود العالم في فلسطين الخاضعة للدولة العثمانية وتشجيع اليهود على الهجرة إليها، فأصدر السلطان عبد الحميد فرمانًا يمنع هجرة اليهود إلى الأراضي المقدسة، لكنه اضطر في نهاية المطاف إلى التهاون معها تحت ضغط الدول الأوروبية، وخاصةً بريطانيا.

## دور الانحلال وخاتمة الدولة (1908–1922)

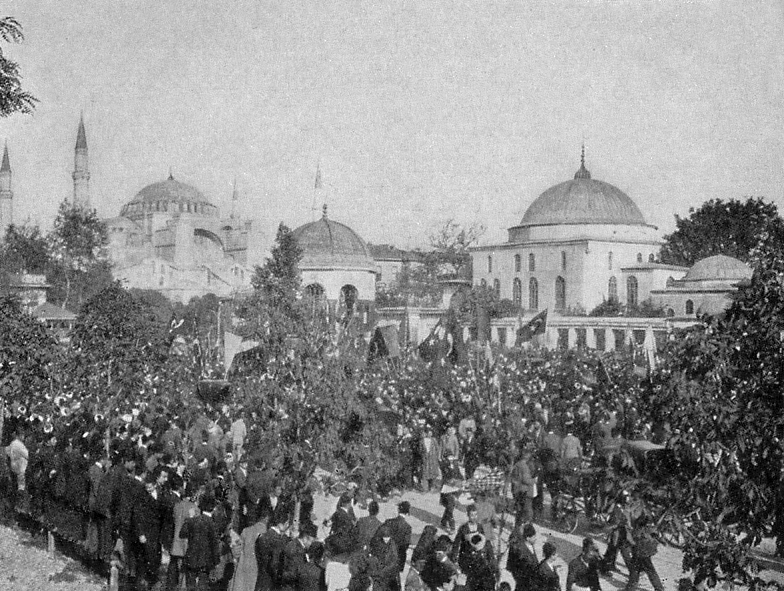
مظاهرة لمؤيدي جمعية تركيا الفتاة في ناحية السلطان أحمد من الآستانة في سنة 1908.

كانت الأفكار القومية قد تغلغلت بشكل كبير في جسم الدولة العثمانية أواخر عهد السلطان عبد الحميد الثاني، وأنشأ الداعون لهذه المفاهيم المؤسسات والجمعيات التي تحمل أفكارهم، وكان من أهم هذه الجمعيات جمعية تركيا الفتاة، التي تأسست في باريس وكان لها فروع أخرى في برلين، وفي أنحاء الدولة العثمانية في سالونيك والآستانة، ومن أشهر فروعها جمعية الاتحاد العثماني، التي سرعان ما أعيد تسميتها بجمعية الاتحاد والترقي سنة 1889. واستطاعت أن تضع لها قدمًا في الجيش، أن يكون لها جناح عسكري. وامتد نفوذ الاتحاد والترقي في الدولة، فضم إليه الكثير من ضباط الفيلق الأول المسيطر على الآستانة، وكذلك الفيلقين الثاني والثالث المرابطين في الولايات العثمانية الباقية في روملي. وقد حاول السلطان عبد الحميد مقاومة هذه الجمعيات، فنادى وتمسّك بفكرة الجامعة الإسلامية، وقام باضطهاد أعضاء جمعية الاتحاد والترقي في محاولة للاحتفاظ بسلطته المطلقة، لكنه اضطر بعد اندلاع ثورة تركيا الفتاة سنة 1908 وتهديدات الاتحاديين بالإطاحة به إلى إعادة دستور 1876 العثماني المعلق فسيطر الاتحاديون على معظم مقاعد المجالس النيابية، وبعد فشل الثورة المضادة لصالح السلطان عبد الحميد، أطيح به وولوا أخاه محمد الخامس مكانه.

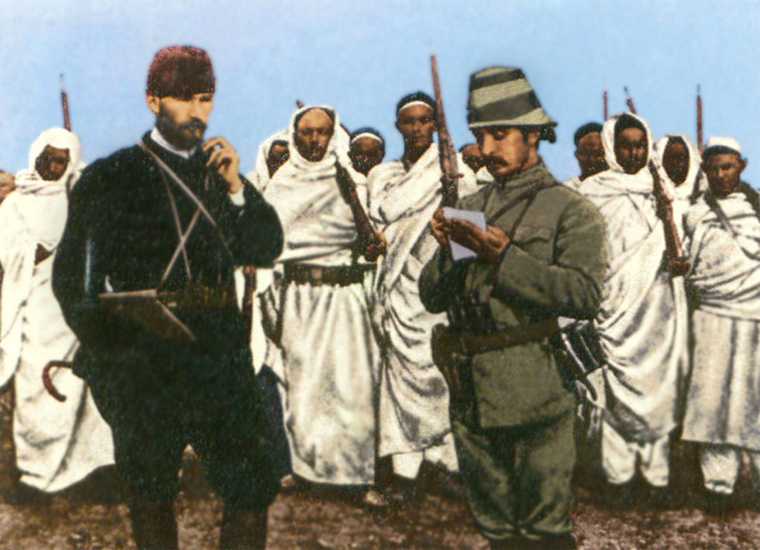
مصطفى كمال "أتاتورك"، رئيس الجمهورية التركية مستقبلاً، إلى جانب بعض المقاومين الليبيين، أثناء الحرب العثمانية الإيطالية.

تولّى محمد "رشاد" الخامس العرش والدولة في احتضار، ولكنها كانت ما تزال متماسكة، وأصبح الاتحاديون هم الحكام الفعليين للبلاد، أما السلطان فكان مجرّد ألعوبة في أيديهم، وفي ذلك الوقت كانت الدولة قد أضاعت كثيرًا من بلادها في أوروبا، والأفكار القومية تنتشر يومًا بعد يوم، والبلاد في حالة إفلاس بسبب الحروب المتواصلة، والأوروبيون قد تسلطوا على مالية الدولة لاستيفاء ما لهم عليها من ديون. وفي نفس السنة لاعتلاء محمد رشاد العرش، سيطرت الإمبراطورية النمساوية المجرية على البوسنة والهرسك، وبعد ثلاث سنوات هاجمت إيطاليا ليبيا، آخر الممتلكات العثمانية الفعلية في شمال أفريقيا، فقاومها العثمانيون بكل طاقتهم، لكنهم لم يستطيعوا شيئًا، فسقطت البلاد بعد سنة من المعارك الشديدة. ثم جاءت حرب البلقان الأولى التي تولّى كبرها كل من مملكة صربيا ومملكة الجبل الأسود ومملكة اليونان ومملكة بلغاريا، وفقدت فيها الدولة العثمانية ما تبقى لها من ممتلكات في البلقان عدا تراقيا الشرقية ومدينة أدرنة، وانسحب حوالي 400,000 مسلم من سكّان تلك البلاد إلى تركيا خوفًا من ما قد تُقدم عليه جنود العدو. وفي تلك الفترة ظهرت النزعة التركية الطورانية بقوة وعنف، وسعى حزب الاتحاد والترقي إلى تتريك الشعوب غير التركية المشتركة مع الأتراك في العيش تحت ظل الدولة العثمانية، مثل العرب والشركس والأكراد والأرمن.
وفي 1911 شكل مجموعة من الطلاب العرب في باريس جمعية العربية الفتاة، وهو نادٍ قومي عربي صغير. وهدفها المعلن «رفع مستوى الأمة العربية إلى مستوى الأمم الحديثة». استضافت الجمعية المؤتمر العربي 1913 في باريس، وكان الغرض منه مناقشة الإصلاحات المرغوبة. كما طالبوا بعدم إلزام المجندين العرب في الجيش العثماني بالخدمة في مناطق غير عربية إلا في زمن الحرب. ولكن قمعت السلطات العثمانية نشاط التنظيم وأعضائه، فتوارت جمعية العربية الفتاة. ولكن لا بد من الإشارة إلى أن انتشارها كان بين قيادات العرب، أما العامة فقد اعتبروا أنفسهم رعايا مخلصين للخليفة.(ص.229)

### الحرب العالمية الأولى (1914–1918)

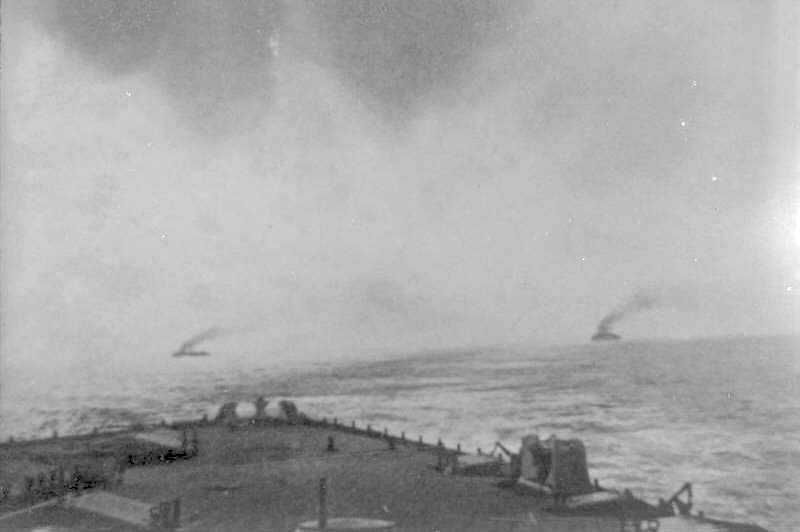
إحدى البوارج الألمانية تفر هاربة إلى داخل البحر الأسود، وتبدو في الخلفية السفن البريطانية في إثرها.

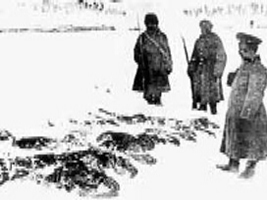
جنود روس يتفقدون جثث جنود عثمانيين قضوا أثناء حملة القوقاز على الجبهة الشرقية.

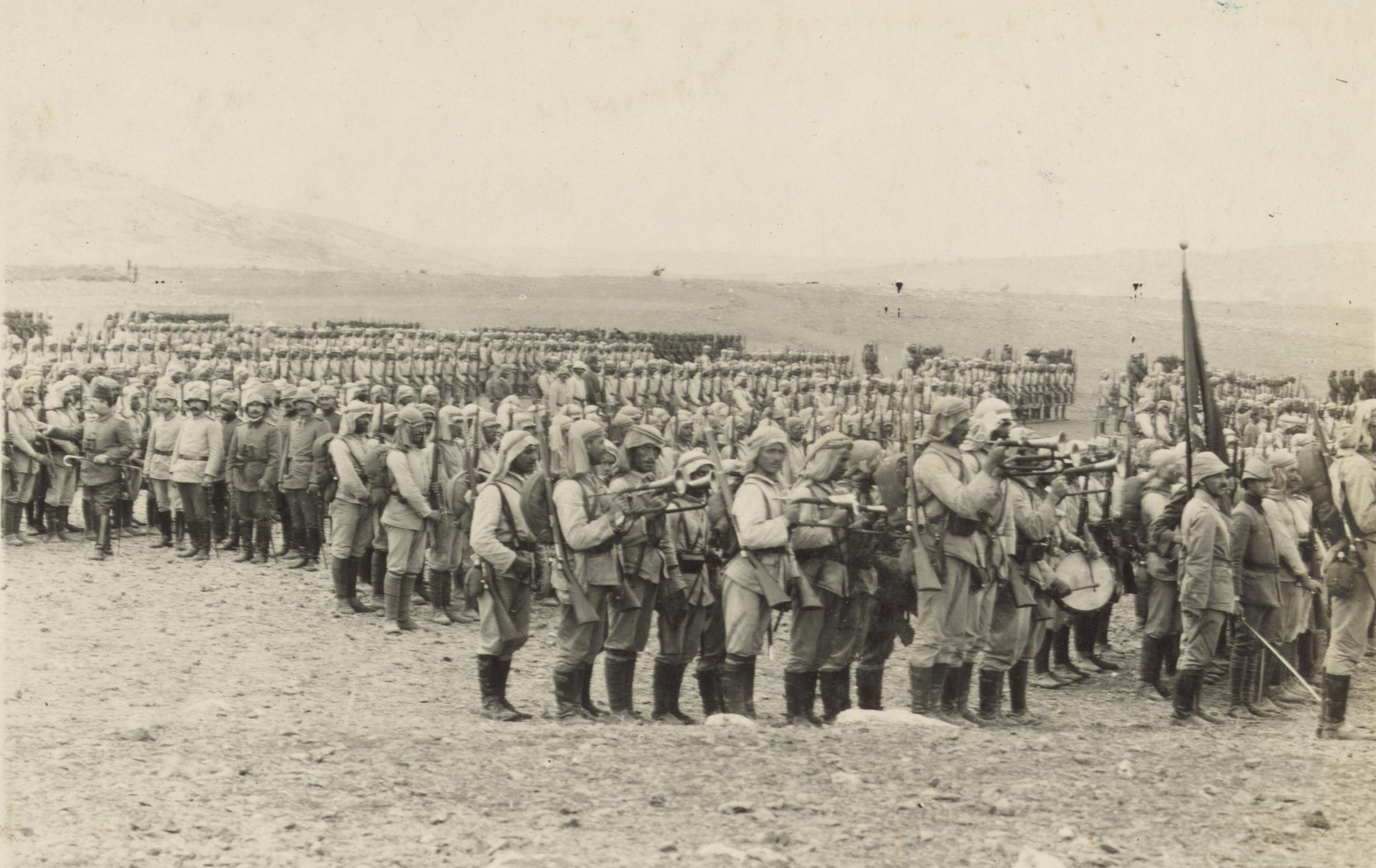
الجيش العثماني قبل هجومه على قناة السويس بوقت قصير.

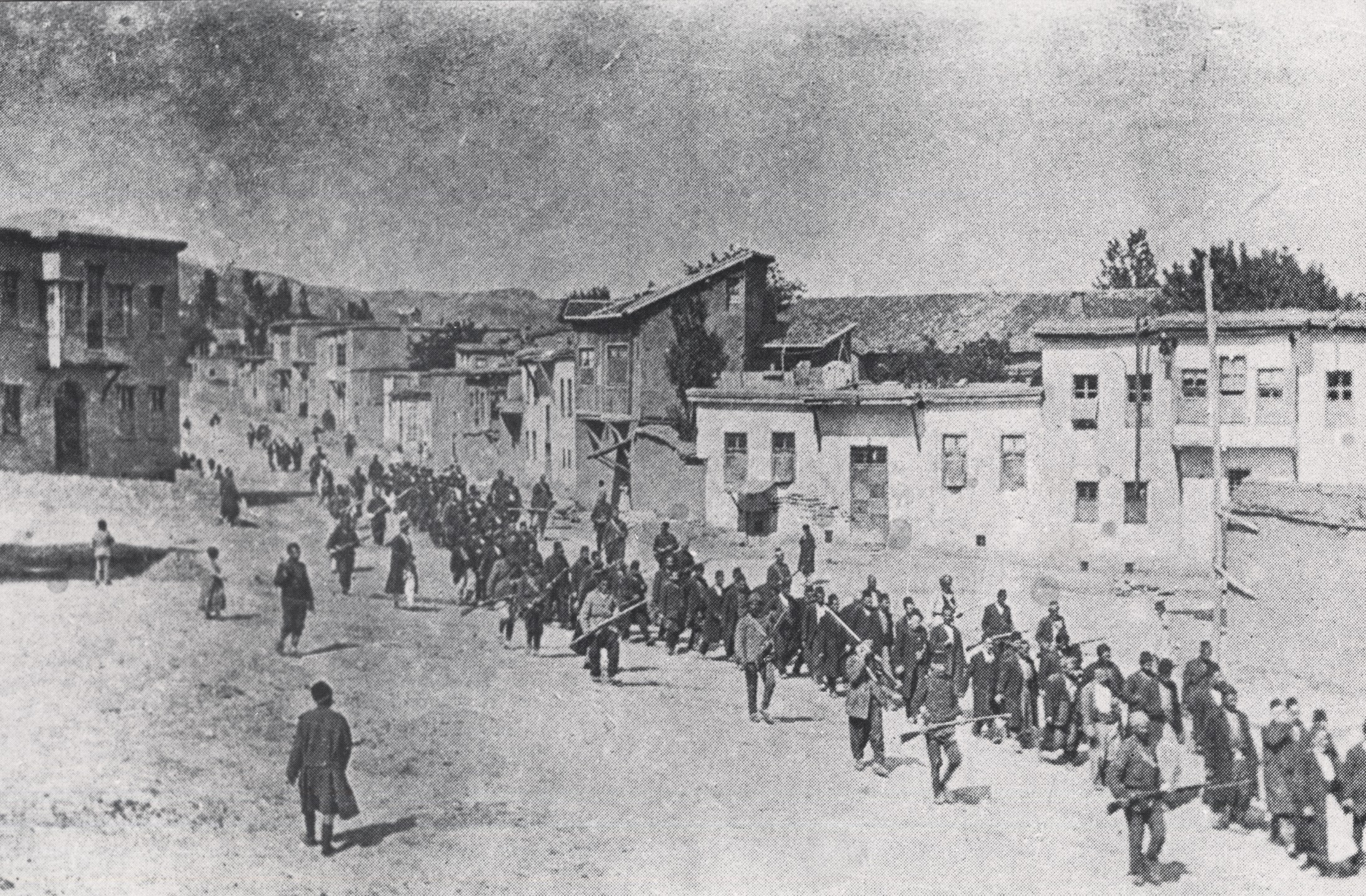
ترحيل أرمن من الازيغ بالأناضول الشرقية إلى الشام.

انطلقت شرارة الحرب الأولى في 28 يونيو عام 1914م عندما كان الأرشيدوق فرانز فرديناند، وليّ عهد العرش النمساوي المجري يقود سيارته في مدينة سراييڤو في البوسنة الخاضعة للنمسا، فاغتاله أحد القوميين الصرب، فاعتبرت الإمبراطورية النمساوية المجرية صربيا مسؤولة عن هذا الاغتيال، فتدخلت روسيا لدعم صربيا مدعومة من فرنسا وتحركت ألمانيا ضدهما، وما لبثت أن دخلت بريطانيا الحرب بعد ذلك بفترة قليلة، ومن ثم تشكلت الأحلاف، فدخلت الدولة العثمانية الحرب إلى جانب معسكر دول المحور، أي ألمانيا والنمسا وبلغاريا، بعد أن فقد العثمانيون الأمل في محاولات التقارب مع بريطانيا وفرنسا، وفشلوا في الحصول على قروض عاجلة منهما لدعم الخزينة، وعُزلت الدولة سياسيًا بعد حروب البلقان وإيطاليا؛ فلم يكن لهم سوى خيار التقارب مع ألمانيا التي رأت مصلحتها في «الانتشار نحو الشرق». وفي 10 أغسطس سنة 1914م، دخلت الدولة العثمانية الحرب بشكل فعليّ، بعد أن سمحت لبارجتين ألمانيتين كانتا تطوفان البحر المتوسط، بعبور مضيق الدردنيل نحو البحر الأسود هربًا من مطاردة السفن البريطانية. وخطا الباب العالي خطوة هامة باتجاه الاشتراك بالحرب، حيث أعلن الصدر الأعظم إلغاء الامتيارات الأجنبية، ملبيًا بذلك إحدى المطالب الرئيسية للقوميين الأتراك، ثم اتخذ خطوة أخرى في طريق التحدي بإغلاقه المضائق بوجه الملاحة التجارية، كما ألغى مكاتب البريد الأجنبية وجميع السلطات القضائية غير العثمانية. بعثت الانتصارات الألمانية الخاطفة على الجبهة الروسية الأمل في نفوس الاتحاديين، بشأن إمكانية استعادة الأراضي العثمانية المفقودة لصالح روسيا المهزومة، فهاجم الأسطول العثماني الموانئ الروسية في البحر الأسود، وقد شكّل ذلك أمرًا واقعًا زج بالدولة العثمانية في الحرب، فأعلنت روسيا الحرب على الدولة العثمانية، واقتدت بها كل من بريطانيا وفرنسا، وردّ السلطان محمد الخامس بإعلان الحرب، ودعا المسلمين إلى الجهاد، إلا أن ذلك لم يتحقق، فأغلب مسلمي العالم كانوا يزرحون تحت نير الاستعمار البريطاني أو الفرنسي، وكانت السلطات الاستعمارية قد جندت بعضًا منهم أيضًا في جيوشها. خاضت الجيوش العثمانية الحرب على جبهات متعددة من دون استعداد كامل، فعلى الجبهة الروسية مُنيت الحملة العثمانية بهزيمة فادحة، حيث فتك القتال والصقيع والوباء بتسعين ألف جندي عثماني، وفي الجنوب نزل البريطانيون في الفاو على الخليج العربي واستولوا على العراق، أما عملية قناة السويس فجرت قبل الموعد المحدد، وفيها اتفق العثمانيون مع المصريين على قتال البريطانيين، لكنها أسفرت عن هزيمة العثمانيين وأودت بحياة الكثيرين دون طائل. وقام أسطول الحلفاء بمهاجمة مضيق الدردنيل في خطوة للاستيلاء على الآستانة وإخراج الدولة العثمانية من الحرب، وإمداد الجبهة الروسية، لكن هذا الأسطول الضخم عجز عن اجتياز المضيق وهزم العثمانيون طاقمه هزيمة كبيرة في معركة بريّة، كانت النجاح الوحيد لهم في مقابل سلسلة من الإخفاقات، وبرز في هذه المعركة القائد مصطفى كمال.
وأثيرت أثناء المعارك، التي اندلعت على الجبهة الشرقية وهجوم الحلفاء في الدردنيل وغاليبولي، قضية الأرمن مرة أخرى، إذ قام الاتحاديون بنقل سكان المناطق الأرمنية في ولايات الشرق وكيليكيا والأناضول الغربية إلى بلاد الشام، بهدف تأمين حياة السكان المدنيين وحماية القوات المسلحة من خيانة محتملة من جانب العناصر الموالية لروسيا. وكان بعض الأرمن قد تطوعوا في الجيش الروسي، وقتلوا عددًا من السكان المسلمين في الأناضول الشرقية، ونتيجة لذلك تعرّض المرحلون لعمليات تعذيب وقتل فيما أصبح يُعرف باسم «مذابح الأرمن». بعد فشل الحملة العثمانية على مصر، جرت اتصالات سريّة بين البريطانيين في مصر وشريف مكة حسين بن علي الهاشمي، وبعض الزعماء العرب، وتمّ الاتفاق بين الفريقين على أن يثور العرب على الأتراك وينضموا إلى الحلفاء مقابل وعد من هؤلاء بمنح العرب الاستقلال وإعادة الخلافة إليهم. وتنفيذًا لهذا الاتفاق أعلن شريف مكة حسين في يونيو سنة 1916م الثورة العربية على الأتراك، فأخرجهم من الحجاز وأرسل قوّاته شمالاً بقيادة ولديه فيصل وعبد الله لتشارك القوات البريطانية في السيطرة على بلاد الشام. وفي غضون ذلك سُحقت المقاومة البلغارية في البلقان، مما أرغم حكومة صوفيا على طلب الهدنة، فأدرك الباب العالي خطورة الموقف، لأن الحرب أضحت قريبة من الأراضي التركية، ويمكن للعدو أن يتغلغل بحريّة في تراقيا الشرقية ويزحف حتى أبواب الآستانة، فأبرم العثمانيون معاهدة مودروس مع الحلفاء، خرجوا بموجبها من الحرب.

### حرب الاستقلال التركية (1919–1922)

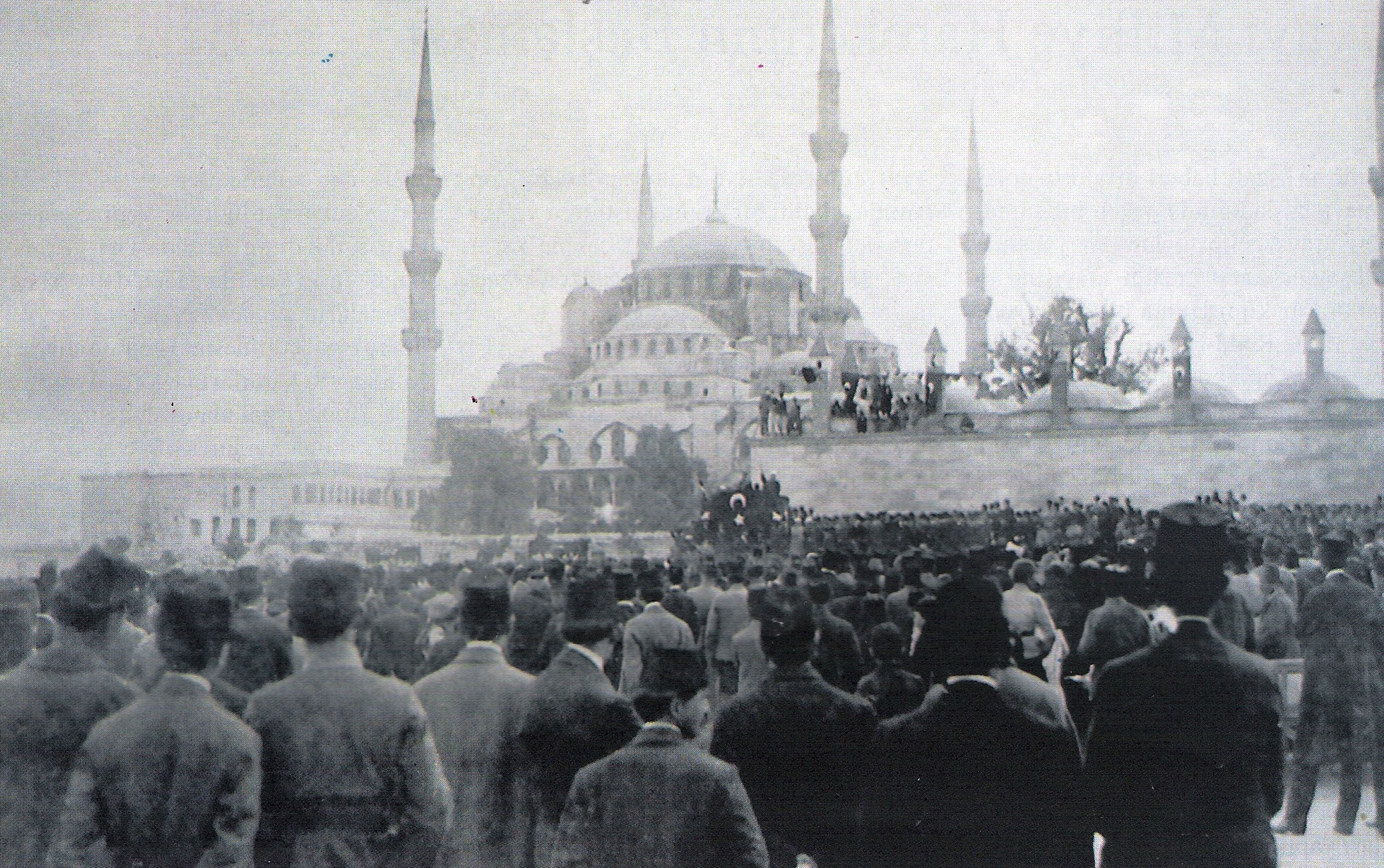
مظاهرة في الآستانة منددة بالاحتلال بتاريخ 23 مايو سنة 1919.

توفي السلطان محمد الخامس قبل أشهر من انتهاء الحرب، وخلفه أخاه محمد "وحيد الدين" السادس. وبعد مرور شهر على توقيع هدنة مودروس، دخلت البحرية البريطانية والفرنسية والإيطالية ثم الأمريكية إلى القرن الذهبي، وأنزلت قواتها في الآستانة التي حوّلتها إلى قاعدة لنشاط الحلفاء في المنطقة كلها. سيطر الحلفاء على موانئ البحر الأسود كلها، واقتسموا الأراضي التركية، فاحتل الفرنسيون مرسين وأضنة، والإيطاليون أنطاكية وكوشا داسي وقونية، واحتل اليونانيون القسم الغربي من الأناضول، بالإضافة إلى تراقيا. كان ردّ الفعل الداخلي لاتفاق الهدنة سلبيًا، فقد رفض الأتراك الخضوع للاحتلال والقبول بمشاريعه، فقامت ثورة وطنية في جميع أنحاء البلاد احتضنتها الحركة الوطنية بزعامة القائد مصطفى كمال، والتي عُرفت باسمه «الحركة الكماليّة»، لتواجه خضوع الحكومة لرغبات الحلفاء وتعاون السلطان محمد السادس مع المحتلين، ومحاولات اليونان توسيع المناطق التي احتلتها، وازدياد الثورات الأرمنية. وعقدت الحركة الكمالية مؤتمرات عديدة في طول البلاد وعرضها لاستنهاض الوعي القومي وإنقاذ البلاد من التقسيم، وتشكّلت حكومة وطنية برئاسة مصطفى كمال بهدف إقامة دولة تركية مستقلة، ألغت جميع القوانين والتعليمات التي أصدرتها الحكومة السابقة، ووضعت السلطان وحكومته خارج إطار القانون. وقد حاول السلطان القضاء على هذه الحركة فلم يُفلح.

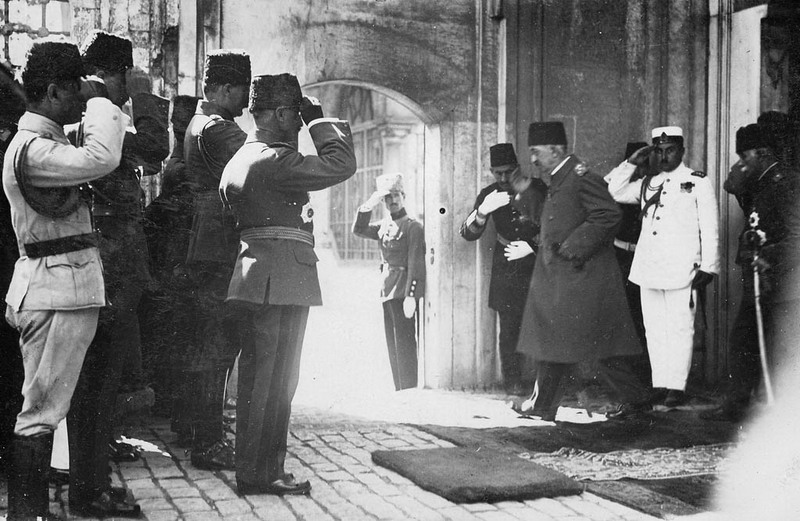
السلطان محمد "وحيد الدين" السادس، آخر سلاطين بني عثمان، يغادر البلاد إلى المنفى في سنة 1922.

وفي تلك الفترة فُرضت معاهدة سيڤر على السلطان، التي مزّقت أوصال الدولة، وقد وقّع عليها مرغمًا، في حين رفضتها الحكومة الكمالية، ووضعت مخططًا لإنقاذ تركيا بمعزل عن السلطان. تمكّن مصطفى كمال بعد جهود مضنية واصطدامات شديدة مع اليونانيين، من الانتصار، فاستعاد كمال الأراضي التي احتلوها، وفرض على الحلفاء توقيع هدنة جديدة اعترفت فيها اليونان بانتصارات تركيا، فأضحى مصطفى كمال بطلاً قوميًا، وبرز في الواجهة السياسية في حين ظل السلطان في الظل، فما كان منه إلا أن تنازل عن العرش واعتزل الحياة السياسية، وغادر البلاد على ظهر بارجة بريطانية نقلته إلى جزيرة مالطة، في 17 أكتوبر سنة 1922م، الموافق فيه 27 ربيع الأول سنة 1341هـ.

اعتلى عرش السلطنة العثمانية، بعد تنازل السلطان محمد السادس، وليّ العهد عبد المجيد الثاني، وبعد أن أصبح مصطفى كمال سيد الموقف، وقّع معاهدة لوزان مع الحلفاء التي تنازل بمقتضاها عن باقي الأراضي العثمانية غير التركية، ثم جرّد السلطان من السلطة الزمنية وجعله مجرّد خليفة، أي أشبه بشيخ الإسلام، ولكن من غير سلطة روحيّة أيضًا. ثم ألغى الخلافة سنة 1924 وطرد عبد المجيد من البلاد، وبهذا سقطت الدولة العثمانية فعليًا بعد أن استمرت لما يقرب من 600 سنة، وانهارت معها الخلافة الإسلامية بعد أن استمرت ما يزيد عن ألف سنة. وقد رثا أمير الشعراء أحمد شوقي الدولة العثمانية والخلافة الإسلامية بأبيات من الشعر قال فيها:

### المُدعون بالحق في عرش آل عثمان
عندما طرد مصطفى كمال عبد المجيد الثاني من البلاد، طرد معه كامل أفراد الأسرة العثمانية وصادر أملاكهم، فذهب هؤلاء ليعيشوا في المنفى ومنعوا من العودة إلى تركيا. وفي سنة 1974م، أصدر البرلمان التركي قرارًا نص على جواز منح الجنسية التركية للمنفيين المتحدرين من نسل عثمان الأول، وتمّ إعلامهم بذلك عن طريق السفارة التركية في كل بلد يعيشون فيه. يندرج ضمن قائمة المدعين بالحق في العرش العثماني: «محمد أورخان» ابن الأمير محمد عبد القادر، الذي توفي في سنة 1994، و«أرطغرل عثمان» أصغر أحفاد السلطان عبد الحميد الثاني. يشتهر أرطغرل عثمان برفضه حمل الجنسية التركية رغم عرضها عليه عدّة مرّات، قائلاً أنه «مواطن عثماني»، لكنه على الرغم من ذلك قال أنه لا يتمنى نهوض الدولة العثمانية من جديد، وأفاد أن «الديمقراطية تسري سريانًا جيدًا في تركيا». عاد أرطغرل عثمان إلى تركيا في سنة 1992م، وكانت تلك المرة الأولى التي يدوس فيها أرض وطنه الأم منذ نفيه وأفراد الأسرة الحاكمة في عشرينيات القرن العشرين، وحصل على الجنسية والهوية التركية في سنة 2002م. توفي أرطغرل عثمان في 23 سبتمبر سنة 2009م في إسطنبول عن عمر يناهز 97 عامًا ولم يخلف أولادًا، وبموته لم يتبق أحد من المدعين بالحق في العرش العثماني من الذين وُلدوا في الفترة التي كانت الدولة فيها لا تزال قائمة. كان الأتراك يُلقبون أرطغرل عثمان باسم «العثماني الأخير»، ولو قُدّر له أن يحكم بصفته سلطانًا، لكان أكبر سلاطين الدولة سنًا منذ نشأتها، ولعُرف باسم السلطان أرطغرل الثاني.
يُعتبر «إبراهيم توفيق»، وهو حفيد حفيد السلطان عبد المجيد الأول الوريث الأول لعرش آل عثمان، كذلك تقول الحكومة التركية أن أحد المواطنين الأمريكيين من أصل تركي، واسمه «عدنان گلكور»، هو الوريث الأصغر لعرش الدولة العثمانية.

## معلومة
1. ↑  لما سقطت دولة السلاجقة العظام، تجزأت أملاكهم في الأناضول إلى عشر إمارات صغيرة، وهي: قره سي وصاروخان وآيدين وتكة والحميد والقرمان وكرميان وقسطموني ومنتشا وقونية، وفي عهد أرطغرل أضيفت إليها الإمارة العثمانية التي قُدّر لها أن تضم جميع تلك الإمارت وتوحدها في دولة واحدة بعد سنوات عديدة.
2. ↑  لفظ "خان" لفظ تركي مغولي قديم معناه "السيّد" تلقب به عدد من الحكّام العظام أمثال جنكيز خان وقوبلاي خان وغيرهم، ولا يزال هذا اللفظ هو لفظ التشريف الوحيد لكل مواطن في أفغانستان ويتمتع به بقايا من الناس في الهند وباكستان، بعد أن وصلهم أيام الحكم المغولي لشبه القارة الهندية.
3. ↑  تحالف مراد الأول مع أمير كرميان الذي زوّج ابنته للأمير بايزيد بن مراد، وكانت مدينة كوتاهية مهرًا لهما، كما تنازل له عن بعض المدن، منها إزمير، واجبر مراد الأول أمير الحميد على التنازل له عن بلاده لقاء ثمن، وضمّها إلى الأملاك العثمانية، وهاجم السلطان العثماني إمارة تكة وضمّ قسمًا من أراضيها.
4. ↑  تعتبر واقعة نقل بايزيد الأول إلى سمرقند من أكثر الأحداث جدلاً في تلك الفترة. إذ أن مؤرخي ذلك العصر قالوا بأن تيمورلنك سجن بايزيد في قفص من حديد، وقال آخرون لاحقًا أن ذلك لم يكن قفصًا وإنما عربة ذات نوافذ بقضبان حديدية. ويقول مؤرخون معاصرون أن تيمورلنك عامل بايزيد بكل إجلال واحترام، وأمر بفك أغلاله وأجلسه إلى جانبه، وأكدّ له أنه سيبقي على حياته، فأصدر تعليماته بأن تُنصب ثلاث خيام فخمة لحاشيته، لكن عندما حاول بايزيد الهرب احتجز في غرفة ذات نوافذ مسدودة بالحواجز.
5. ↑  كان الإمبراطور البيزنطي واقعيًا عندما أقنعته المحنة أن الأخوّة والتعاون الكاثوليكي - الأرثوذكسي هو أحد الوسائل الأساسية لإنقاذ العاصمة من خاتمة مروعة، وأدرك أن الأسوار والسلسلة الحديدية الغليظة التي أغلقت مدخل القرن الذهبي، وعزيمة الرجال وحملة إنقاذ من أوروبا الغربية؛ هي التي يمكنها أن تدفع العثمانيين بعيدًا عن أسوار القسطنطينية، لذلك طلب النجدة من أوروبا على وجه السرعة، لكن الرد الأوروبي جاء متفاوتًا لصالح كل دولة. وأبدى البابا نيقولا الخامس استعداده للمساعدة شرط اتحاد الكنيستين الشرقية والغربية، ووافق قسطنطين على هذا المشروع على الرغم من جذور العداوة التاريخية بين الأرثوذكس والكاثوليك، وتنص بعض المصادر أن قسطنطين توسل إلى البابا وقبّل قدميه حتى وافق، وجرت مراسم دينية في كنيسة آيا صوفيا وفق المذهب الكاثوليكي، وتولّى إدارة المراسم الكاردينال "إيزيدور" الذي أرسله البابا لتنفيذ إجراءات الاتحاد. ويبدو أن الشعب البيزنطي اشمأز من ذلك، إذ قال رئيس الوزراء البيزنطي جملته التاريخية: «"إنني أفضّل أن أشاهد في ديار البيزنط عمائم الترك على أن أشاهد القبعة اللاتينية"».
6. ↑  يؤمن المسلمون أن محمد الفاتح هو صاحب البشارة والنبؤة التي قال بها النبي محمد:لَتُفْتَحَنَّ الْقُسْطَنْطِينِيَّةُ فَلَنِعْمَ الْأَمِيرُ أَمِيرُهَا وَلَنِعْمَ الْجَيْشُ ذَلِكَ الْجَيْشُ، كما أن هناك نبؤة أخرى يؤمن بها المسلمون هي تلك التي تتحدث عن فتح "روميّة"، أي روما، إذ قال محمد عندما سُئل: "أي المدينتين تفتح أولاً: أقسطنطينية أو رومية؟"، أن "مدينة هرقل تفتح أولاً"، أي القسطنطينية. ويبدو أن محمد الفاتح طمح ليحقق النبؤة الثانية كذلك الأمر، حتى يُقال إنه أقسم بأن يربط حصانه في الكنيسة القسطنطينية، حيث تقع اليوم كاتدرائية القديس بطرس.
7. ↑  كان لهذه الحملة أسباب عديدة منها الصراع على الحدود بين الدولتين وموقف المماليك من الصفويين وإيوائهم لأمراء عثمانيين فارين من السلطنة العثمانية واستغاثة أهل الشام بالعثمانيين من ظلم المماليك حيث كتبوا رسالة باسم العلماء والفقهاء والقضاة يطلبون من سليم الأول تخليصهم من ظلم المماليك الذي طال المال والنساء والعيال، كما عطلوا تطبيق الشريعة الإسلامية في حكم البلاد، وطلبوا أن يرسل السلطان وزير ثقة ليلتقي بكبار الرجالات ليؤمن ويطمئن قلوب الشعب. ومهما يكن من أمر، فقد كانت هناك أسباب للنزاع بين سليم والمماليك أعمق من هذا بكثير. ذلك أن السلطان سليم كان يطمع على ما يظهر في توحيد جميع البلدان السنيّة تحت تاجه، وانتزاع المدينتين المقدستين، مكة والمدينة المنورة، من أيدي المماليك. وقد خشي المماليك سياسة سليم التوسعيّة هذه، فعقدوا تحالفًا مع الشاه إسماعيل الصفوي
8. ↑  في تلك الفترة كانت بلاد المجر منقسمة نتيجة بروز مرشحين لتولي عرش الإمبراطورية الرومانية المقدسة بعد وفاة الإمبراطور ماكسيمليان الأول، وهما كارلوس الخامس ملك إسبانيا، وفرانسوا الأول ملك فرنسا، فانحاز الأخير إلى السلطان طالبًا منه المساعدة على تنحية كارلوس، كذلك كان البابا منشغلاً بمحاربة الراهب الألماني "مارتن لوثر" مؤسس مذهب البروتستانت، وكان السكان المجريون يعيشون في بؤس شديد، حتى أن كثيرًا منهم كانوا ينتظرون قدوم العثمانيين ويعدونهم منقذين، وشاركوا لوثر في نظرته القائلة بأن: «انتصارات الأتراك إنما هي عقاب عادل لما اقترفه الرومان من فساد وظلم اجتماعي».
9. ↑  تولّى هذا الملك الحكم سنة 1697م، ولصغر سنه تألّب ضده ملك الدانمارك وملك بولندا وقيصر روسيا، فحارب الدانمارك أولاً وانتصر عليها، ثم حارب روسيا فقهرها، ثم سار إلى بولندا وانتصر عليها وعزل ملكها وأقام مكانه أحد محالفيه. وفي سنة 1709م قصد مدينة موسكو، فانتصر عليه القيصر بطرس الأكبر في واقعة پولتاڤا، واحتمى هو في الدولة العثمانية حيث حل ضيفًا عند السلطان أحمد الثالث في قصر الباب العالي طيلة 5 سنوات، وخرج بعدها من تركيا قهرًا بعد أن قاوم مقاومة شديدة.
10. ↑  الوهابيون قوم من العرب اتبعوا طريقة الشيخ محمد بن عبد الوهاب الذي التجأ إلى آل سعود في الدرعية من بلاد نجد، وقد درس المذهب الحنبلي وسافر إلى أصفهان ولاذ بعلمائها وأخذ عنهم حتى اتسعت معلوماته في فروع الشريعة وخصوصًا في تفسير القرآن، ولمّا عاد إلى بلاده أنشأ مذهبًا مستقلاً لتلاميذه فاتبعوه ودخل فيه الناس بكثرة، وشاع أمره في نجد والإحساء والقطيف وعُمان وبعض أنحاء اليمن. ولم يزل أمرهم شائعًا ومذهبهم متزايدًا حتى قضى عليهم إبراهيم باشا بن محمد علي والي مصر، بأمر من السلطان محمود الثاني.
11. ↑  كان محمد علي باشا يطمح من كل المساعدات التي قدمها للسلطان العثماني، أن يمنحه الأخير ولاية من الولايات الكبرى، ولكن السلطان اكتفى بأن أقطع محمد علي جزيرة كريت، تقديرًا لخدماته. ولمّا اطمأن محمد علي إلى قوته، وأدرك أن الدولة العثمانية تجتاز مرحلة صعبة من الضعف والعجز، قرر أن يجتاح الشام بالقوة، فوطد علاقته بأمير لبنان بشير الثاني الشهابي، واستعان به لتحقيق مآربه، وافتعل خلافًا بينه وبين عبد الله باشا والي عكا، حيث طالبه بإعادة مبلغ من المال كان قد قدمه إليه، وإعادة الفلاحين المصريين الفارّين من دفع الضرائب ومن الخدمة في الزراعة، ولما ماطل عبد الله باشا في تلبية طلب محمد علي، اتخذ هذه المماطلة ذريعة لاحتلال بلاد الشام.
12. ↑  كانت فرنسا تؤيد محمد علي باشا وتدعمه، وكان في جيشه عدد من القادة الفرنسيين، وكانت تميل إلى إقراره على بلاد الشام وشبه الجزيرة العربية، وهي تتطلع إلى فرض نوع من الحماية على مصر بهدف التمكين لنفسها في الجزائر الخاضعة لاستعمارها. وجاهرت بريطانيا بعدائها لمصر، وأعلنت وجهة نظرها بوجوب المحافظة على كيان السلطنة العثمانية، ونظرت بقلق إلى قوة محمد علي المتنامية في مصر والشام، وهي المناطق التي تمر فيها طريق الهند، كما كانت ترتاب من مخططاته في البحر الأحمر والخليج العربي، وشاركت روسيا وبروسيا والنمسا خوف بريطانيا، واتفقت على منع محمد علي، القوي، من أن يحل محل الدولة العثمانية، الضعيفة، في الشرق العربي.
13. ↑  قاوم السلطان عبد الحميد الثاني فكرة اليهود الهادفة إلى إقامة دولة لهم في فلسطين بما أوتي له من قوة، فرفض في عام 1876م عروض "حاييم گوديلا" لشراء مساحات من الأراضي في فلسطين، لإسكان المهاجرين اليهود فيها، وقد لجأ اليهود إلى سفراء الدول الأوروبية وروسيا والولايات المتحدة في الآستانة لإقناع السلطان بالسماح لهم بالهجرة. ونتيجة لازدياد شعور السلطان بالتحرك اليهودي، أبلغ المبعوث اليهودي "أوليڤانت" أن باستطاعة اليهود العيش بسلام في أية بقعة من أراضي الدولة العثمانية إلا فلسطين، وأن الدولة تُرحب بالمضطهدين، ولكنها لا تُرحب بإقامة دولة دينية يهودية في البلد المذكور. وقد حاول بعض اليهود تحدي قرار الباب العالي بالنزول في يافا، فتصدت لهم السلطات العثمانية ومنعت دخولهم، وبخاصة الروس منهم، إلى مدينة القدس. لكن السلطان عاد وسمح لليهود بسكن القدس لمدة شهر واحد فقط أثناء حجهم إليها، تحت ضغط الدول الأوروبية، ثم عاد وجعل هذه الفترة 3 أشهر. وقد سافر ثيودور هرتزل إلى الآستانة وحاول الاجتماع بالسلطان، لكن الأخير رفض مقابلته، وحين تمكن هرتزل من الاجتماع به أخيرًا عرض عليه خمسين مليونًا من الجنيهات الذهب لخزانة الدولة، وخمسة ملايين من الجنيهات الذهب لخزانة السلطان الخاصة، بالإضافة إلى مشاريع أخرى كثيرة لدعم الدولة العثمانية اقتصاديًّا، مقابل تنازلها عن فلسطين، لكن السلطان رفض رفضًا قاطعًا.